# Rybnik
Rybnik – miasto na prawach powiatu w południowej Polsce, w województwie śląskim, na Górnym Śląsku na Płaskowyżu Rybnickim, nad rzekami Rudą i Nacyną. Jest siedzibą władz powiatu rybnickiego, a także największym miastem aglomeracji rybnicko-jastrzębskiej i Rybnickiego Okręgu Węglowego.
Dzieje Rybnika sięgają XIII wieku. W XX wieku przyłączono szereg samodzielnych wcześniej miejscowości, z których trzy – Boguszowice, Chwałowice i Niedobczyce – posiadały w momencie przyłączenia status miasta. Od 2001 Rybnik dzieli się na 27 dzielnic. Według danych z 31 grudnia 2024 miasto liczyło 129 817 mieszkańców (25. miejsce w Polsce), a powierzchnia miasta wynosiła 148,27 km² (17. miejsce w Polsce).

## Nazwa

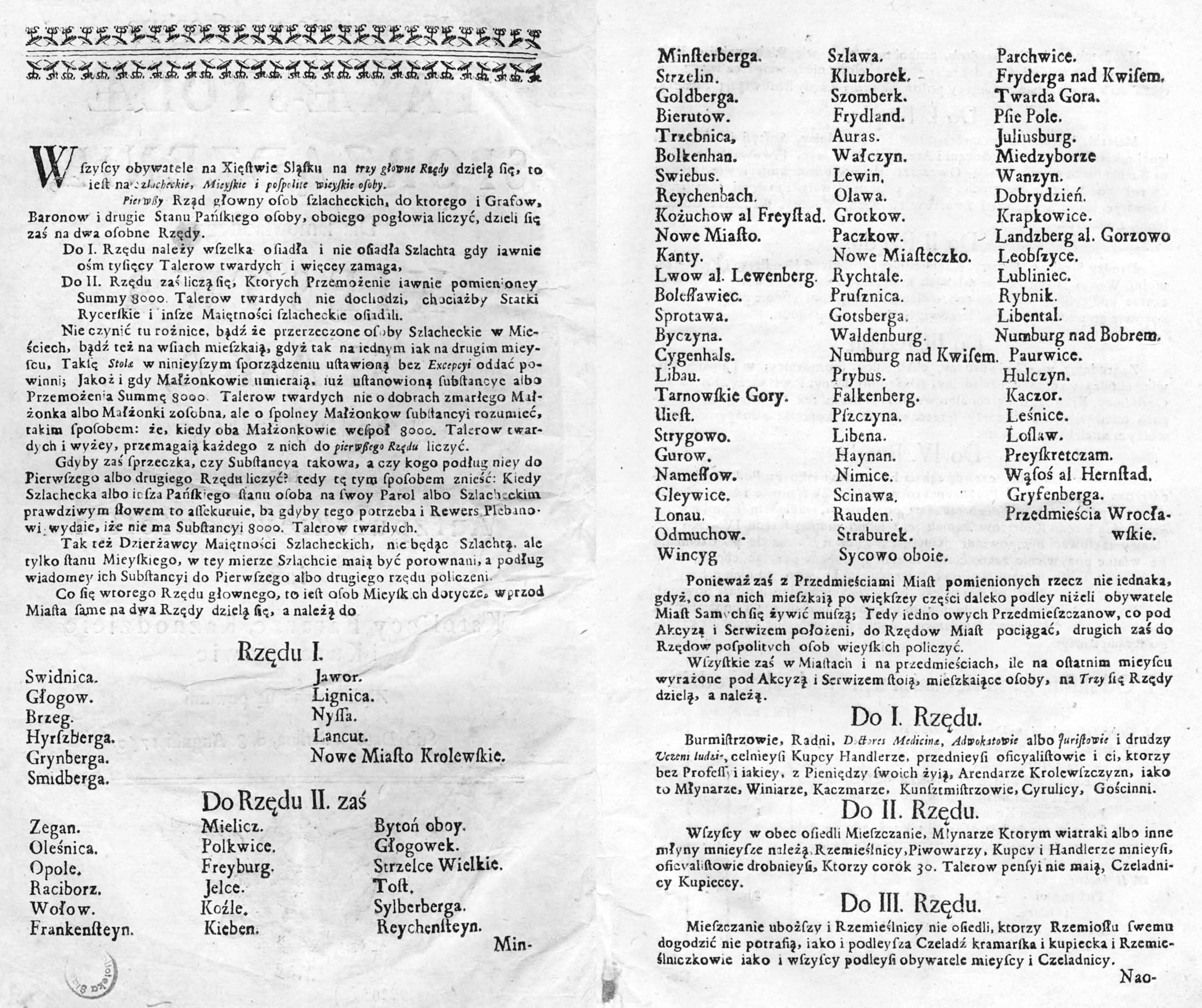
Rybnik wśród innych nazw śląskich miejscowości w urzędowym pruskim dokumencie z 1750 roku wydanym w języku polskim w Berlinie

Nazwa miasta nawiązuje do okresu przedindustrialnego, kiedy mieszkańcy Rybnika utrzymywali się głównie z rybactwa, a wokół dzisiejszego śródmieścia znajdowały się liczne stawy zasilane wodami Nacyny. Wywodzi się wprost od określenia stawu przeznaczonego do hodowli ryb, które w języku staropolskim było używane do XVII wieku, a do dziś funkcjonuje po śląsku i po czesku (rybník).
W najstarszej znanej wzmiance o Rybniku pochodzącej z 1223 nazwa miejscowości została zanotowana w formie Ribnich. Inne średniowieczne zapisy nazwy to m.in. Ribnik (1228, 1337) i Ribinek (1327), w XV-wiecznej Kronice raciborskiej (Chronicon Ratiboriense) występuje zapis Reibnig. W przymiotniku używano w tekstach łacińskich form Ribnicensis, Rybniczensis czy Reibnicensis. W 1613 Mikołaj Henel wymienił w swoim dziele o geografii Śląska pt. Silesiographia jako nazwę łacińską: Ribnicum.
Poza drobnymi odchyleniami w pisowni – na mapach nowożytnych również Rybnig czy Ribnik, na pieczęciach miejskich: Ribnik (1538, 1669) i Rybnick (1809) – nazwa miasta nie ulegała przez wieki zmianom. Na pieczęci z 1851 występuje już w postaci Rybnik, która później była jedyną oficjalną nazwą niezależnie od przynależności administracyjnej miasta, również w języku niemieckim zarówno w czasach pruskich, jak i III Rzeszy. Na mapach czeskich z początku XX wieku miasto pojawia się pod nazwą w formie liczby mnogiej: Rybníky.
Również nazwy pozostałych miejscowości tworzących obecnie dzielnice Rybnika mają przeważnie słowiański rodowód, nie ulegały większym zmianom i zapisywane w poszczególnych językach podlegały jedynie dopasowaniu fonetycznemu i ortograficznemu np.: pol. Boguszowice, Niedobczyce, Zamysłów; czes. Bohušovice, Nedobčice, Zámyslov; niem. Boguschowitz, Niedobschütz, Zamislau. Wyraźniejsze różnice między brzmieniem polskim a niemieckim występowały w trzech przypadkach: Kamień – Stein, Ligota – Ellguth oraz Zebrzydowice – Seibersdorf. W 1908 zmieniono niemiecką nazwę Niewiadomia, dotąd tożsamą z polską, na Birkenau. W okresie hitlerowskim przemianowano Stodoły (Stodoll) na Hochlinden, a gminę Niewiadom Górny (Ober Birkenau) na Lentzberg.

## Symbole

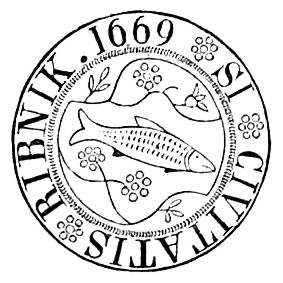
Pieczęć miejska z 1669 z wizerunkiem ryby

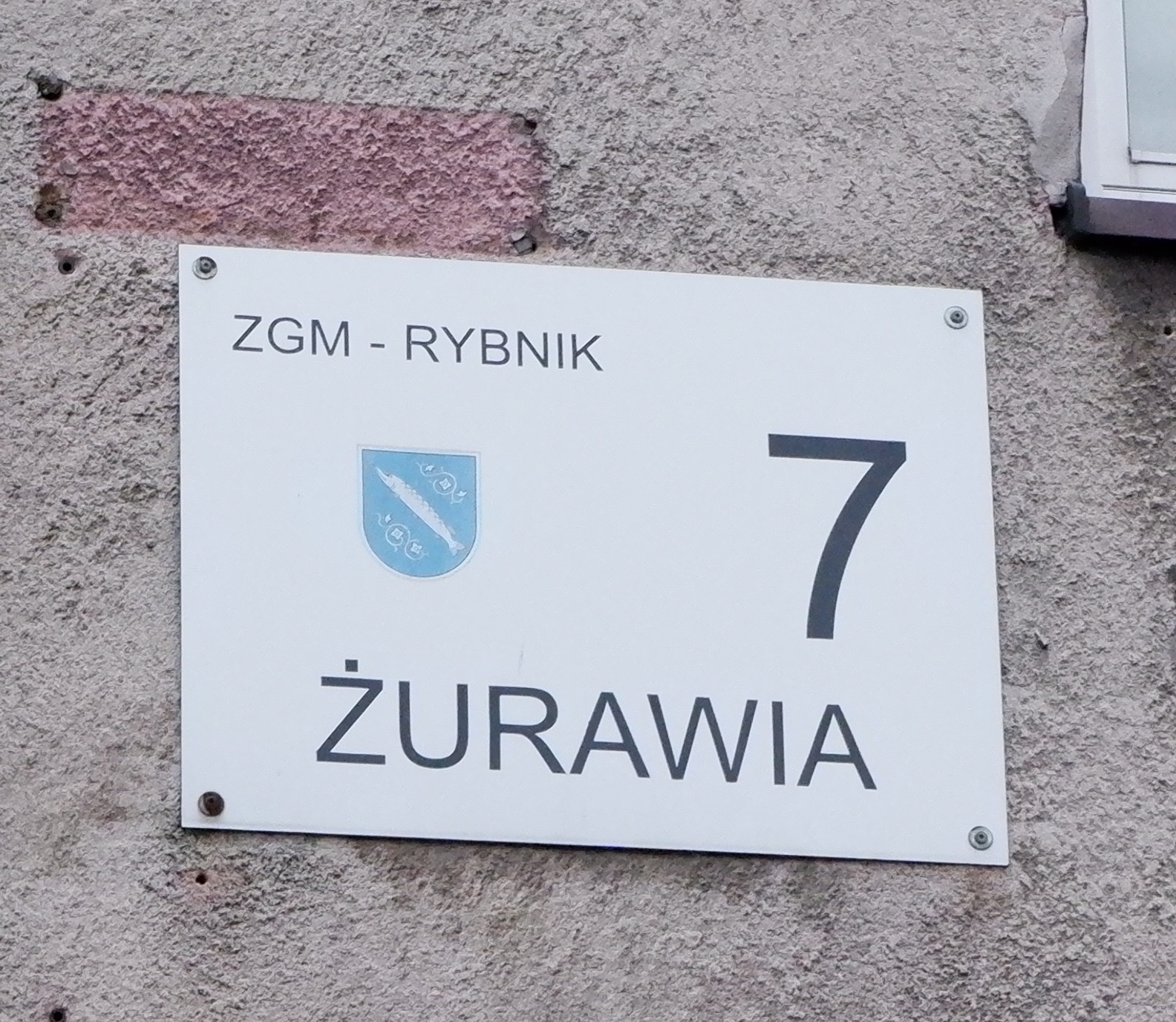
Tablica adresowa z herbem miasta

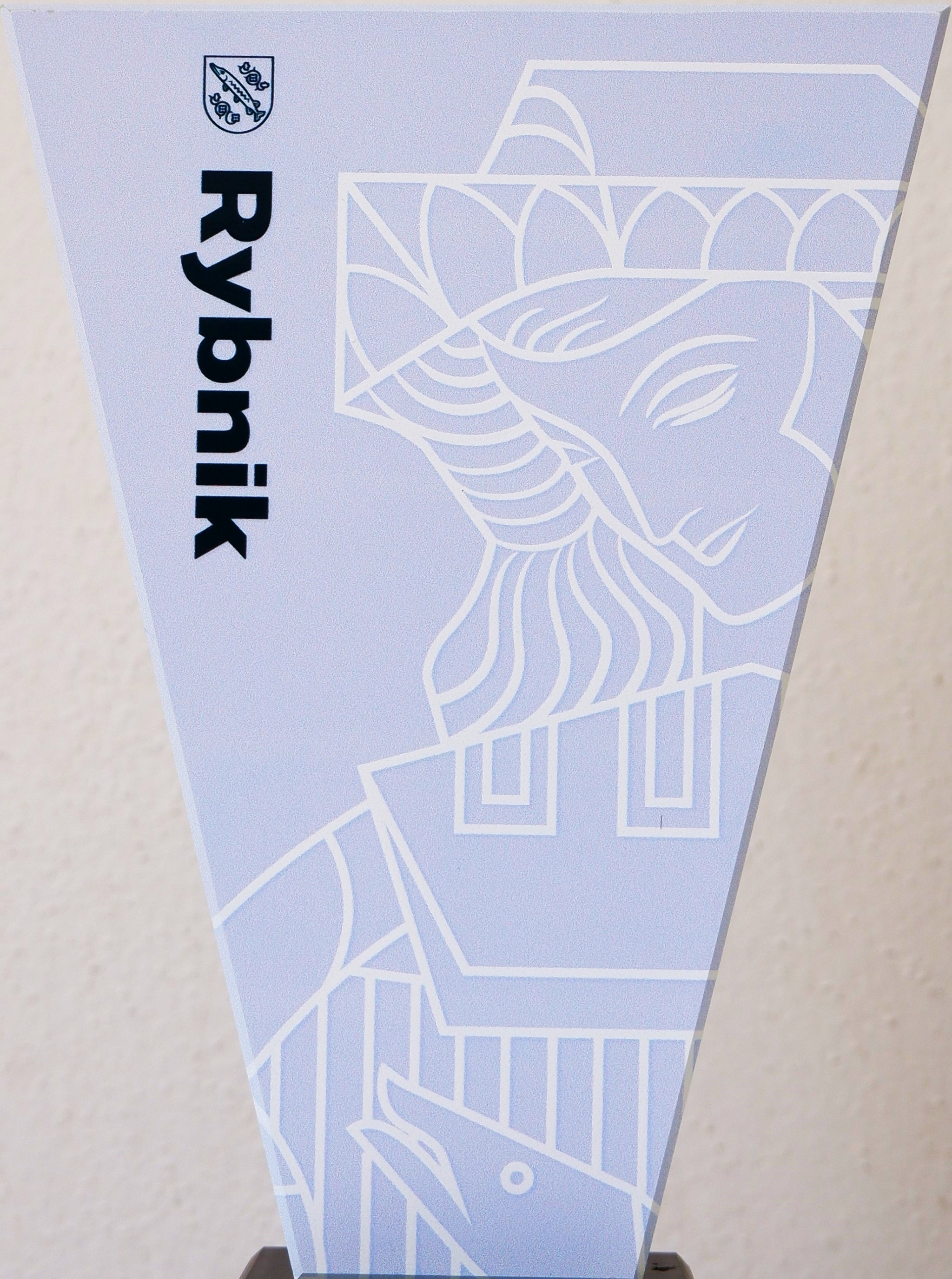
Statuetka z logiem miasta i grafiką nawiązująca do witrażu z alegorią wspólnoty miejskiej w budynku Urzędu Miasta

Herb Rybnika przedstawia w polu tarczy błękitnym rybę – szczupaka – srebrną (białą) w skos, skierowaną ku prawemu (z perspektywy patrzącego na herb: lewemu) narożnikowi tarczy. Nad i pod wyobrażeniem ryby (w narożniku lewym czoła oraz narożniku prawym dołu) widnieje motyw roślinny, czyli kotewka orzech wodny, o srebrnych (białych) łodygach i srebrnych (białych) kwiatach. Wizerunek ryby używany był na pieczęciach miejskich co najmniej od pierwszej połowy XVI wieku. Obecny wzór herbu został określony Uchwałą nr 504/XXII/2000 Rady Miasta Rybnika z dnia 20 listopada 2000.
Ta sama uchwała określa wygląd flagi miasta. Jest to prostokątny płat tkaniny o proporcjach 5:8, podzielony na trzy poziome pasy, od góry: błękitny (1/4 szerokości), biały (2/4 szerokości), błękitny (1/4 szerokości). Pośrodku białego pasa środkowego umieszczony jest herb Rybnika.
Swoje herby oparte na motywach używanych w dawnych pieczęciach gminnych posiada również większość rybnickich dzielnic. Godłem Boguszowic jest oko Opatrzności Bożej, Chwałęcic – motyw z kotwicą, sznurem i kwiatami, Chwałowic – dawniej wieśniak z fajką i cepem, obecnie motyw z szybem kopalnianym i złotym kłosem, Golejowa – bogini ze złotym mieczem i wagą, Gotartowic – złoty snop i cepy, Kamienia – kamieniarz z młotkiem, Kłokocina – biały kogut, Ligoty-Ligockiej Kuźni – złote grabie, Niedobczyc – dawniej bróg, obecnie herb z motywem orła, złotej szopy i kopalni, Niewiadomia – motyw z kosami, złotymi drzewcami i młotkami górniczymi, Orzepowic – biały baranek z chorągiewką, Popielowa – biały koń, Smolnej – mielerz, Stodół – stodoła, Wielopola – złote kłosy, Zamysłowa – trzy wieże na pagórkach, Zebrzydowic – same trzy wieże.
Hejnał został skomponowany przez Mirosława Jacka Błaszczyka z okazji jubileuszu ośmiu wieków Rybnika w 2003 i odtwarzany jest o każdej pełnej godzinie między 6.00 a 21.00 z kuranta zainstalowanego na wieży ratuszowej.
Do symboli miejskich zalicza się również Łańcuch Prezydenta Miasta jako insygnium, którego szczegółowy wygląd określono w 2011, oraz Sztandar Miasta Rybnika ustanowiony w 2016. W obu przypadkach wykorzystano przy nich zmodyfikowany motyw kotewki orzecha wodnego z herbu – haftowany na rewersie sztandaru i odzwierciedlony w sposobie łączenia ogniw łańcucha.
Jako logo miasta używa się uproszczonej wersji herbu. Jest ono częścią Systemu Identyfikacji Wizualnej wprowadzonego w 2018. Występuje w trzech odmianach: pełnokolorowej (ryba i kotewki są białe obwiedzione czarnym obrysem, tło jasnoniebieskie) stosowanej do promocji zewnętrznej, monochromatycznej (czarne obrysy, ryba i tło w tej samej barwie) używanej w materiałach własnych miasta zaprojektowanych według zasad SIW oraz negatywowej (ryba biała, tło czarne) znajdującej zastosowanie na ciemnych podłożach. W ramach Systemu Identyfikacji Wizualnej określono też kolorystykę miejską – wykorzystywane są barwy błękitna, czarna, żółta, czerwona i pomarańczowa – oraz przewodni motyw graficzny: bazuje on na witrażach w budynku Urzędu Miasta oraz wizerunkach charakterystycznych obiektów architektonicznych kreślonych kreską nawiązującą do rysunku szczupaka w herbie.

## Geografia

### Położenie

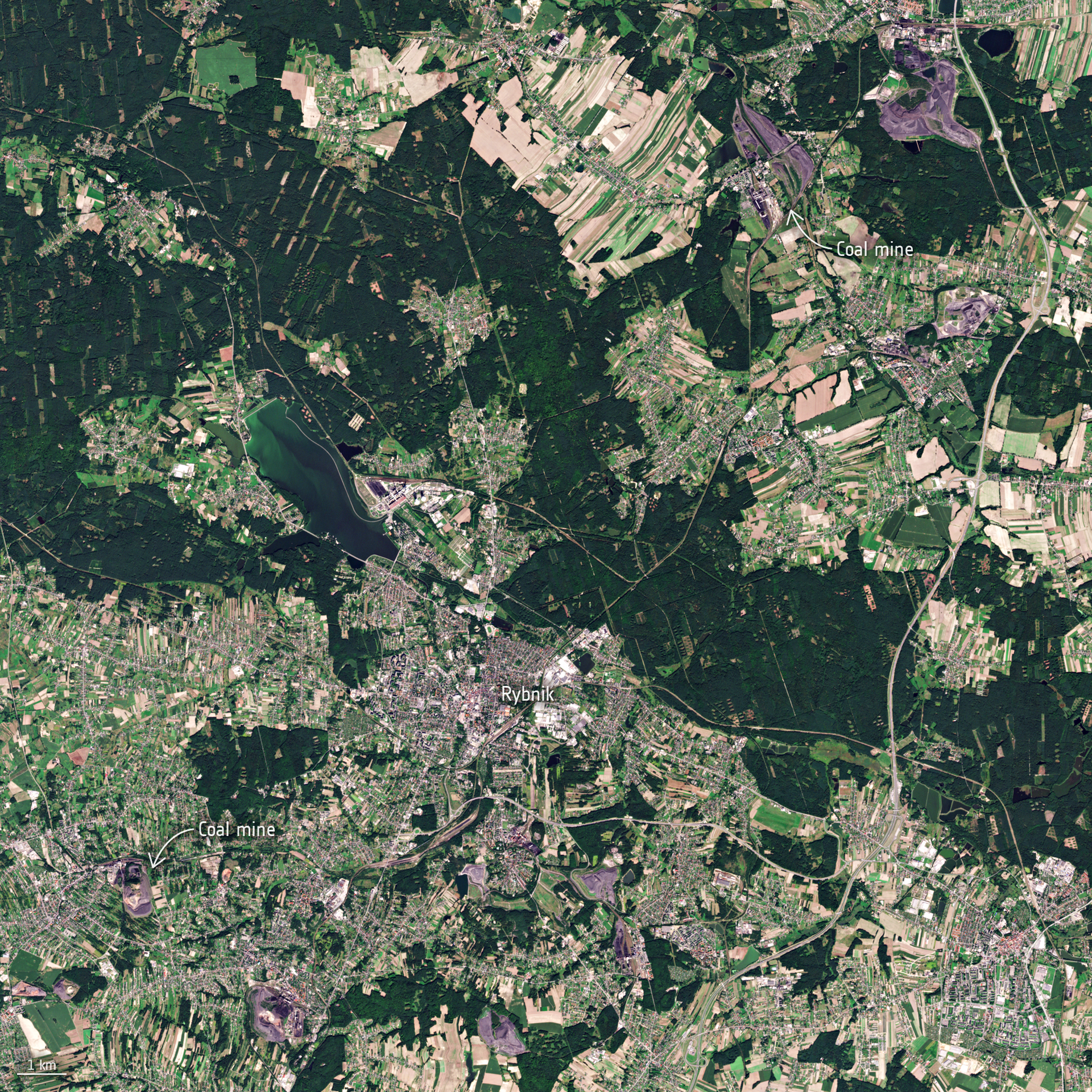
Widok satelitarny na Rybnik

Rybnik znajduje się w południowo-zachodniej części województwa śląskiego w historycznym regionie Górny Śląsk. W ramach regionalizacji fizycznogeograficznej większa część Rybnika leży na Płaskowyżu Rybnickim, który jest częścią makroregionu Wyżyna Śląska, oprócz północno-zachodniego fragmentu miasta należącego do Kotliny Raciborskiej (makroregion Nizina Śląska).
Współrzędne geograficzne ścisłego centrum miasta (Rynek) to 50°05′44″N 18°32′31″E/50,095556 18,541944.
Rybnik graniczy z 11 jednostkami samorządu terytorialnego: gminą miejsko-wiejską Czerwionka-Leszczyny oraz gminami wiejskimi Gaszowice, Jejkowice, Lyski i Świerklany w powiecie rybnickim; miastami Radlin i Rydułtowy oraz gminą wiejską Marklowice w powiecie wodzisławskim; gminą miejsko-wiejską Kuźnia Raciborska w powiecie raciborskim; gminą wiejską Pilchowice w powiecie gliwickim; a także miastem na prawach powiatu Żory. Długość granic miasta wynosi łącznie 106,5 km, z czego najdłuższa (33,7 km) jest granica z gminą Czerwionka-Leszczyny. Współczesny kształt administracyjny miasta jest wynikiem włączania w jego skład kolejnych gmin i tylko w niektórych miejscach bazuje na barierach naturalnych. Szczególnie nieoczywisty przebieg ma granica z Radlinem, Rydułtowami i gminą Jejkowice przechodząca przez płynnie przenikające się tereny zurbanizowane, granica z gminą Świerklany biegnąca przez środek kopalni Jankowice, a także w obrębie dzielnicy Kamień, która tworzy przestrzennie jedną całość z Leszczynami i Książenicami w gminie Czerwionka-Leszczyny, podczas gdy od reszty Rybnika oddzielona jest co najmniej dwukilometrowym pasem lasów. W promieniu ośmiu kilometrów od Rynku, w jakim leżą najbardziej peryferyjne rybnickie dzielnice (Stodoły, Ochojec, Kłokocin), mieści się szereg miejscowości poza granicami miasta, np. odległość do Jejkowic wynosi tylko sześć kilometrów.
Rybnik jest centralnym ośrodkiem aglomeracji rybnicko-jastrzębskiej, której granice pokrywają się z pojęciem Rybnickiego Okręgu Węglowego (ROW). Jest też największym miastem Subregionu Zachodniego Województwa Śląskiego zdefiniowanego jako obszar powiatu rybnickiego, wodzisławskiego i raciborskiego oraz miast na prawach powiatu Rybnik, Jastrzębie-Zdrój i Żory. Aglomeracja rybnicko-jastrzębska jest częścią większego obszaru metropolitalnego, w skład którego wchodzą również Górnośląsko-Zagłębiowska Metropolia i aglomeracja ostrawska.
Odległość w linii prostej z centrum Rybnika do granicy państwa z Republiką Czeską wynosi 19 km.

### Ukształtowanie powierzchni
Powierzchnia Rybnika wynosi 148,36 km², z czego zajmują (stan na III kwartał 2015):
- lasy i inne tereny zadrzewione: 41,8%
- użytki rolne: 19,7%
- zabudowa mieszkaniowa: 15,9%
- infrastruktura komunikacyjna: 5,5%
- wody powierzchniowe: 5,3%
- tereny produkcyjno-techniczne i infrastruktura techniczna: 4,3%
- tereny sportowo-rekreacyjne i zieleń urządzona: 3,5%
- zabudowa usługowa: 2,6%
- nieużytki: 1,4%

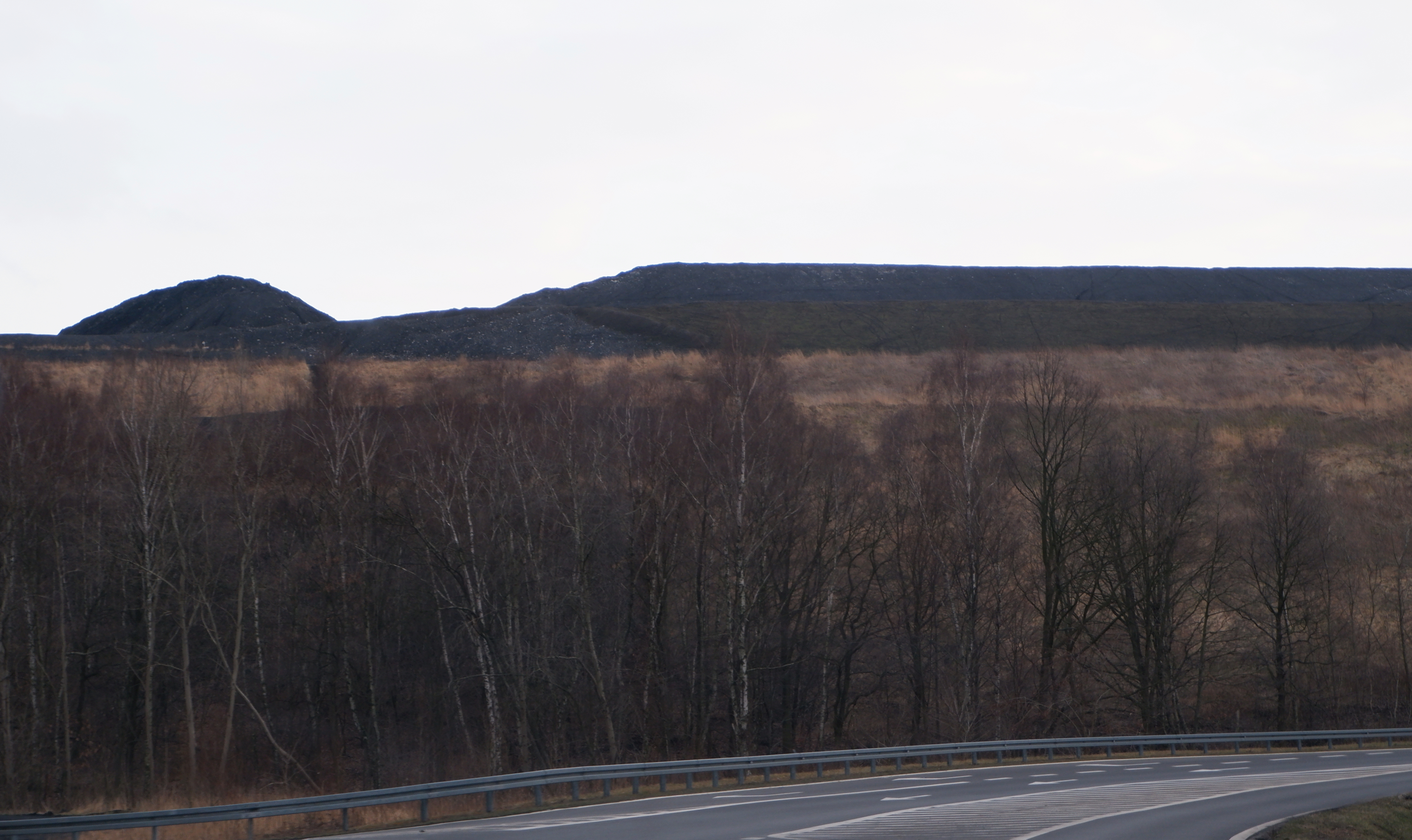
Hałda kopalni Jankowice

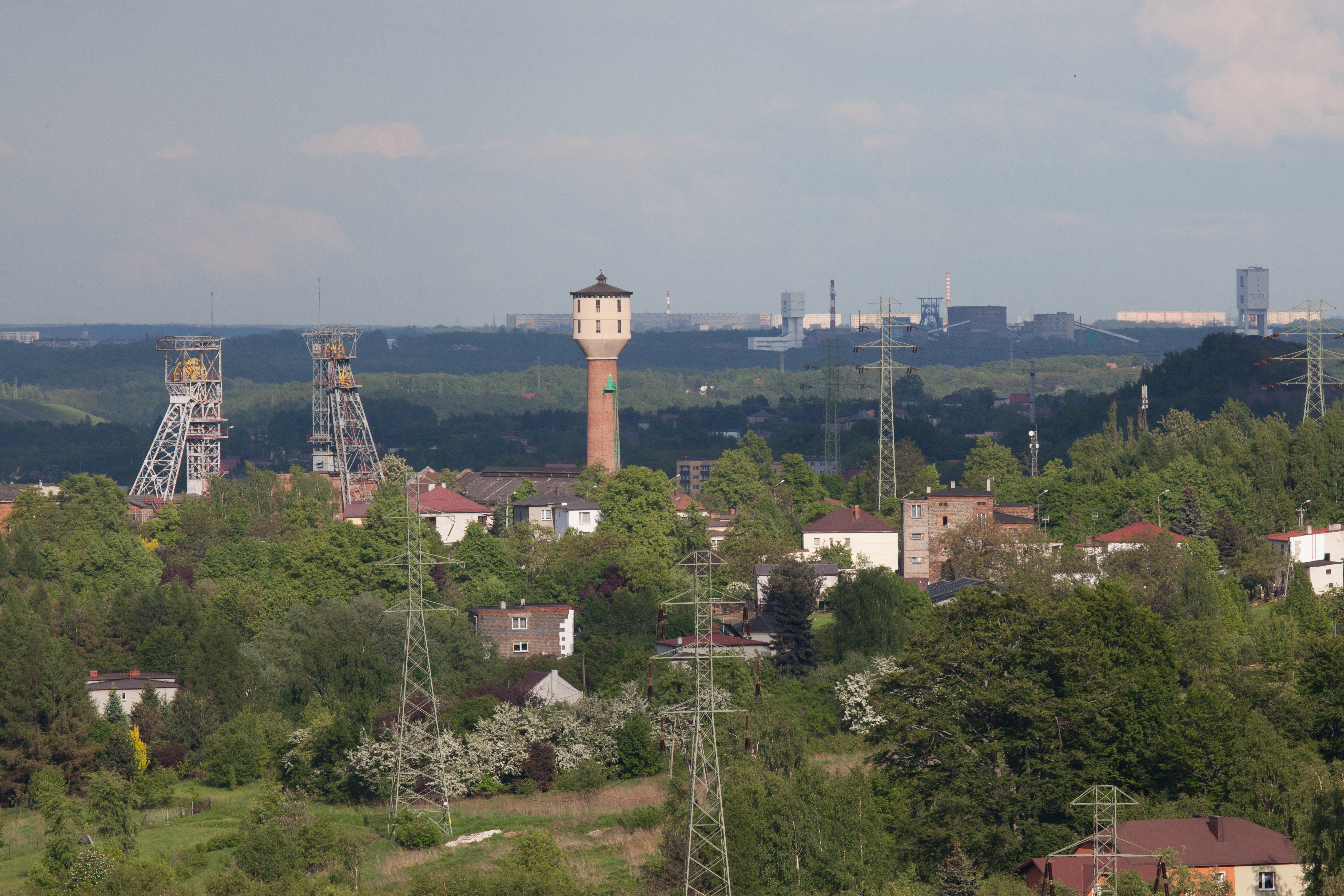
Krajobraz południowego Rybnika: na pierwszym planie Niewiadom i nieczynna kopalnia Ignacy, w głębi kopalnia Jankowice

Centrum miasta znajduje się na wysokości około 225–245 m n.p.m. Najwyższym naturalnym wzniesieniem jest Niewiadom Górny 308 m.n.p.m., wyższe są jednak antropogeniczne elementy krajobrazu: hałda przy kopalni Rymer (323 m n.p.m.) i hałda przy kopalni Jankowice (powstająca, docelowo 330 m n.p.m.). Najniższy punkt terenu znajduje się w dolinie Rudy w Stodołach na wysokości 205 m n.p.m.
Ukształtowanie powierzchni na obszarze Rybnika jest zróżnicowane. W północnej i środkowej części miasta dominują rozległe, faliste powierzchnie, rozcięte szerokimi dolinami Rudy i Nacyny oraz innych cieków, z reguły o niewielkich deniwelacjach i nachyleniach, nie powodujących większych utrudnień w zagospodarowaniu terenu. W pasie od Chwałęcic do Golejowa dominują formy wodnolodowcowe i lodowcowe – pagórki o charakterze moren czołowych (głazy, żwiry, piaski i glina zwałowa). W środkowo-wschodniej części miasta (rejon Ligoty-Ligockiej Kuźni, Boguszowic i Gotartowic) falista powierzchnia płaskowyżu jest rozczłonkowana licznymi, niewielkimi dolinami, miejscami o znacznie nachylonych zboczach, przechodząca w płaską równinę na pograniczu z Żorami. W południowo-zachodniej części Rybnika (Radziejów, Popielów, Niedobczyce, Niewiadom), zwłaszcza na pokrywie utworów lessopodobnych, dominuje rzeźba bardziej urozmaicona – pagórkowata, z głęboko wciętymi (do 30 m) dolinami i wąwozami o stromych stokach, nachylonych miejscami ponad 30%, dzielącymi płaskowyż na szereg garbów.
Naturalne ukształtowanie powierzchni zostało silnie przekształcone w związku z działalnością wydobywczą. Udokumentowane złoża kopalin znajdują się pod 87,6% terytorium miasta. Największe znaczenie gospodarcze mają złoża węgla kamiennego obejmujące 120,58 km, czyli 81% terytorium. Eksploatowana jest tylko ich część skupiona w południowych dzielnicach. Bezpośrednio w Rybniku znajdują się dwie czynne kopalnie – KWK Chwałowice i KWK Jankowice; ponadto pod miastem znajdują się fragmenty złóż eksploatowanych przez KWK Marcel oraz KWK Rydułtowy.

### Zbiorniki i cieki wodne

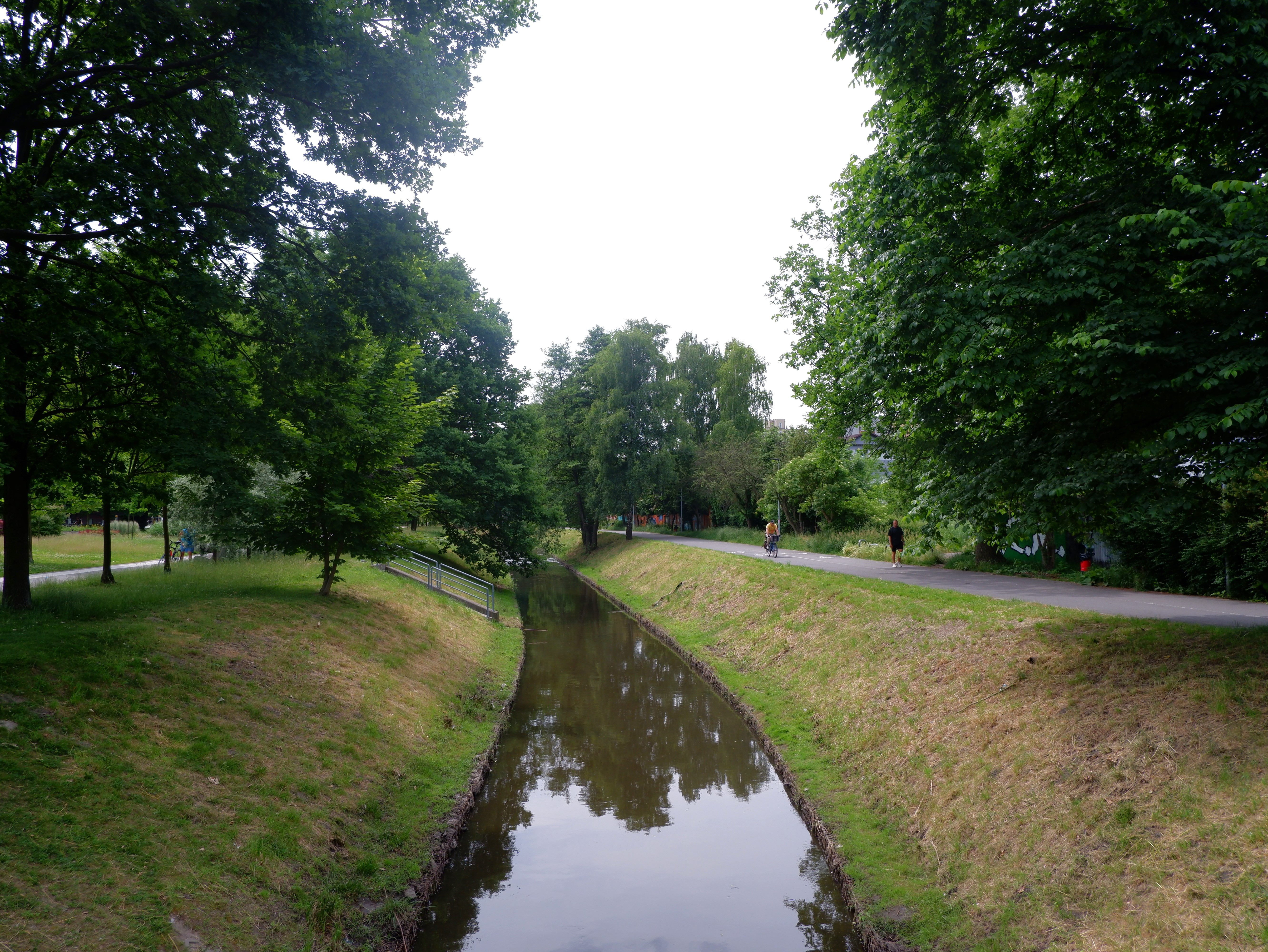
Nacyna w centrum miasta

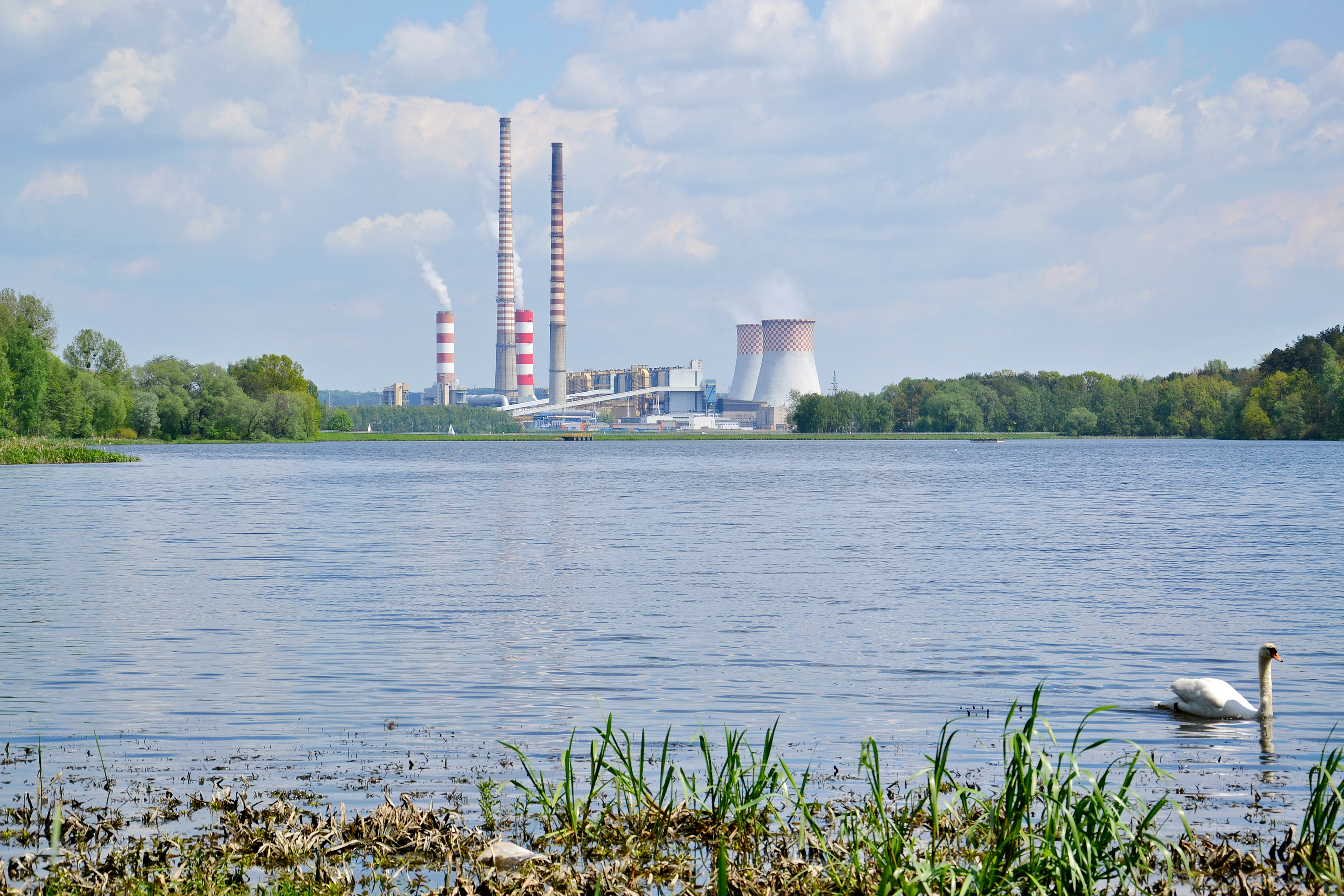
Zalew Gzel Jeziora Rybnickiego z widokiem na elektrownię

Rybnik leży w dorzeczu Odry (region wodny Górnej Odry). Przez środkowo-północną część miasta przepływa rzeka Ruda, w którego zlewni znajduje się większość obszaru Rybnika, z wyjątkiem części dzielnicy Kamień należącej do zlewni Bierawki. Największym dopływem Rudy jest Nacyna przepływająca przez ścisłe centrum. Do nich wpadają liczne mniejsze cieki wodne. Do dopływów Rudy należą: Kłokocinka, Potok Boguszowicki, Potok z Przegędzy, Potok z Kamienia, Gzel i Pniowiec; do dopływów Nacyny: Potok Okrzeszyniecki, Potok Radziejowski łączący się z Potokiem Chwałowickim i Pludry (Potok Niedobczycki). Sieć rzeczna jest silnie przekształcona. Koryta cieków są w większości uregulowane, wyjątek stanowi jedynie meandrujący odcinek Rudy w Stodołach i prawobrzeżne dopływy tej rzeki; wody Nacyny są kierowane do Rudy rurociągiem.
Przez spiętrzenie wod Rudy zaporą w Stodołach powstało na przełomie lat 60. i 70. XX wieku – w związku z budową Elektrowni Rybnik – sztuczne Jezioro Rybnickie (inaczej Zalew Rybnicki lub Zbiornik Rybnicki a także Morze Rybnickie) o powierzchni 4,5 km². Jego podstawową funkcją jest zaspokajanie potrzeb wodnych elektrowni (pobór i odprowadzanie wód chłodniczych), ponadto służy celom przeciwpowodziowym oraz rekreacyjnym (żeglarstwo, publiczne kąpieliska, jest też sztucznie zarybiany). Posiada cztery zalewy boczne oddzielone od głównej części nasypami drogowymi i kolejowymi – Pniowiec, Gzel, Orzepowicki i Grabownia.
Na terenie miasta do dziś znajduje się kilkadziesiąt stawów. Spośród pojedynczych największe to Paruszowiec w dzielnicy o tej samej nazwie, w pobliżu którego rozciągają się rybnickie Błonia, oraz Ruda w dzielnicy Rybnik-Północ. Większe skupiska stawów znajdują się w obrębie użytków ekologicznych Kencerz w Gotartowicach oraz Okrzeszyniec w Zamysłowie, nad Potokiem z Przegędzy, Potokiem z Kamienia i Potokiem Boguszowickim, w Radziejowie, w lesie Rauden, a także pomiędzy lasami Rosochacz, Księżok i Czarny Las. Dużym zalewiskiem pogórniczym jest Kielowiec w Chwałowicach.

### Klimat i zanieczyszczenie powietrza
Rybnik znajduje się w strefie klimatu przejściowego, z dużą zmiennością i aktywnością atmosferyczną, która jest wynikiem wzajemnego oddziaływania wpływów klimatu morskiego i kontynentalnego. Napływ mas powietrza polarno-morskiego (atlantyckiego), ułatwiony bliskością Bramy Morawskiej, powoduje złagodzenie amplitudy rocznej i występowanie krótkich i łagodnych zim. Nieco rzadszy wpływ mas polarno-kontynentalnych przyczynia się do wzrostu opadów w okresie letnim. Usłonecznienie w rejonie Rybnika jest średnio o co najmniej o 10% niższe od jego wartości na większości obszaru Polski. Średnie usłonecznienie w roku wynosi około 1450 godzin, niskie jest również natężenie promieniowania słonecznego. Dominują wiatry z kierunku południowo-zachodniego, znaczący udział mają także wiatry północno-zachodnie i południowe, podczas gdy zdecydowanie rzadziej występują wiatry z kierunku północno-wschodniego i północnego. Powoduje to z jednej strony brak napływu zanieczyszczeń z terenów konurbacji katowickiej, z drugiej przenoszenie ekstremalnych zjawisk pogodowych i zanieczyszczeń przez Bramę Morawską z rejonu Ostrawy. Średnia roczna temperatura wynosi 9,5 °C, a przeciętna wielkość opadów w ciągu roku wynosi 736 mm.

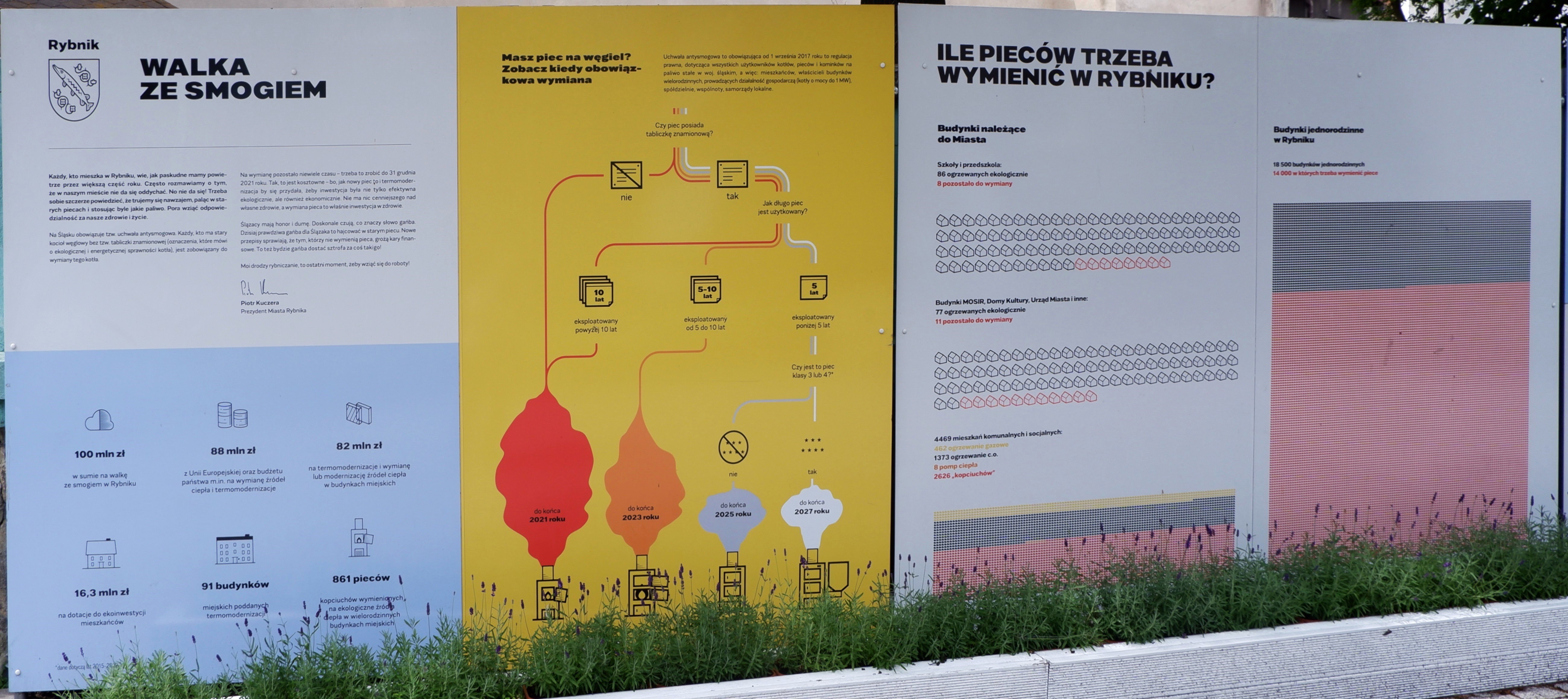
Tablica z informacjami o działaniach samorządu na rzecz walki ze smogiem umieszczona przy ulicy Zamkowej

Rybnik przez wiele lat znajdował się w czołówce rankingu polskich miast z najbardziej zanieczyszczonym powietrzem. Według raportu Światowej Organizacji Zdrowia w 2016 roku został sklasyfikowany jako czwarte najbardziej zanieczyszczone miasto Unii Europejskiej. W rankingu Polskiego Alarmu Smogowego z 2021 był na czwartym miejscu w Polsce wśród miast o najwyższym średniorocznym stężeniu rakotwórczego benzo[a]pirenu i na dziewiątym miejscu wśród miast o największej liczbie dni smogowych (było ich 72). Raporty z 2022 wskazywały na poprawę sytuacji dzięki zintensyfikowaniu przez samorząd działań na rzecz wdrożenia i przestrzegania założeń wojewódzkiej uchwały antysmogowej, przede wszystkim w kwestii wymiany źródeł ciepła. Liczba dni smogowych zmalała do 49, a średnioroczne stężenie pyłu zawieszonego PM10 do najniższego w historii pomiarów poziomu 29 µg/m³.

### Podział administracyjny
Rybnik jest podzielony na 27 dzielnic stanowiących jednostki pomocnicze gminy. Podział na dzielnice został wprowadzony w 1990, jednak część z nich w swoim nazewnictwie i przebiegu granic nawiązuje do dawnych miejscowości stopniowo włączanych w skład miasta na przestrzeni XX wieku.
Lista rybnickich dzielnic w kolejności alfabetycznej:

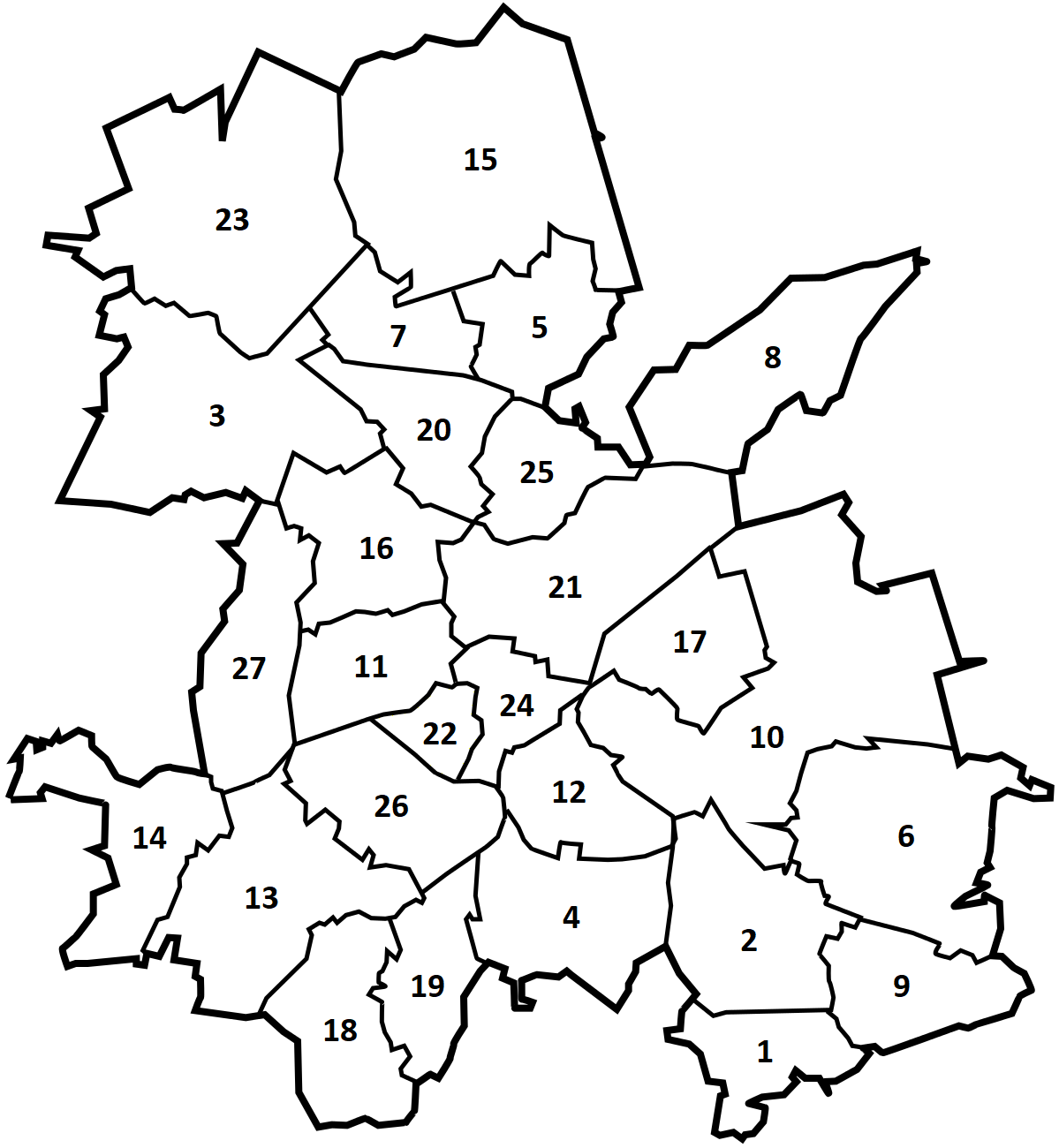
Mapa dzielnic Rybnika. Numery odnoszą się do pozycji na liście alfabetycznej

1. Boguszowice Osiedle
2. Boguszowice Stare
3. Chwałęcice
4. Chwałowice
5. Golejów
6. Gotartowice
7. Grabownia
8. Kamień
9. Kłokocin
10. Ligota-Ligocka Kuźnia
11. Maroko-Nowiny
12. Meksyk
13. Niedobczyce
14. Niewiadom
15. Ochojec
16. Orzepowice
17. Paruszowiec-Piaski
18. Popielów
19. Radziejów
20. Rybnicka Kuźnia
21. Rybnik-Północ
22. Smolna
23. Stodoły
24. Śródmieście
25. Wielopole
26. Zamysłów
27. Zebrzydowice

## Przyroda

### Zieleń miejska

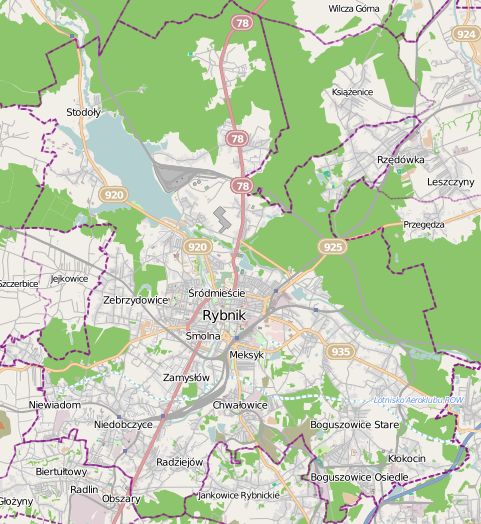
Mapa Rybnika z zaznaczonymi na zielono terenami leśnymi

Według raportu Obserwatorium Polityki Miejskiej Instytutu Rozwoju Miast i Regionów z 2020 Rybnik był miastem o dziewiątym najwyższym udziale zieleni wśród polskich miast powyżej stu tysięcy mieszkańców. Wynosił on 60,7%. Według studium uwarunkowań i kierunków zagospodarowania przestrzennego z 2016 lasy tworzą 32% powierzchni miasta, tereny zadrzewione poza lasami 9,8%, zieleń urządzona wraz z terenami sportowo-rekreacyjnymi 3,5%, a nieużytki 1,4%.
Na tak wysoki odsetek zieleni ma wpływ fakt, że północna część miasta znajduje się w obrębie Parku Krajobrazowego Cysterskie Kompozycje Krajobrazowe Rud Wielkich – w dzielnicy Ochojec lasy i inne tereny zadrzewione tworzą aż 83% powierzchni, a ponad 50% również w dzielnicach Ligota-Ligocka Kuźnia, Grabownia, Rybnik-Północ, Rybnicka Kuźnia i Stodoły. Obszar Parku Krajobrazowego umownie podzielony jest na kilka części: między dzielnicami Ochojec i Stodoły rozciągają się Lasy Królewskie, między Paruszowcem a Kamieniem las Paruszowiec, a na południe od Chwałęcic las Rauden, który na południowym wschodzie, już poza terenem chronionym, przechodzi w Czarny Las, Księżok i Rosochacz. Mianem Czarnego Lasu określa się też część Parku Krajobrazowego położoną po południowej stronie rzeki Rudy w Gotartowicach. Między Ochojcem a Książenicami znajduje się uroczysko Głębokie Doły, gdzie projektowane jest utworzenie rezerwatu przyrody. Inne rybnickie lasy to: Gać w Niewiadomiu, Las Nacyński i Świercze po odpowiednio północnej i południowej stronie stacji kolejowej Rybnik Towarowy, Podlesie w południowej części Popielowa, Maliga na pograniczu Boguszowic Starych i Chwałowic oraz Królewiak na pograniczu Boguszowic Starych z Ligotą-Ligocką Kuźnią (dokładniej Raszowcem), Las Blicherski w Boguszowicach Osiedlu, a także Gorylowiec, Starok i Goik na pograniczu Gotartowic i Kłokocina.
Główne rybnickie parki to:

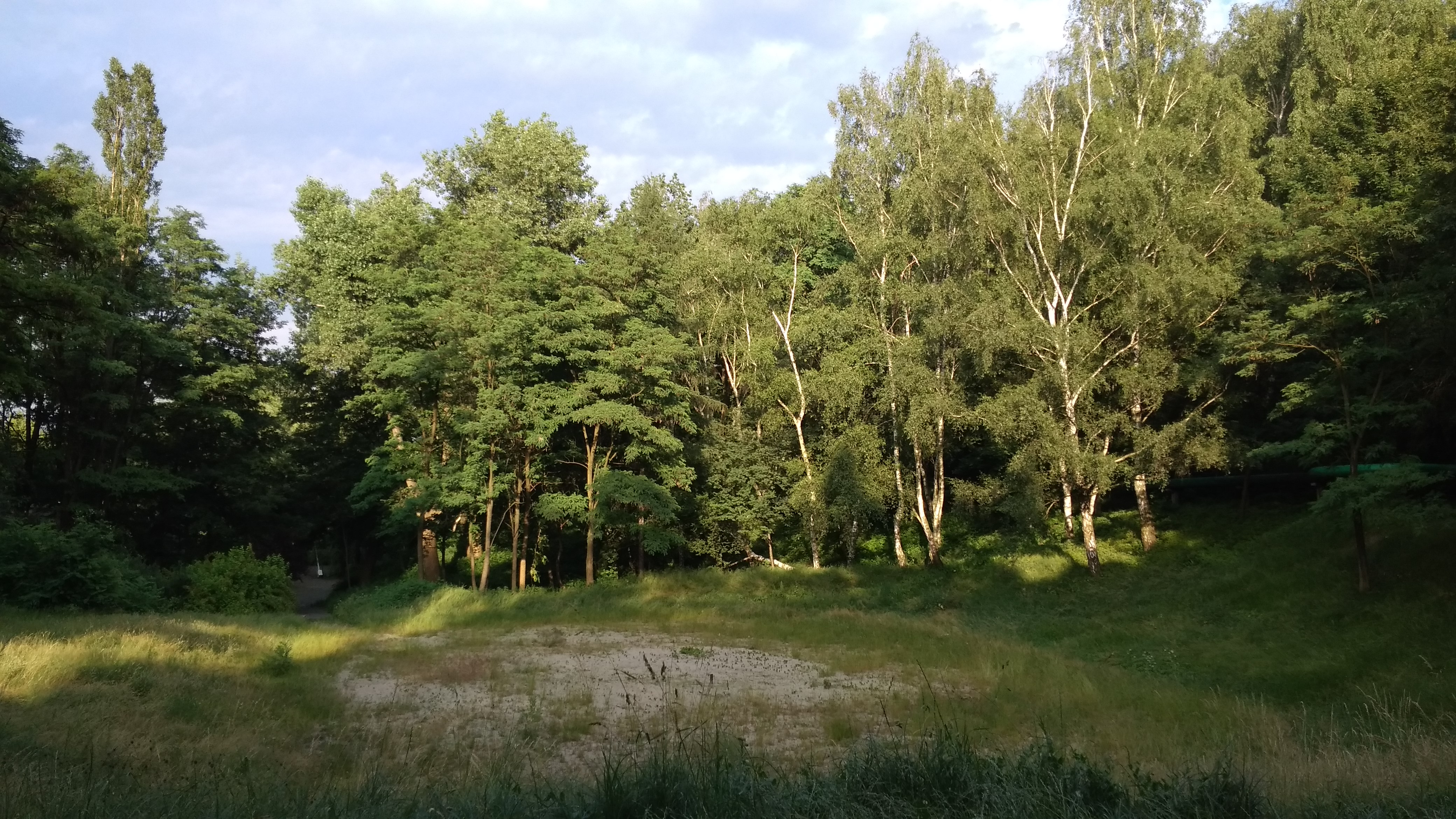
Park Henryka Czempiela

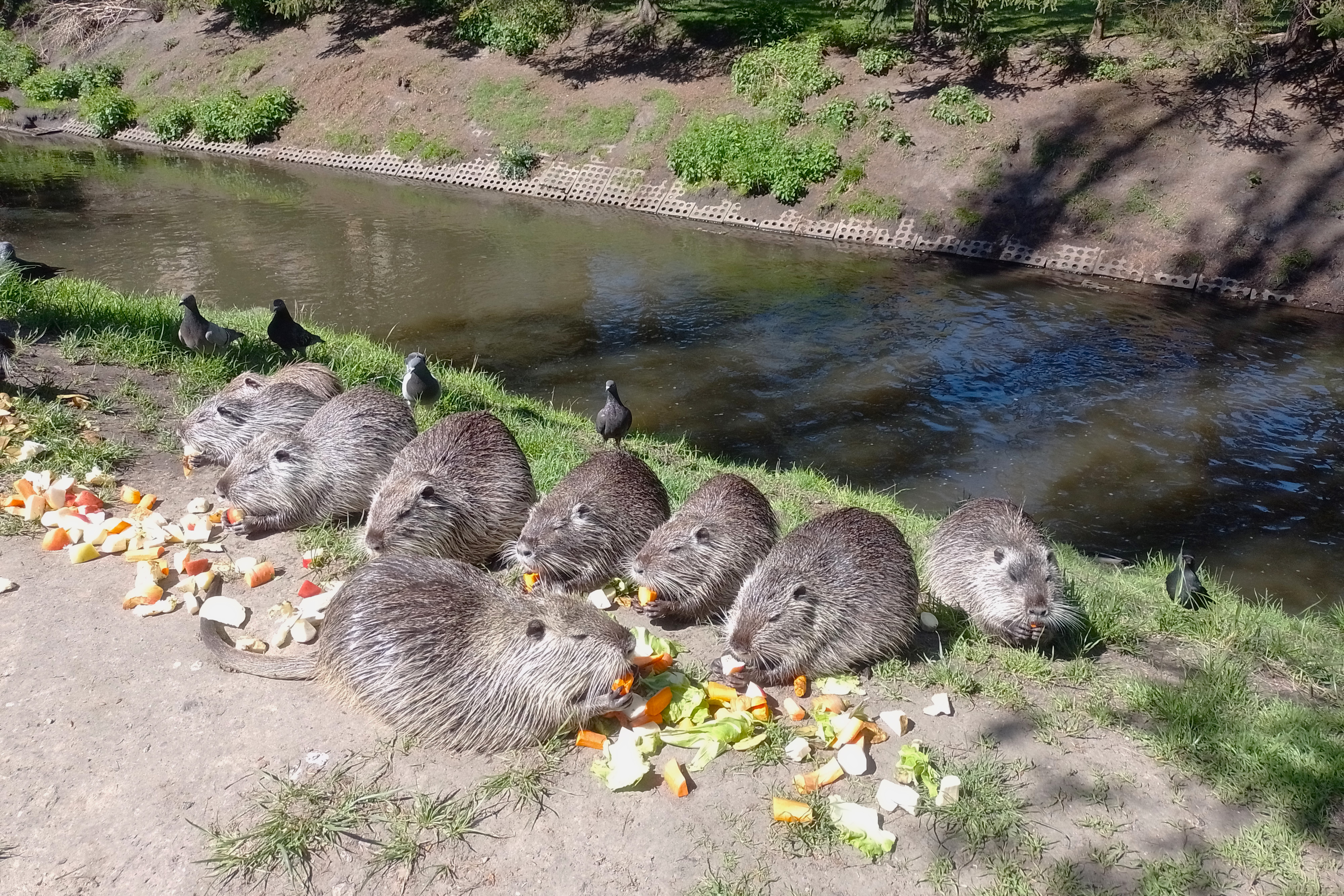
Nutrie amerykańskie nad Nacyną dokarmiane przez mieszkańców

- Park Kozie Góry, nazywany też Hazynhajda – najstarszy park miejski założony w 1888[49]
- Park im św. Jana Sarkandra – dawny cmentarz czynny do 1920, zlikwidowany w 1975, obecnie pełni funkcję parku-lapidarium, wśród zachowanych pozostałości cmentarza mogiła rosyjskich jeńców wojennych z czasów pierwszej wojny światowej, którzy zmarli pracując na kopalni Römer[50]
- Park Górnika przy Domu Kultury w Chwałowicach – pozostałość dawnego folwarku Guido Henckela von Donnersmarck, przekształcony w park miejski w okresie PRL[50]
- Park Osiedlowy, dawniej XXX-lecia PRL, w Boguszowicach Osiedlu
- Park Henryka Czempiela w Niedobczycach
- Park Wiśniowiec przy ulicy Gliwickiej w sąsiedztwie szpitala psychiatrycznego i Stadionu Miejskiego
- Bulwary nad Nacyną wraz z utworzonym w 2014 Parkiem Tematycznym nad Nacyną im. Adama Fudalego z mini-ogrodami, urządzeniami eksperymentalnymi popularyzującymi naukę, kamieniami wspinaczkowymi, miejscami do gier i zabaw[51][52]; popularną atrakcją bulwarów jest populacja nutrii amerykańskich, która zasiedliła rzekę w niejasnych okolicznościach w 2016[53][54]
- Zieleniec Starościński i Zieleniec Wieniawskiego – ciąg parkowy pomiędzy głównym dworcem kolejowym a ulicą 3 Maja, powstał w miejscu dawnych ogrodów starostwa powiatowego oraz cmentarza żydowskiego[50]
- Rybnickie Błonia nad Rudą i stawem Paruszowiec

### Pomniki przyrody

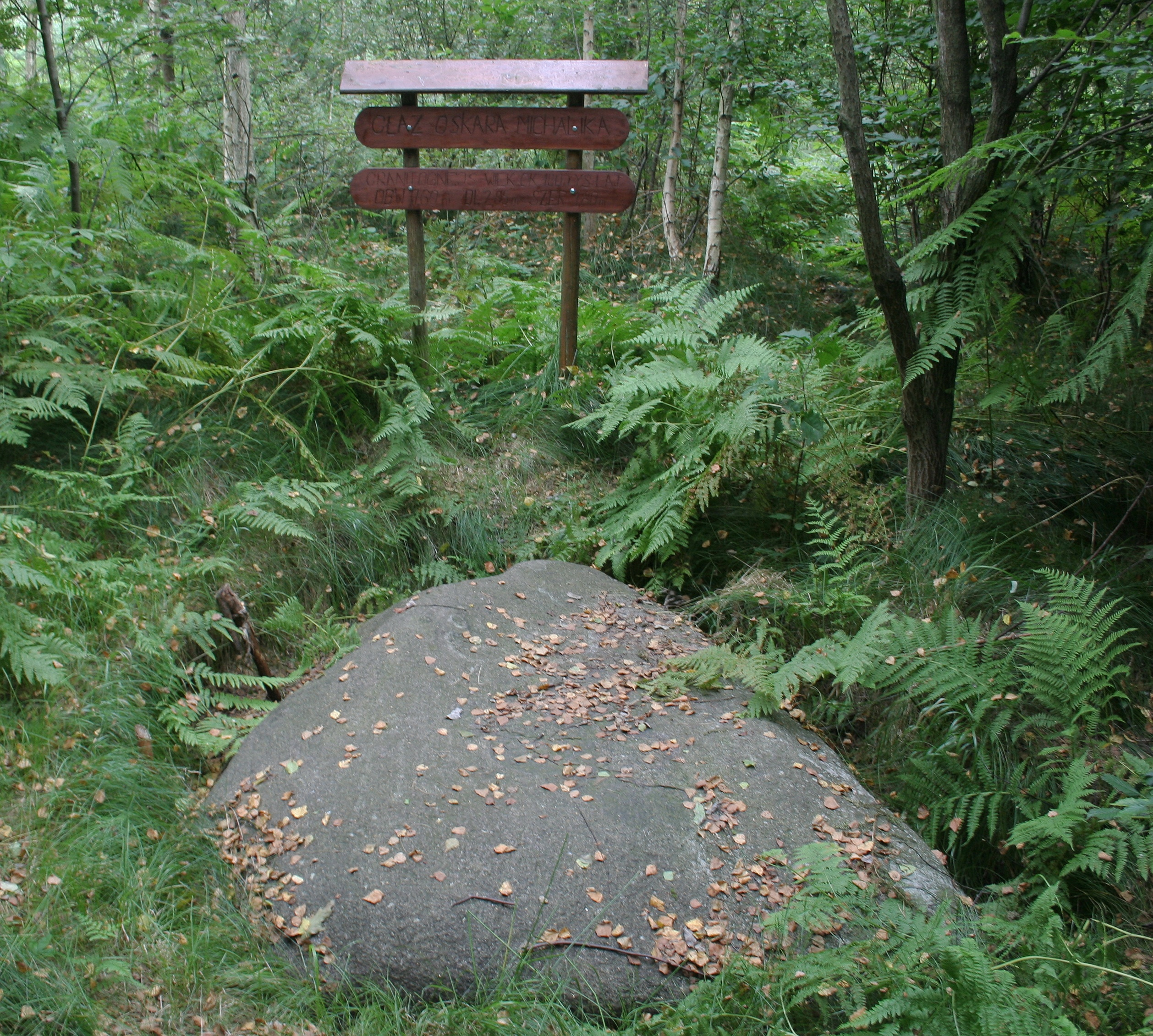
Głaz narzutowy im. Oskara Michalika

Na terenie miasta znajduje się dwadzieścia pomników przyrody:
- jesion wyniosły na terenie zieleńca przy Sądzie Rejonowym (Zamku)
- lipa drobnolistna na działce przy ul. Arki Bożka 92 (dzielnica Kamień)
- lipa drobnolistna przy szkole w Grabowni (ul. Poloczka 97)
- lipa drobnolistna przy ul. Milenijnej 7 (dzielnica Ochojec)
- lipa drobnolistna przy leśniczówce w Chwałęcicach (ul. Gzelska 17)
- lipa drobnolistna na skwerze przy ulicy kpt. Janiego
- głaz narzutowy w Parku Górnika w Chwałowicach
- głaz narzutowy na terenie basenu przy Parku Górnika w Chwałowicach
- głaz narzutowy na skwerze przed budynkiem dyrekcji kopalni Chwałowice
- głaz narzutowy im. Oskara Michalika w dolinie potoku Przegędza w Gotartowicach
- dąb szypułkowy na terenie kampusu Uniwersytetu Ekonomicznego przy ulicy Rudzkiej
- dąb szypułkowy na terenie cmentarza w Popielowie
- dąb szypułkowy w Chwałęcicach niedaleko ulicy Pniowskiej
- wierzba krucha na terenie użytku ekologicznego Okrzeszyniec przy źródle potoku o tej samej nazwie
- wierzba krucha na terenie użytku ekologicznego Okrzeszyniec przy stacji wodociągowej
- platan klonolistny nad rzeką Nacyną przy moście w ciągu ulicy Raciborskiej
- buk zwyczajny na terenie Państwowego Szpitala dla Nerwowo i Psychicznie Chorych
- buk zwyczajny w północnym kompleksie leśnym niedaleko ulicy Wielopolskiej
- dwa buki zwyczajne w północnym kompleksie leśnym w dzielnicy Ochojec

### Użytki ekologiczne
Trzy wybrane obszary na terenie miasta są z uwagi na swoją wartość przyrodniczą (zachowanie naturalnego charakteru i tradycyjnego krajobrazu kulturowego, siedliska gatunków chronionych) chronione w formie użytku ekologicznego. Są to:
- Okrzeszyniec – położony w zachodniej części dzielnicy Zamysłów, obejmuje m.in. źródła potoku o tej samej nazwie (powierzchnia 14,44 ha)
- Meandry rzeki Rudy w dzielnicy Stodoły (powierzchnia 38,34 ha)
- Kencerz – obejmuje torfowiska, turzycowiska, podmokłe łąki i stawy hodowlane nad Rudą w dzielnicy Gotartowice (powierzchnia 52,7 ha, z tego 45 ha w granicach Rybnika)

## Historia

### Średniowiecze

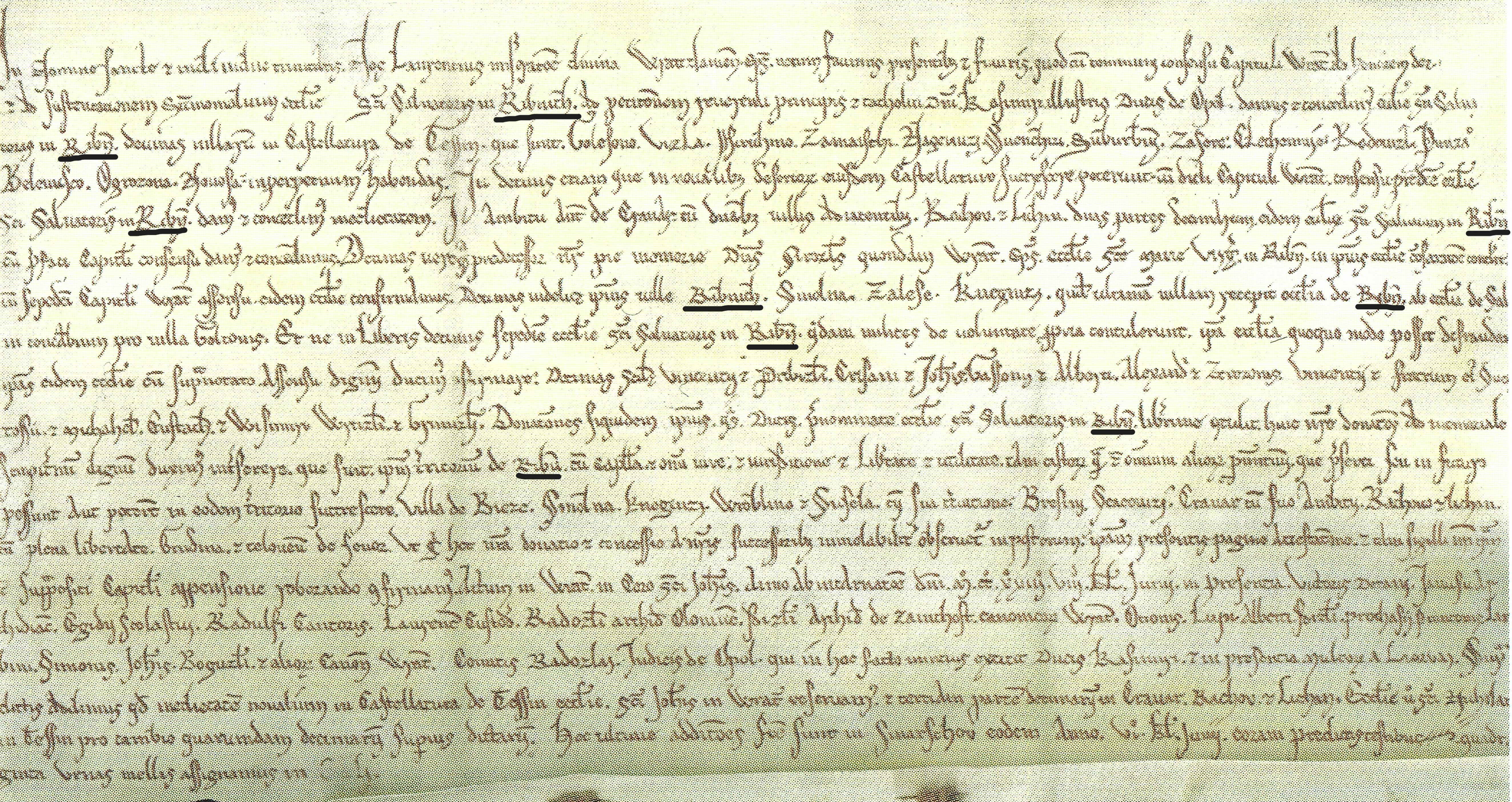
Dokument zawierający najstarszą wzmiankę o Rybniku z podkreślonymi miejscami, gdzie występuje nazwa miejscowości

Najstarsza wzmianka o Rybniku pochodzi z dokumentu wystawionego w dniu 25 maja 1223. Mowa w nim o tym, że biskup wrocławski Wawrzyniec za zgodą kapituły wrocławskiej i na prośbę księcia opolsko-raciborskiego Kazimierza uposaża klasztor norbertanek w Rybniku w dziesięciny z kilkunastu wsi w kasztelanii cieszyńskiej, połowę dziesięcin z nowo powstałych wsi w tejże kasztelanii, a także 2/3 dziesięcin ze wsi Krowiarki, Raków i Lichań. Wspomniane są również wcześniejsze darowizny dokonane na rzecz rybnickiej parafii przez biskupa Żyrosława II zmarłego w 1198, co oznacza że miejscowość musiała istnieć już pod koniec XII wieku. W tym samym dokumencie wspomniana jest również przyległa osada Smolna. Niedobczyce zostały po raz pierwszy wymienione w dokumencie z 1228 dotyczącym przenosin rybnickiego klasztoru norbertanek do Czarnowąsów. Pojawia się w nim również wzmianka o wsi Faleuich utożsamianej z Chwałowicami. Zakładanie kolejnych miejscowości związane było z działalnością cystersów. W najstarszym dokumencie mówiącym o powstaniu opactwa w Rudach z 1258 wymienione są Boguszowice, Chwałęcice i Stodoły. Gotartowice i Kłokocin pojawiają się w Registrum Vyasdense, będącym częścią Księgi uposażeń biskupstwa wrocławskiego z pierwszej dekady XIV wieku. Lokacja kolejnych wsi wchodzących dziś w skład miasta nastąpiła w XIV wieku.
Średniowieczna historia Rybnika i okolic związana jest z kasztelanią raciborską i księstwem raciborskim, które zostało ponownie wyodrębnione w 1290, a od 1327 było księstwem lennym Królestwa Czech rządzonym najpierw przez Piastów śląskich, następnie przez Przemyślidów. Rybnik XIII-wieczny był wsią, położoną najpewniej na zboczach wzgórza, na którym stoi Kościół na Górce stanowiący pozostałość najstarszego kościoła parafialnego. Leżał na szlaku handlowym z Raciborza do Krakowa, a głównym źródłem utrzymania ludności była gospodarka rybacka. Nazwa miejscowości bezpośrednio wiąże się z istniejącymi tu wówczas licznymi stawami hodowlanymi. Przekształcenie wsi w miasto nastąpiło na przełomie XIII i XIV wieku – pierwsza wzmianka o Rybniku jako mieście (civitas) pochodzi z 1309. Nowe centrum, tożsame z dzisiejszym, powstało na południe od pierwotnej osady z wykorzystaniem istniejącego układu przestrzennego. Wrzecionowaty układ rybnickiej starówki jest nietypowy dla górnośląskich miast o średniowiecznym rodowodzie. Nie wybudowano murów miejskich, jedynie fosę, za to od południa powstał – równolegle lub niewiele wcześniej – zamek obronny. W źródłach XIV-wiecznych Rybnik jest najczęściej wymieniany jako castrum cum oppido, czyli „zamek z miasteczkiem”.
W kolejnych stuleciach Rybnik pozostawał miasteczkiem o niewielkim znaczeniu, bez jarmarku i prawdopodobnie nawet cotygodniowych targów, omijanym przez nowy, ukształtowany w XIV wieku, szlak handlowy prowadzący z Raciborza w kierunku wschodnim przez Wodzisław. Pod względem politycznym księstwo raciborskie wchodziło w różne relacje połączeń i podziałów feudalnych z księstwem opawskim i karniowskim. Wyróżnia się na tym tle okres panowania Wacława III (1466–1473), który otrzymawszy we władanie ziemię rybnicką, pszczyńską i żorską obrał za swoją główną siedzibę zamek w Rybniku i tytułował się księciem rybnickim (dux Ribnicensis). W literaturze pojawia się również określenie „księstwo karniowsko-rybnickie” dla okresu samodzielnych rządów Mikołaja V w latach 1437–1466. Liczba mieszkańców Rybnika na przełomie XIV i XV wieku szacowana jest na około 300 osób. Miasteczko było niszczone w czasie wojny polsko-czeskiej w 1345, podczas wojen husyckich przy bitwie pod Rybnikiem 13 maja 1433, w której wojska Mikołaja V pokonały oddziały Bolka V Husyty, a ponadto przy najeździe rabusiów z Żyliny w 1460 i w czasie walk Wacława III z okolicznymi książętami wspieranymi przez Macieja Korwina w latach 1473–1474.

### Nowożytność

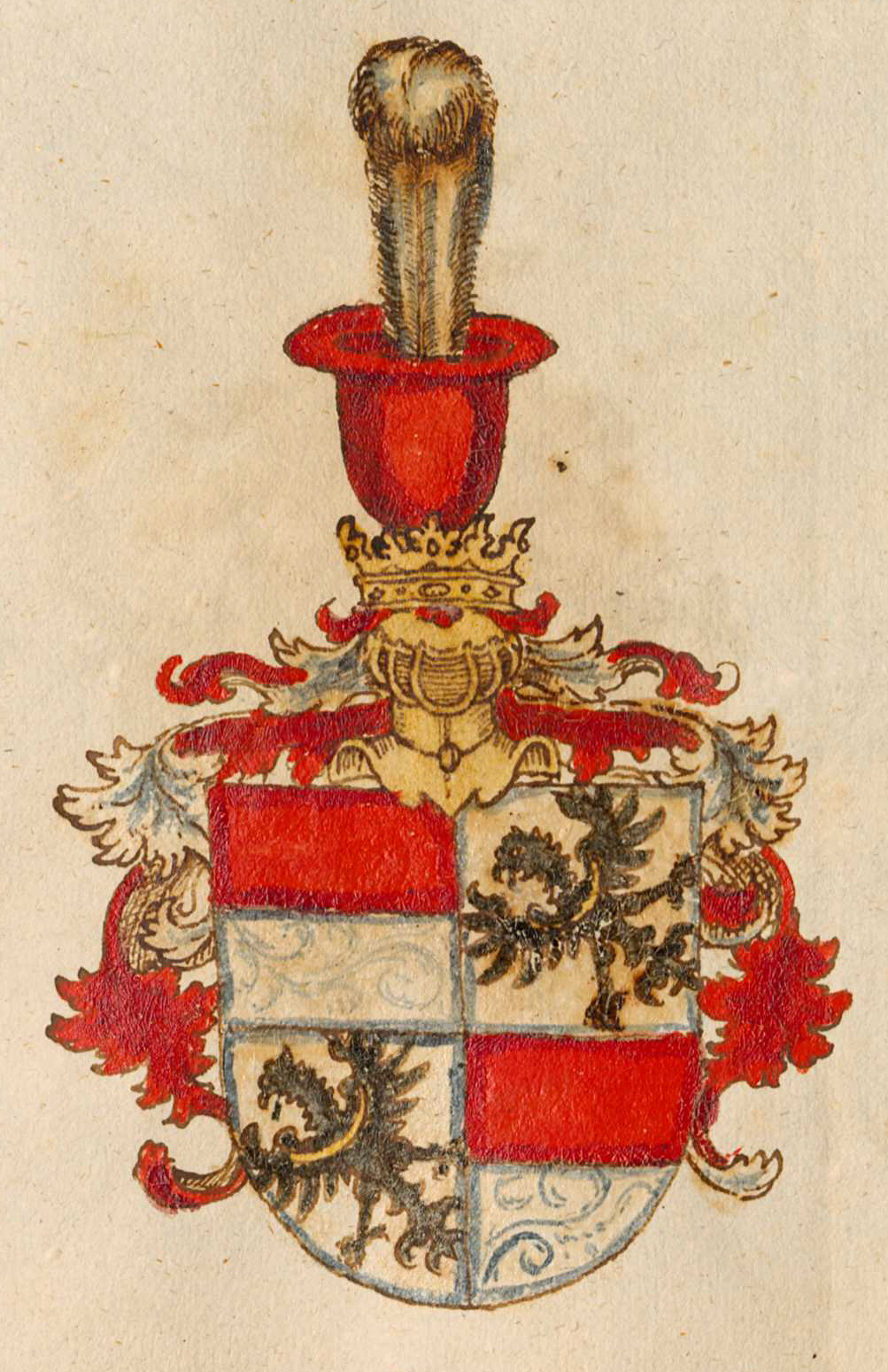
Herb Lobkowitzów

Po śmierci ostatniego z Przemyślidów, Walentyna, księstwo raciborskie w 1521 uległo ponownemu zjednoczeniu z księstwem opolskim pod berłem Jana II Dobrego, jego z kolei śmierć w 1532 przyniosła początek władzy Hohenzollernów na Górnym Śląsku. Właśnie rok 1532 podaje się najczęściej jako datę, gdy państwo rybnickie zostało wydzielone w postaci zastawu nadawanego różnym rodom szlacheckim, aczkolwiek według zachowanych rękopisów zapis na majątku poczynił już Walentyn w 1508. Pierwszym panem zastawu był Wacław Hnedecz do około 1537/1538, następnie Mikołaj Nibschitz von Bartsch, w latach 1542–1550 Jan z Dębowca herbu Kornicz (ówczesny żupan orawski i właściciel Zamku Orawskiego), po nim jego szwagier Wacław Sedlnicki z Choltic, aż w 1575 rządy przejął ród Lobkowitzów. Według zestawienia z końca XVI wieku dominium rybnickie składało się z zamku i miasta Rybnik wraz z przedmieściem Łony oraz trzynastu wsi: Biertułtów, Boguszowic, Jejkowic, Książenic, Michałkowic, Niedobczyc, Ochojca, Orzepowic, Przegędzy, Radoszów, Rydułtów, Smolnej i Szczejkowic. W 1607 Lobkowitzowie wykupili zastaw rybnicki i przekształcili go w swój majątek dziedziczny. Spośród dzisiejszych dzielnic nie wchodzących wówczas w skład państwa rybnickiego dwie – Chwałęcice i Stodoły – pozostały własnością opactwa cysterskiego w Rudach, a resztę stanowiły wsie rycerskie.
Mikołaj Nibschitz wystarał się w 1538 o nadanie pierwszych przywilejów handlowych dla Rybnika – dotyczyły one organizowania cotygodniowego targu oraz jarmarku odbywającego się przez osiem dni od dnia św. Jana Chrzciciela (24 czerwca). Przywileje na organizację kolejnych jarmarków Rybnik otrzymał pod rządami Lobkowitzów (1575, 1620, 1624), na mocy przywileju z 1577 zaczynają się też rozwijać w miasteczku cechy rzemieślnicze. Reformacja odbiła się w Rybniku i okolicy mniejszym echem niż w innych częściach Śląska. Nie doszło tu do przejmowania kościołów przez luteran, przy katolicyzmie pozostał też ród Lobkowitzów. W czasie wojny trzydziestoletniej miasteczko zostało w latach 1626–1628 zajęte przez wojska protestanckie, ale uniknęło zniszczeń. Z 1612 pochodzi pierwsza wzmianka o Zamysłowie. Jego początki związane są z dwoma domami wybudowanymi z inicjatywy proboszcza Jana Karla dla strażników-opiekunów stawów farskich.
W 1581 Rybnik liczył 339 mieszkańców, do 1628 ich liczba wzrosła do 549. Wciąż było to niewielkie miasteczko z parterową drewnianą zabudową skupioną w obrębie rynku i kilku przyległych uliczek, o silnie rozwiniętej funkcji rolniczej. Według urbarza z 1657 w Rybniku mieszkało 64 mieszczan, 17 zagrodników i 24 chałupników; działało 18 piekarzy, dziewięciu handlarzy solą, czterech kowali, jeden ślusarz, trzech powroźników, dwóch garncarzy, dwóch bednarzy; funkcjował cech szewski i tkacki; przy mieście istniały 24 stawy rybne, 16 przy wsi Smolna i kolejnych 16 przy Wielopolu wzdłuż Rudy. W 1638 Wacław Euzebiusz Lobkowitz sprzedał państwo rybnickie. Na rok znalazło się ono w posiadaniu Aleksandra Jodoka von Haugwitz, a następnie trafiło w ręce rodu Praschma. Po śmierci Jana Bernarda Praschmy w 1668 dobra należały do Jana Fryderyka von Minkwitz, od którego odkupił je Fryderyk Leopold Oppersdorff. Kolejnymi właścicielami dominium rybnickiego był od 1682 ród Wengierskich.

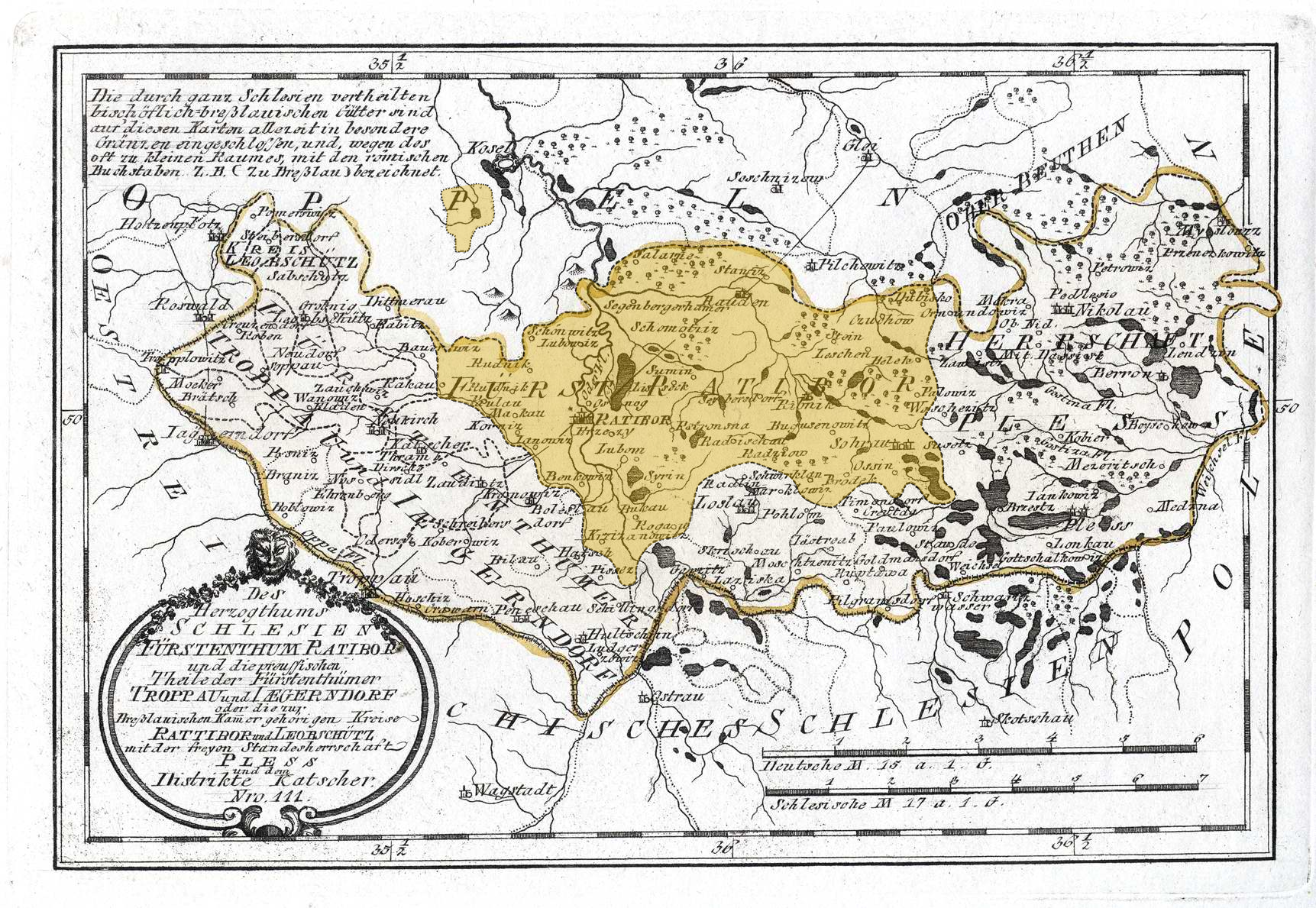
Mapa powiatu raciborskiego z 1790, w skład którego wchodził Rybnik

W 1742, na mocy pokoju wrocławskiego i traktatu berlińskiego kończącego I wojnę śląską, Rybnik wszedł w skład państwa pruskiego. Znalazł się w granicach powołanego do życia powiatu raciborskiego. Utworzony został garnizon wojskowy, który w latach 80. XVIII wieku liczył ponad stu żołnierzy. Według spisu ludności przeprowadzonego w 1787 Rybnik zamieszkiwało 1246 osób, w tym 1152 chrześcijan i 94 żydów. W mieście i na przedmieściach znajdowały się w sumie 202 budynki, z tego 194 krytych gontem i słomą. Spora część mieszkańców nadal zajmowała się rolnictwem i hodowlą bydła. Friedrich Bernhard Werner określił Rybnik terminem Flecken odnoszącym się do osad targowych o statusie niższym od miasta. W 1788 Antoni Wengierski podjął decyzję o sprzedaży dóbr rybnickich na rzecz skarbu państwa pruskiego. Przejęty przez władze zamek został wkrótce gruntownie przebudowany na Królewski Dom Inwalidów Wojennych. Również w 1788 w mieście odbyło się pierwsze nabożeństwo ewangelickie, trzy lata później na potrzeby kościoła ewangelickiego przebudowano dawny zamkowy magazyn do przechowywania sieci rybackich. W latach 1796–1801 wzniesiony nowy, zintegrowany z zabudową miejską katolicki kościół parafialny pw. Matki Bożej Bolesnej.

### XIX wiek i początek XX wieku

Mapa Rybnika z 1810. Kolorami oznaczono okręgi wyborcze do rady miejskiej: czerwony – rynkowy, fioletowy – kościelny, żółty – przedmieście Łony. Widoczny stary ratusz pośrodku Rynku. Na różowo zaznaczono budynki wchodzące w skład gminy zamkowej, na czarno zabudowania gospodarcze.

Na początku XIX wieku przeprowadzono w państwie pruskim kilka ważnych reform. Jedną z nich była reforma administracyjna, w ramach której w 1815 dokonano podziału na prowincje i rejencje. Rybnik znalazł się w granicach prowincji Śląsk, w rejencji opolskiej. Z dniem 1 stycznia 1818 powołano do życia powiat rybnicki, który powstał z części terenów powiatu raciborskiego, pszczyńskiego i toszecko-gliwickiego. Na mocy nowej ordynacji miejskiej z 1808 powstał również w Rybniku nowoczesny samorząd terytorialny. W wyborach do pierwszej rady miejskiej oddało głos 230 spośród 263 uprawnionych „mieszczan”. Całe miasteczko liczyło wówczas 1022 mieszkańców. Pierwszym wybranym według nowej ordynacji burmistrzem został Antoni Zelasko, do którego zasług należy wybrukowanie ulic oraz wybudowanie w latach 1822–1823 istniejącego do dziś ratusza w zachodniej pierzei rynku, który zastąpił starszy budynek stojący pośrodku placu. Osobno funkcjonowała gmina zamkowa (Schlossgemeinde), do której należał dawny zamek i kilkadziesiąt innych obiektów podominialnych. W lutym 1811 Rybnik stał się jedną z aren buntu chłopskiego, który wybuchł na ziemi pszczyńskiej, raciborskiej i rybnickiej z powodu błędnego utożsamienia zniesienia poddaństwa osobistego z likwidacją pańszczyzny i przekonania chłopów, że panowie feudalni ukrywają przed nimi prawdziwą treść edyktu królewskiego.

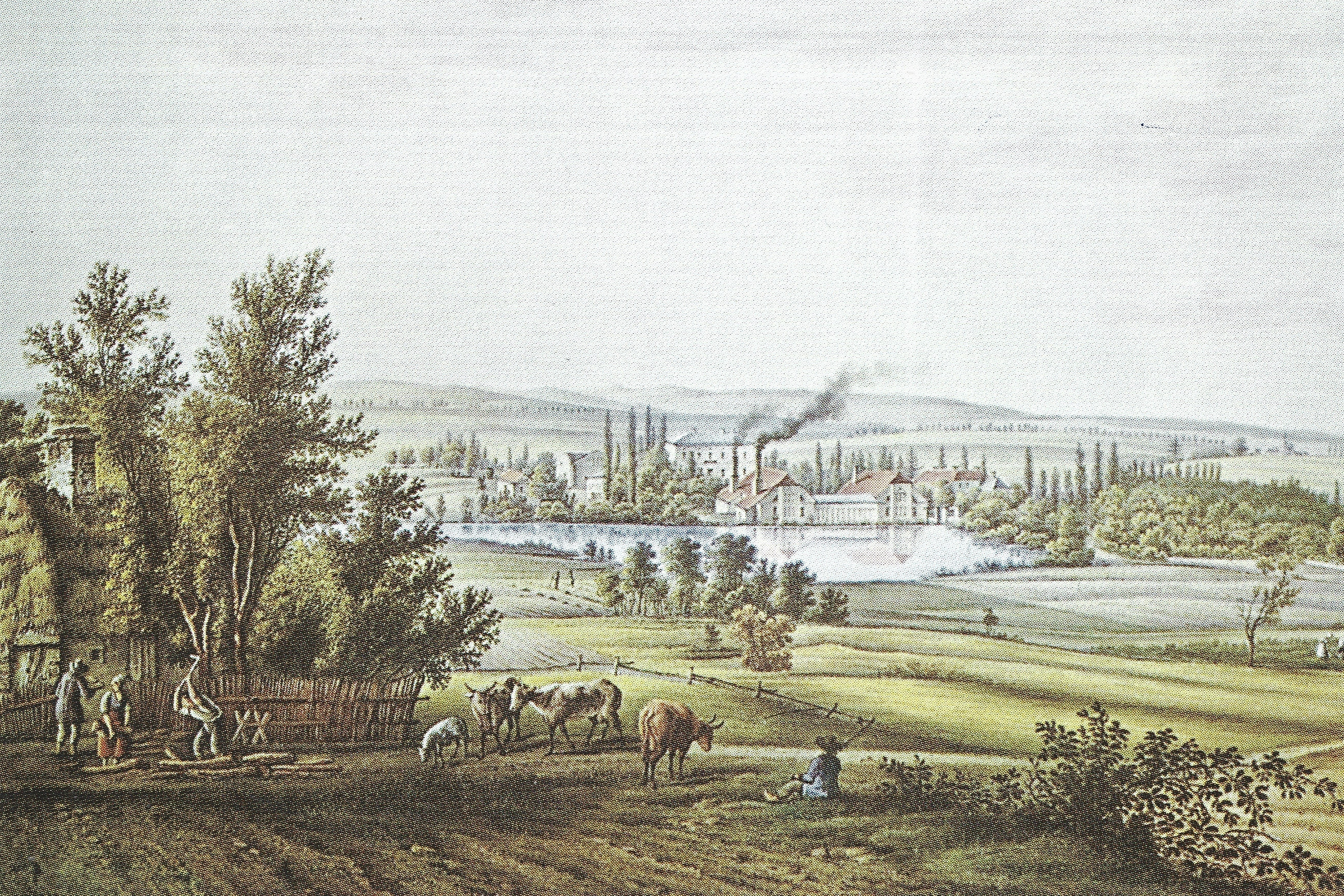
Huta w Paruszowcu na litografii Ernsta Wilhelma Knippla (połowa XIX wieku)

Najstarszą gałęzią przemysłu rozwiniętą w rejonie Rybnika było hutnictwo związane z odkryciem na początku XVIII wieku pokładów rudy darniowej i rudy żelaza nad brzegami Rudy i Bierawki. Kuźnice i fryszerki powstawały w Paruszowcu, Ligockiej Kuźni, Rybnickiej Kuźni, Gotartowicach, Popielowie i na terenach cysterskich w Stodołach. Po przejęciu dóbr rybnickich przez skarb państwa przystąpiono do modernizacji zakładów według zaleceń Friedricha Wilhelma von Redena. W 1810 w Paruszowcu powstał Królewski Urząd Hutniczy, w tym samym roku państwo przejęło również zakłady należące do zsekularyzowanego zakonu cystersów. W toku dalszych przekształceń część przedsiębiorstw zamknięto jako przestarzałe i nierentowne, rozwinęła się natomiast najbardziej – już jako zakład prywatny, sprzedany przez skarb państwa w 1864 – huta w Paruszowcu funkcjonująca od 1897 pod nazwą Silesia. W 1888 założona została przez Karla Strzodę w samym mieście Rybniker Hütte (Huta Rybnicka). Historia rybnickiego górnictwa sięga roku 1792, gdy została założona państwowa kopalnia Hoym w Niewiadomiu. Kolejne kopalnie powstawały od lat 30. XIX wieku, jednak przez pierwsze dziesięciolecia były to przedsiębiorstwa małe, z niewielkim wydobyciem i zatrudnieniem, których działalność różnie zawieszano i odnawiano. Boom górniczy rozwinął się na dobre dopiero na przełomie XIX i XX wieku, gdy rozbudowana została Römergrube w Niedobczycach (założona 1858), a także powstały Donnersmarckgrube w Chwałowicach (1903) i Blücherschacht w Boguszowicach (1913). Inne ważne zakłady przemysłowe to garbarnia rodziny Haase z tradycjami sięgającymi roku 1766 czy browar Müllerów założony w 1836.

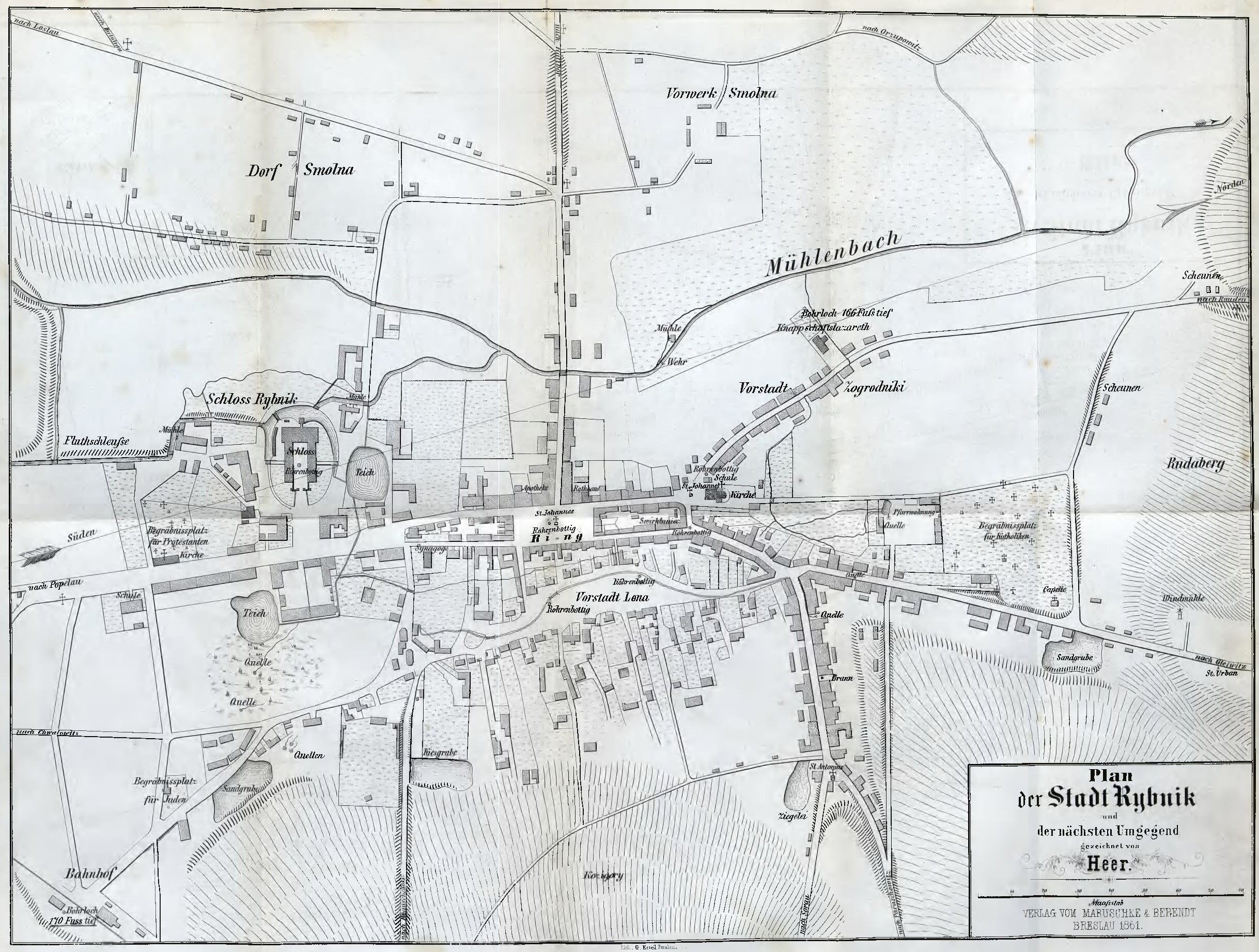
Mapa Rybnika z roku 1861

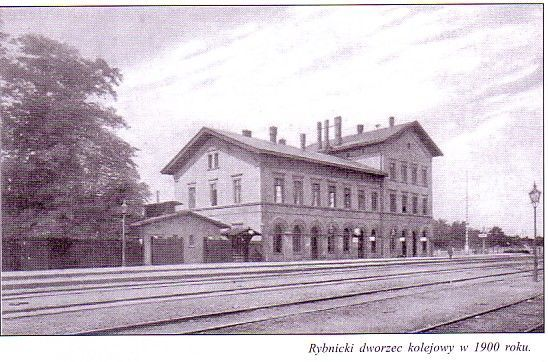
Dworzec kolejowy przed przebudową z lat 30. XX wieku

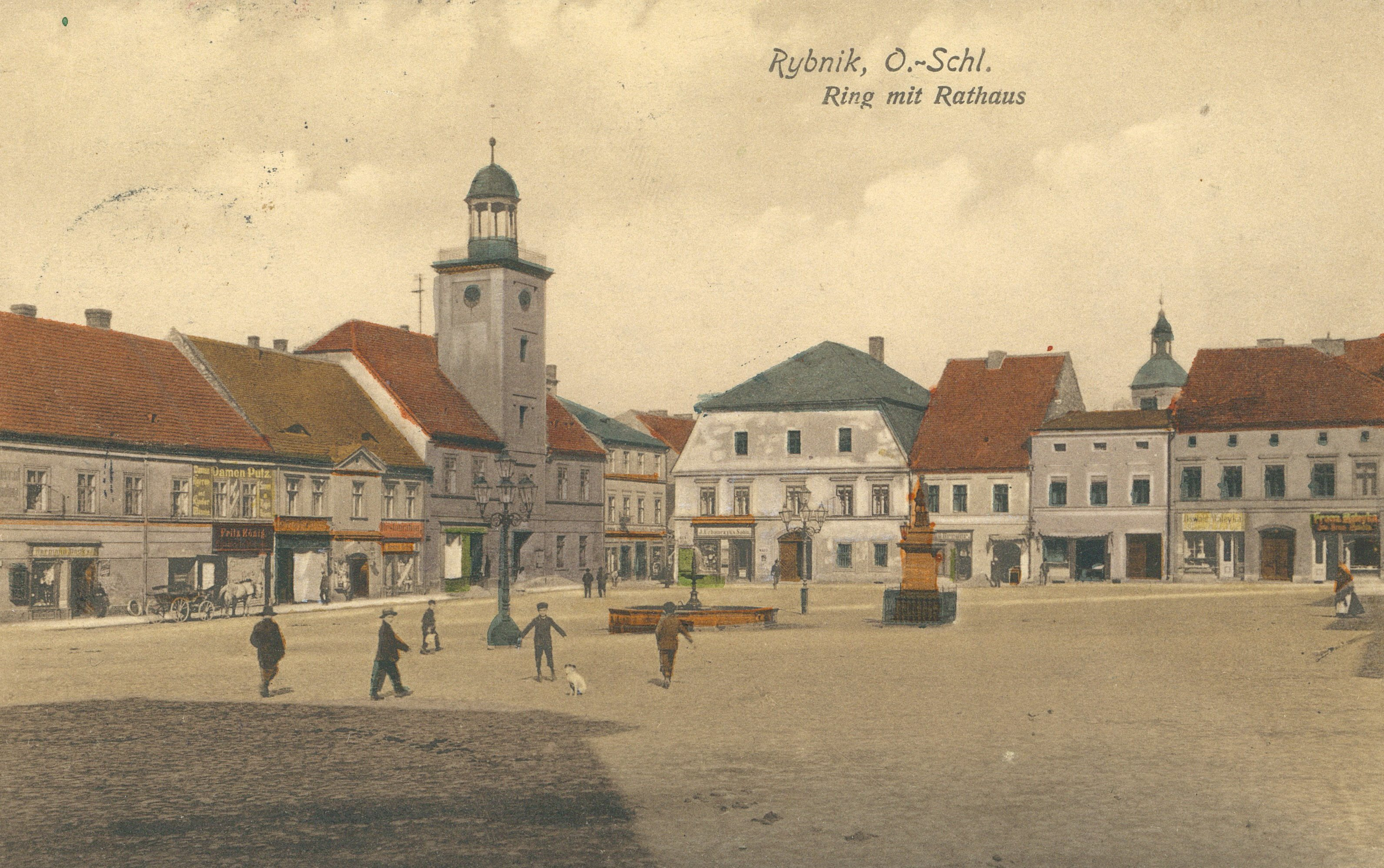
Rynek na pocztówce z przełomu XIX i XX wieku

W 1845 wciąż jeszcze 57% domów mieszkalnych w mieście było drewnianych, do 1865 odsetek ten zmniejszył się do 43% i w kolejnych dekadach dalej się zmniejszał na rzecz budynków murowanych z cegły. Odrębna gmina zamkowa została formalnie połączona z miastem w latach 50. XIX wieku. Ważną cezurą w dziejach Rybnika było uzyskanie połączenia kolejowego w 1856 poprzez linię Nędza – Orzesze, przedłużoną następnie do Katowic. W 1882 powstała linia łącząca Rybnik z Wodzisławiem i Chałupkami, a w 1913 nowa, krótsza trasa między Rybnikiem a Suminą. Dworzec usytuowano na południowy zachód od istniejącej tkanki miejskiej. Później w jego rejonie wybudowano nowy kompleks szpitalny (1868–1871, później rozbudowywany), gazownię (1868) czy gmach starostwa powiatowego (1893). Z kolei na północnych peryferiach Rybnika wzniesiono w latach 1883–1886 Prowincjalny Zakład dla Psychicznie Chorych. W 1907 ukończono budowę monumentalnej bazyliki św. Antoniego, a wkrótce połączono ją z dworcem kolejowym nową aleją, przy której stanął gmach Królewskiego Gimnazjum (1911). Park miejski za torami założono w 1889.
Mimo wstrząsów takich jak klęska głodu w latach 1847–1848 oraz epidemie cholery (1831–1832 i 1866–1867) liczba mieszkańców Rybnika w XIX wieku stopniowo wzrastała. Podczas gdy w 1845 wynosiła 2437 osób (lub według innego źródła 2263), to do roku 1895 wzrosła do 5965. 81,5% rybniczan było wtedy katolikami, 12,9% ewangelikami, a 5,6% żydami. W sumie we wszystkich miejscowościach wchodzących dziś w skład miasta mieszkało 20 576 osób. Proporcje wyznaniowe na tak zarysowanym terytorium rozkładały się następująco: 92,7% katolików, 5,4% ewangelików i 1,9% żydów. Pod względem językowym w samym Rybniku nieznacznie przeważała ludność niemieckojęzyczna (56,9% według danych za 1890), podczas gdy w okolicznych gminach wiejskich posługiwano się przede wszystkim etnolektem śląskim (wliczanym w spisach powszechnych do kategorii „język polski”). W ciągu kolejnych piętnastu lat liczba ludności całego omawianego obszaru wzrosła do 34 864, przy czym największy przyrost odnotowano w Chwałowicach (292%), Niewiadomiu Górnym (134%), Zamysłowie (134%), Niedobczycach (129%) oraz Ligocie, do której należał również Paruszowiec (123%). Napływ nowych mieszkańców szedł tam w parze z intensywnym rozwojem przemysłu, wielu z nich znajdowało zamieszkanie w budowanych w tym czasie osiedlach patronackich. Sam Rybnik urósł blisko dwukrotnie do 11 656, na co wpływ miało również przyłączenie zrośniętej przestrzennie z miastem wsi Smolna w 1907.

### Okres międzywojenny

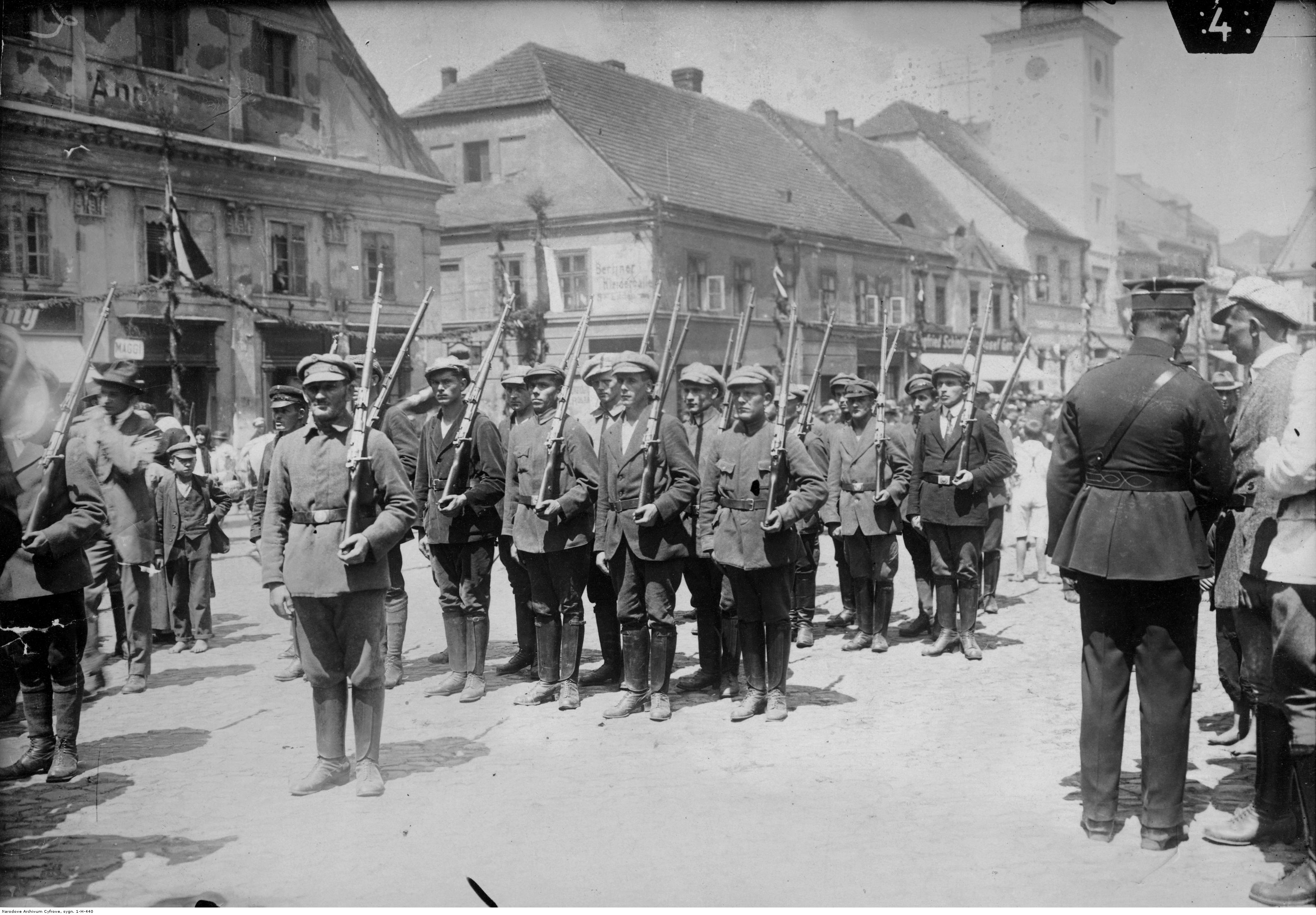
Uczestnicy III powstania śląskiego na rynku w Rybniku

Wraz z zakończeniem I wojny światowej w Rybniku, podobnie jak w innych miastach regionu, rozgorzał konflikt na tle socjalnym i narodowościowym. W mieście i okolicznych wsiach powstawały „rady ludowe” tworzone równolegle przez lewicę niemiecką, jak i liczne środowiska o orientacji narodowej polskiej dążące do przyłączenia Górnego Śląska i Rybnika do Polski. Trzecią drogę miał przedstawiać Komitet Górnośląski (Oberschlesische Komitee) założony w Rybniku 27 listopada 1918 przez Ewalda Latacza, Jana Reginka i Tomasza Reginka postulujący utworzenie samodzielnego państwa górnośląskiego o neutralnym statusie. Przez miasto przetaczały się rozmaite demonstracje, eskalujące w bezpośrednie ataki na przeciwników politycznych i potyczki, jak w sierpniu 1919 (I powstanie śląskie). Na mocy traktatu wersalskiego o dalszej przynależności państwowej regionu miał zadecydować plebiscyt terytorialny. Podczas przygotowań do jego realizacji począwszy od 4 lutego 1920 kontrolę nad miastem przejęły francuskie i włoskie siły wojskowe. Polsko-niemiecka rywalizacja zaostrzała się, aż w sierpniu 1920 przerodziła się w walki znane jako II powstanie śląskie, w którym zginęło ośmiu rybniczan.

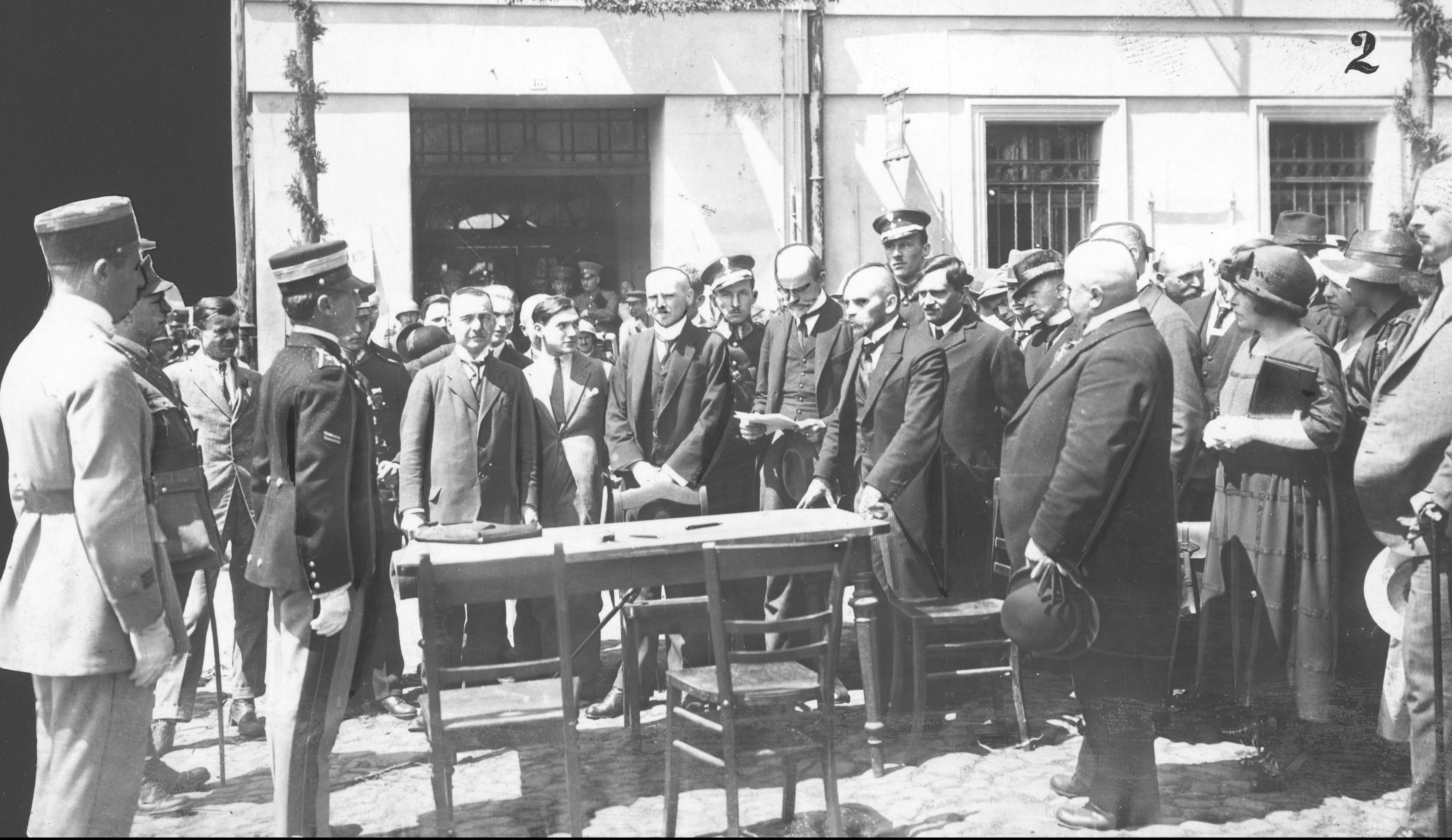
Uroczystość przejęcia władzy w Rybniku przez administrację polską, 3 lipca 1922

Plebiscyt odbył się 20 marca 1921. W Rybniku 70,7% głosujących opowiedziało się za pozostaniem w granicach Niemiec, a 29,1% za przyłączeniem do Polski. Inaczej wyniki przedstawiały się biorąc pod uwagę wszystkie dzisiejsze dzielnice: 60,3% za Polską i 39,5% za Niemcami (0,2% głosów nieważnych). W całym powiecie rybnickim 65,3% ludności głosowało za Polską, a 34,7% za Niemcami. Po ogłoszeniu wyników plebiscytu i propozycji podziału regionu wybuchło III powstanie śląskie, w którym zginęło 138 mieszkańców Rybnika. Liczne budynki, w tym dworzec kolejowy, zostały uszkodzone na skutek eksplozji czterech wagonów z materiałami wybuchowymi 22 czerwca 1921. Ostatecznie sporny obszar podzielono tak, że Rybnik znalazł się w granicach Polski, podobnie jak prawie wszystkie jego dzisiejsze dzielnice z wyjątkiem Stodół. 3 lipca 1922 miasto oficjalnie przejęła administracja polska, urząd burmistrza objął Władysław Weber.

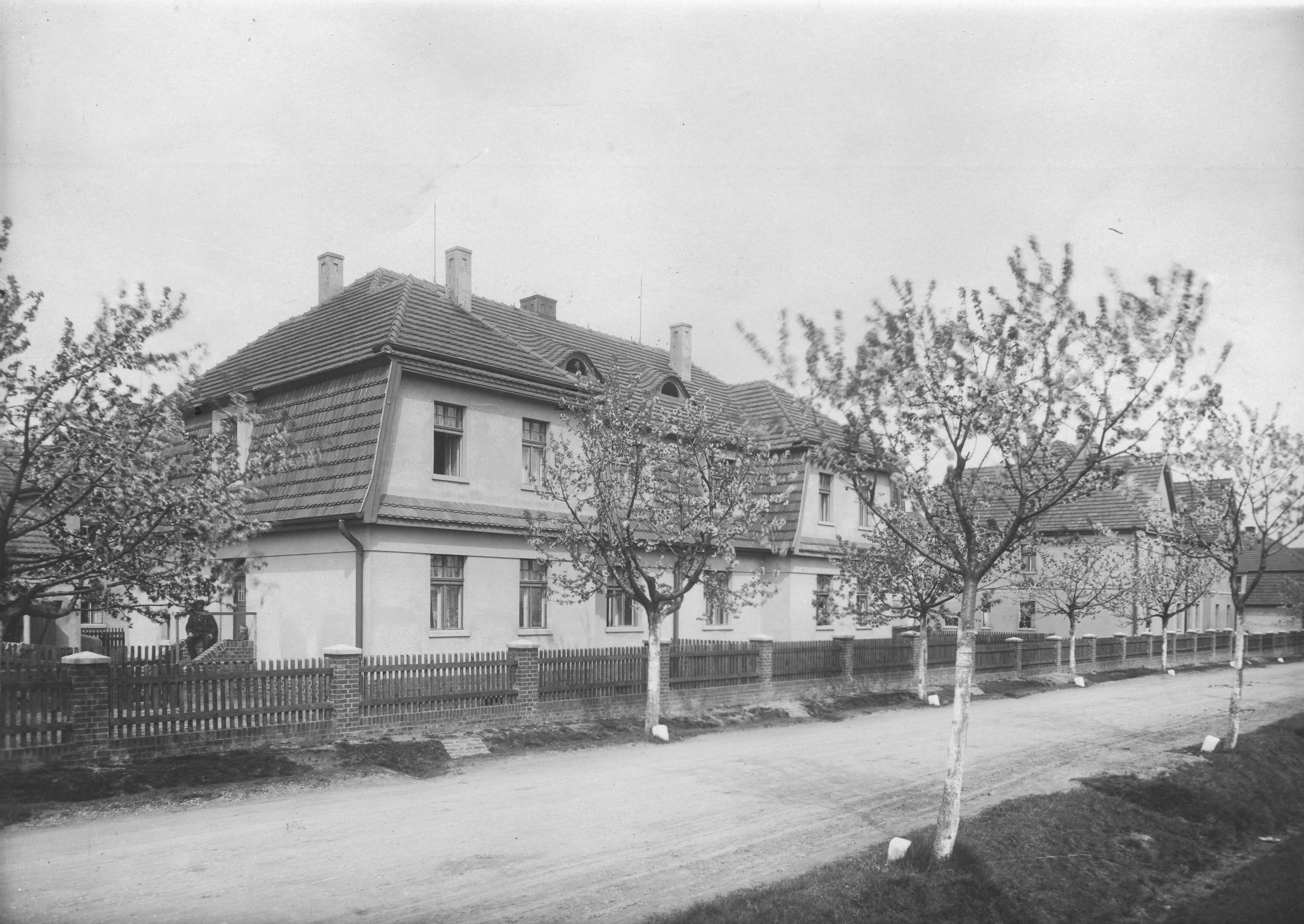
Kolonia Maroko wkrótce po wybudowaniu

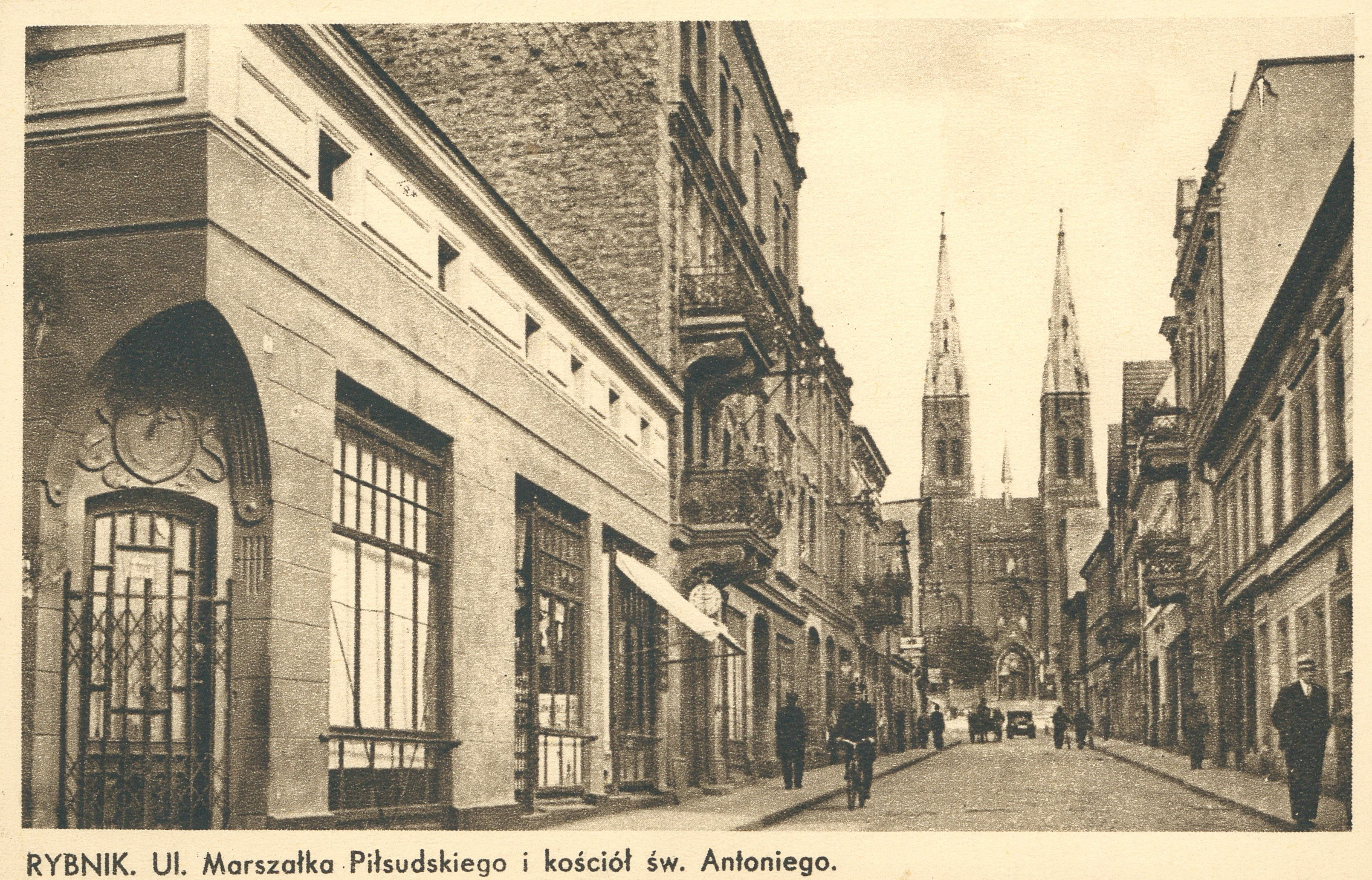
Ulica Piłsudskiego (dziś Powstańców Śląskich) na pocztówce z lat 30. XX wieku

W 1926 granice Rybnika poszerzono o gminę Ligota Rybnicka, w skład której wchodziła również Ligocka Kuźnia, Raszowiec i silnie uprzemysłowiony Paruszowiec. Liczba ludności wzrosła z 13,5 tysiąca w 1924 do 25 tysięcy dziesięć lat później. Rozwój przestrzenny miasta następował w różnych kierunkach, dość chaotycznie. Lata 20. XX wieku to początek dzielnic Maroko i Meksyk, które w swoim pierwotnym kształcie powstały jako zwarte kolonie mieszkalne dla robotników i urzędników. Wśród wyrazistych gmachów publicznych wzniesionych w śródmieściu w duchu funkcjonalizmu wymienić można szkołę niemiecką (1924), nową siedzibę megistratu (1927), nowy dworzec kolejowy (1931) czy siedzibę Komunalnej Kasy Oszczędności (1937), powstały też w tym stylu liczne kamienice i wille. Od 1927 rozwijana była regionalna komunikacja autobusowa. W latach 1936–1938 zrealizowano budowę nowej linii kolejowej z Rybnika przez Żory do Pszczyny. Rybnicka Huta Karla Strzody została w 1920 przekształcona w Rybnicką Fabrykę Maszyn Rymag. Kopalnia Blücherschacht zmieniła w 1922 nazwę na Jankowice, nazwę Römer spolszczono na Rymer, a kopalnię Hoym przemianowano w 1936 na Ignacy na cześć Ignacego Mościckiego. W 1937 powstała w Gotartowicach, na terenie po dawnej hucie, Fabryka Sygnałów i Urządzeń Kolejowych.

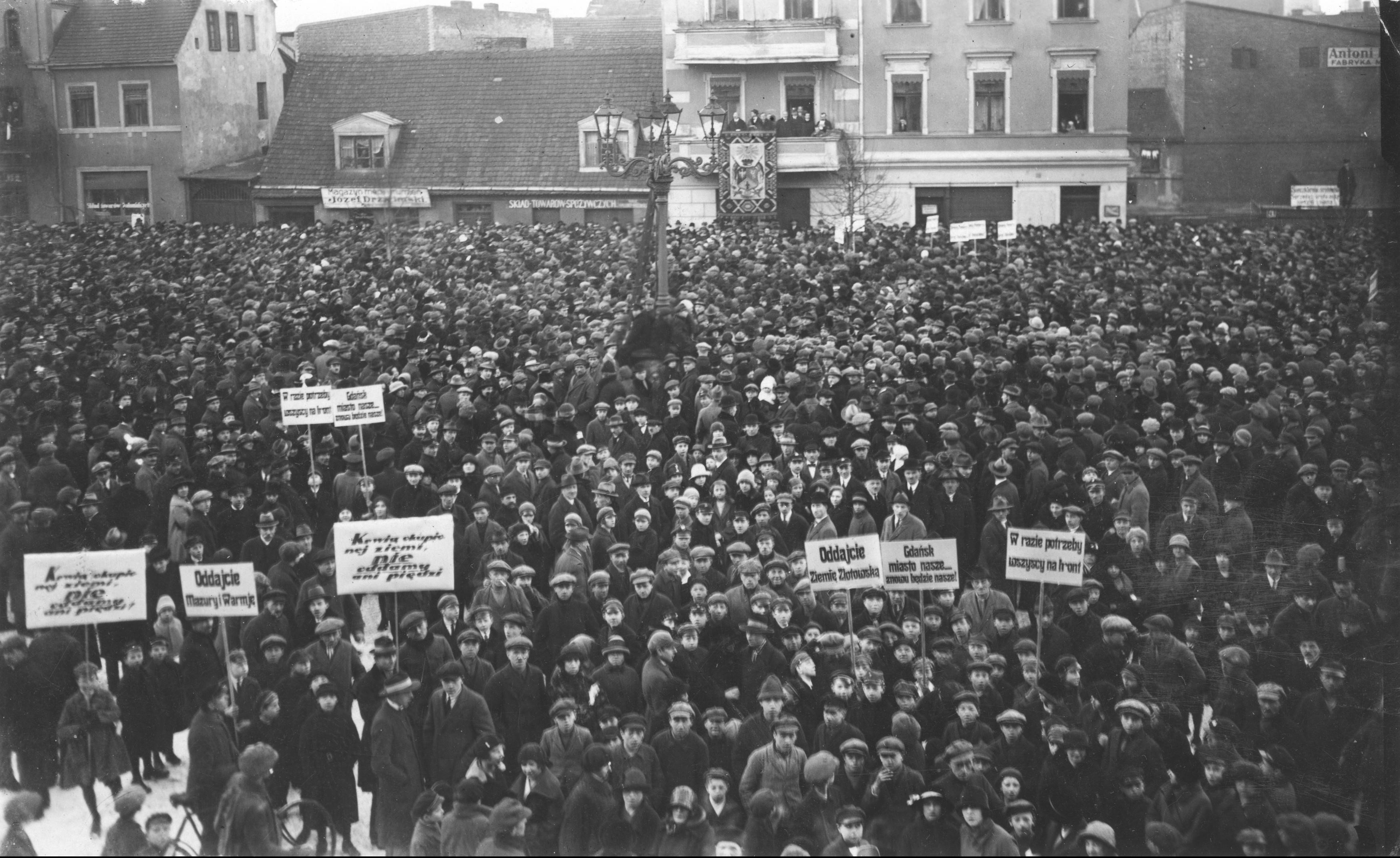
Manifestacja antyniemiecka w 1925

W życiu społecznym dużą rolę przez cały okres międzywojenny odgrywała polsko-niemiecka rywalizacja narodowościowa. Obok licznych organizacji akcentujących swój polski charakter istniały organizacje o orientacji niemieckiej, nierzadko popadając ze sobą w konflikty, zwłaszcza w okresie radykalizujących się nastrojów w latach 30. XX wieku. W polityce komunalnej obecne były stronnictwa niemieckie cieszące się relatywnie dużym poparciem (np. w wyborach w 1926 Deutsche Bürgerpartei uzyskała 35,6% głosów i 11 mandatów w rybnickiej radzie miejskiej).

### II wojna światowa
Wehrmacht wkroczył do przygranicznego miasta w pierwszym dniu II wojny światowej o poranku. Wśród epizodów poprzedzających wybuch wojny, analogicznych do prowokacji gliwickiej, był upozorowany atak na niemiecki posterunek graniczny w Stodołach. Rządy hitlerowskie spotkały się z entuzjastycznym przyjęciem przez część mieszkańców, zwłaszcza choć nie tylko narodowości niemieckiej, wielu innych wykazywało się milczącą akceptacją. Jednocześnie na terenie miasta działał również polski ruch oporu, zarówno związany ze Związkiem Walki Zbrojnej/Armią Krajową, jak i ugrupowaniami komunistycznymi. W pierwszym okresie wojny istniały ponadto lokalne komórki oporu: Polska Organizacja Powstańcza (1939–1940), Polska Tajna Organizacja Powstańcza (1940–1942) i Tajna Organizacja Narodowa (do 1942). Okres okupacji niemieckiej Rybnika wiązał się z prześladowaniem oraz aresztowaniem wielu propolskich działaczy i mieszkańców, w tym byłych powstańców śląskich. W dzielnicy Meksyk funkcjonował w latach 1942–1944 Polenlager nr 97 (obóz dla miejscowych Polaków), na kopalniach w Boguszowicach i Chwałowicach pracowali przymusowo jeńcy wojenni.

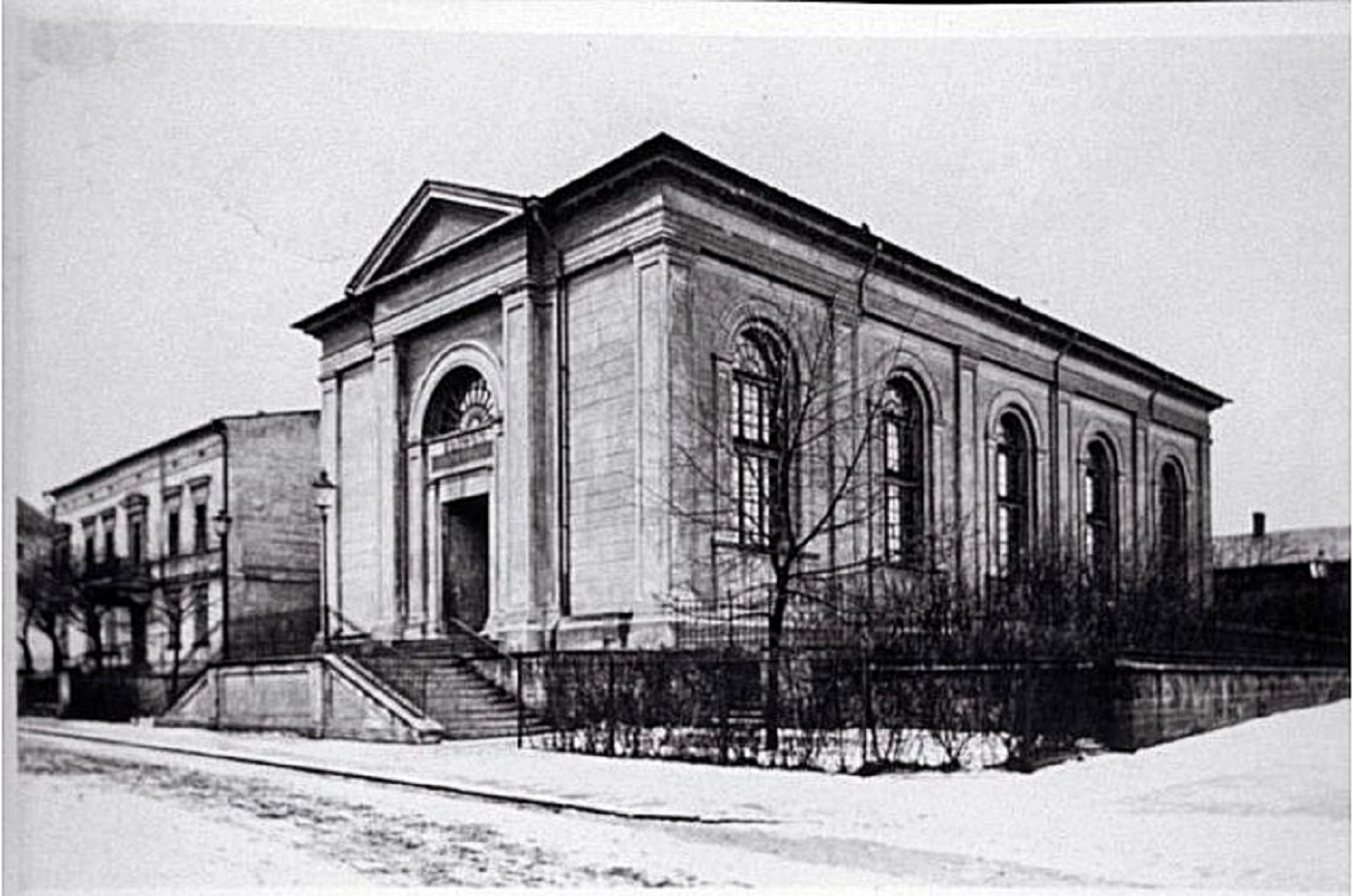
Rybnicka synagoga, zbudowana w 1848 i zniszczona w czasie II wojny światowej

Na przełomie marca i kwietnia 1940 zniszczone zostały rybnicka synagoga i cmentarz żydowski. Pozostali w mieście Żydzi (przed wojną społeczność żydowska liczyła ponad trzysta osób) zostali najpierw uwięzieni na dawnym zamku jako robotnicy przymusowi, a w 1940 wywiezieni.
W 1944 nad Rybnikiem i okolicą zaczęły się pojawiać bombowce alianckie, naloty nie spowodowały jednak większych strat – udokumentowane są dwie ofiary śmiertelne i uszkodzenia kilku budynków. Poważniejsze szkody – lecz nieporównywalnie mniejsze niż w Żorach, Wodzisławiu czy Raciborzu – przyniosły walki radziecko-niemieckie zimą 1945. Zniszczonych lub częściowo uszkodzonych zostało 18,4% budynków. Miasto zostało zajęte przez Armię Czerwoną w dniu 26 marca 1945.

### Po 1945 roku

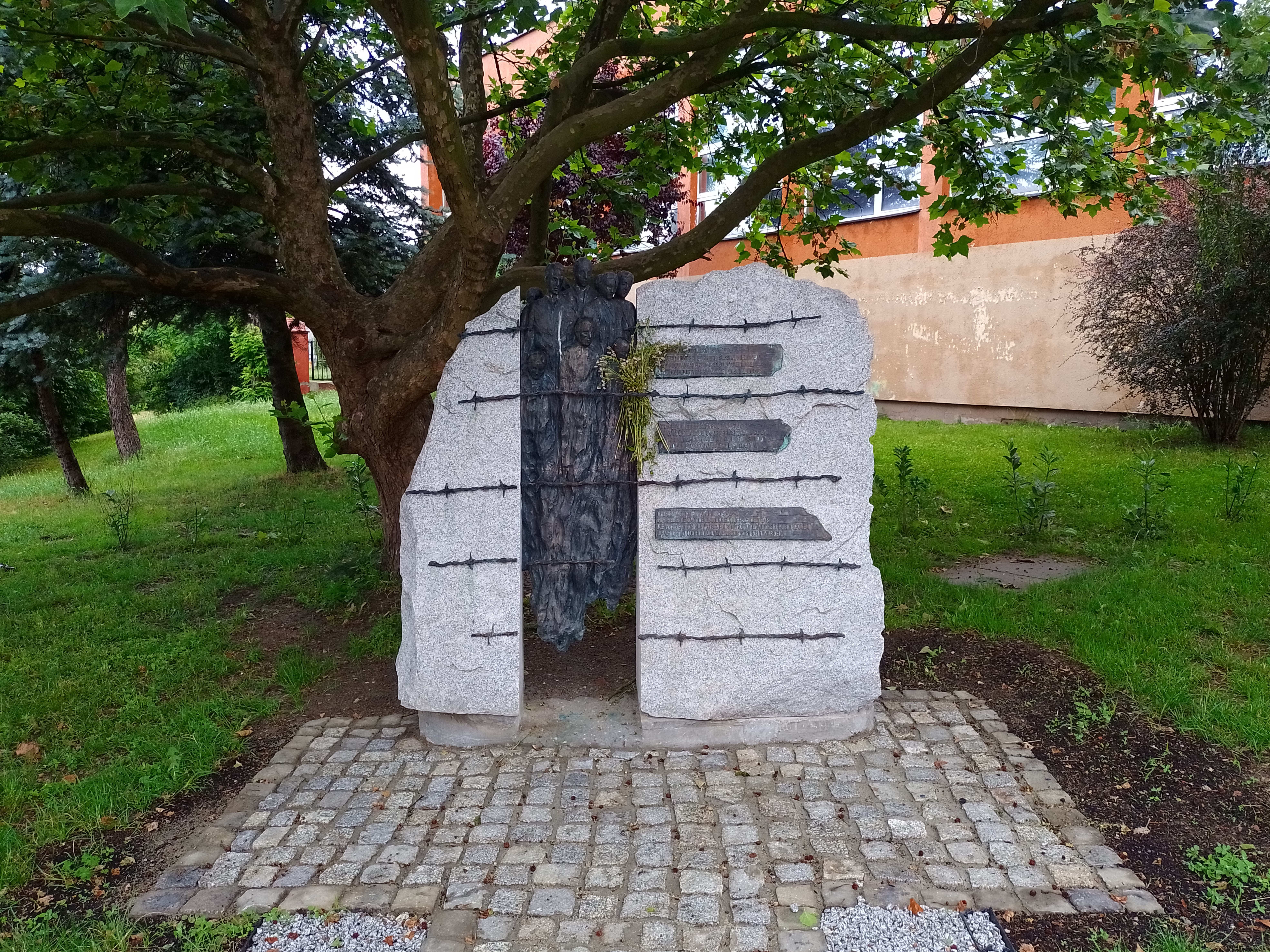
Pomnik ofiar powojennych prześladowań Górnoślązaków (tzw. Tragedia Górnośląska) w Rybniku (odsłonięty w 2024)

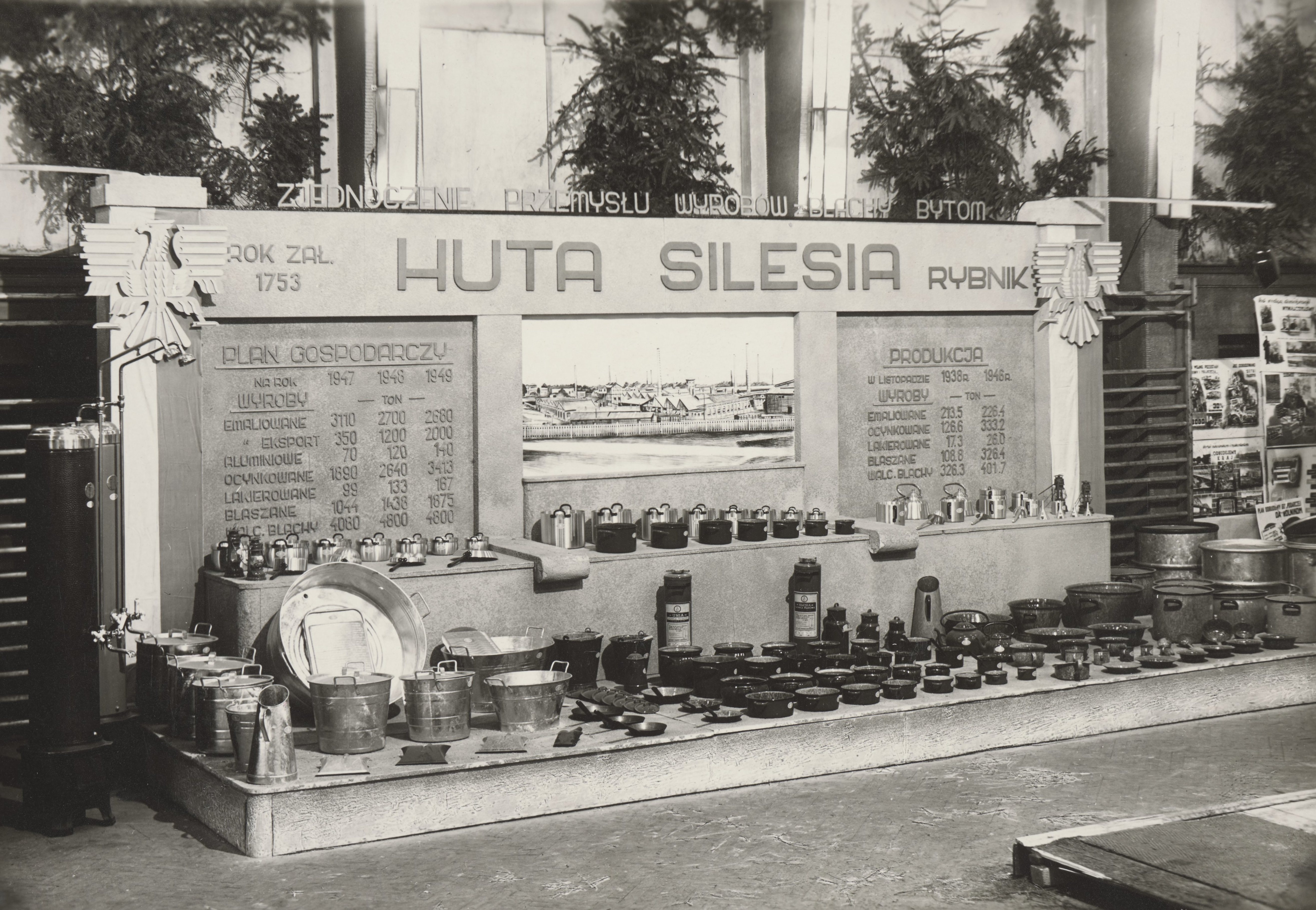
Stoisko Huty Silesia na wystawie „Od Wyzwolenia do Planu Odbudowy Gospodarczej” (1946)

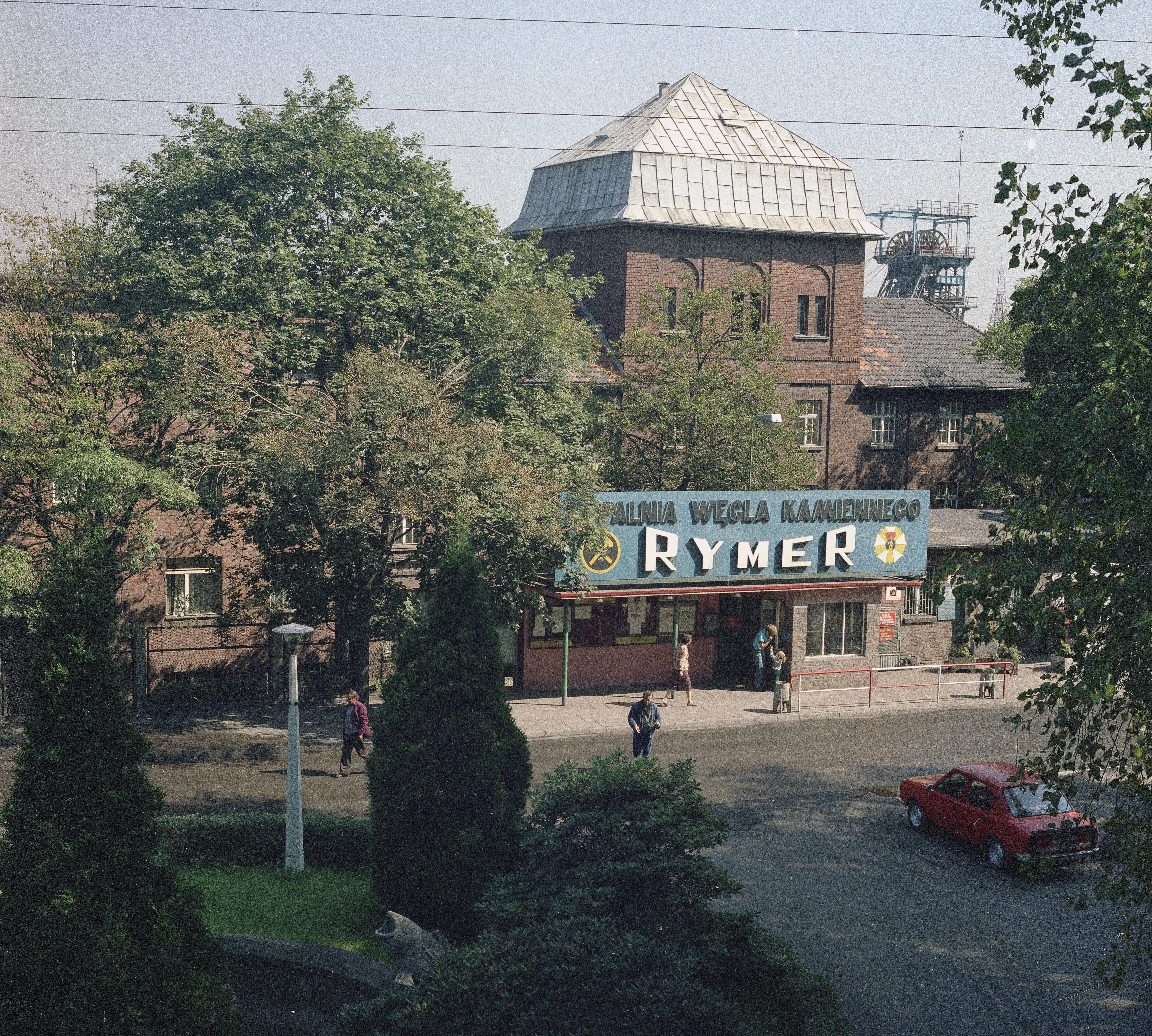
Kopalnia Rymer w latach 70. XX wieku

Po wojnie Rybnik znalazł się ponownie w granicach Polski, najpierw w składzie województwa śląsko-dąbrowskiego, a od 1950 katowickiego (po reformie z 1998 śląskiego). Zakłady przemysłowe zostały upaństwowione. Podobnie jak w innych miastach górnośląskich, jednym z wyzwań dla nowej władzy komunistycznej była weryfikacja narodowościowa. W październiku 1945 w mieście przebywało 20 488 osób, z tego 1745 (8,6%) uznano za Niemców. Przy kopalniach Ignacy, Chwałowice (dawna Donnersmarckgrube) i Jankowice oraz przy Rybnickiej Fabryce Maszyn (po wojnie znanej jako Ryfama) zorganizowano obozy pracy przymusowej, do których trafiło wielu Niemców i Ślązaków uznawanych za „folksdojczów” czy „element niepewny”. Procesy weryfikacyjne ostatecznie umorzono w 1950, w ramach zorganizowanych wysiedleń do Niemiec wyjechało z terenu powiatu rybnickiego w pierwszych latach powojennych jedynie kilkaset osób. Wiele z nich osiadło w Dorsten w Westfalii.
W 1950 wydzielono Rybnik jako samodzielny powiat miejski. Równocześnie w jego skład włączono Zamysłów oraz kolonię Wawok, stanowiącą do tej pory część Orzepowic. Stopniowo rosła liczba ludności zarówno Rybnika, jak i sąsiednich miejscowości. W 1960 sam Rybnik liczył 34,1 tysiąca mieszkańców, Niedobczyce (do których włączono również Niewiadom i Popielów z Radziejowem) – 16 tysięcy, Boguszowice – 11,3 tysiąca, Chwałowice – 6,2 tysiąca. Niedobczyce uzyskały w 1954 status miasta, a Boguszowice i Chwałowice stały się wtedy osiedlami typu miejskiego. Kolejno w 1962 i 1967 również i one otrzymały prawa miejskie. Kształtowała się nowa aglomeracja miejska, od 1957 oficjalnie określana mianem Rybnickiego Okręgu Węglowego (ROW). W 1973 dokonano kolejnego poszerzenia granic Rybnika: w jego skład włączono miasto Chwałowice oraz gromady wiejskie Orzepowice, Rybnicka Kuźnia, Wielopole i Zebrzydowice. W 1975 z Rybnikiem połączono Boguszowice (od 1961 ich częścią był też Kłokocin, a od 1973 Gotartowice) oraz Niedobczyce. W 1977 częścią miasta stały się Grabownia, Golejów, Kamień, Chwałęcice i Stodoły.

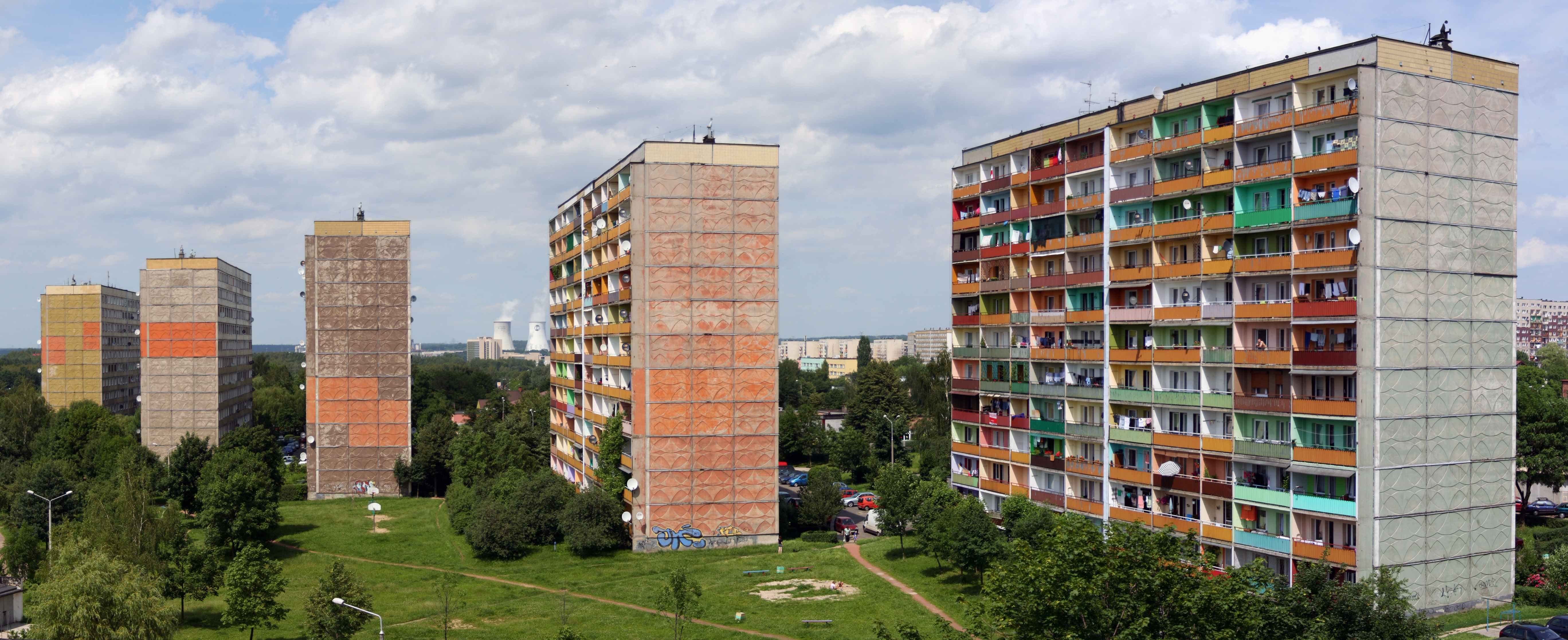
Osiedle Nowiny (2012)

W efekcie przyłączeń, wyżu demograficznego oraz napływu do pracy w przemyśle ludności spoza regionu liczba mieszkańców Rybnika wzrosła skokowo z 44 tysięcy na początku lat 70. XX wieku do ponad 122 tysięcy w roku 1980. Budowano nowe osiedla mieszkaniowe, szczególnie na zachód od śródmieścia (Dolne, Dworek, Kilińskiego, Nowiny, Sławików, Tysiąclecia, Wieczorka) oraz w miastach, a później dzielnicach przykopalnianych (Morcinka w Niewiadomiu, Korfantego w Niedobczycach, Pekin w Boguszowicach). Znaczącym przekształceniom architektoniczno-urbanistycznym ulegało też centrum miasta, do charakterystycznych obiektów wzniesionych w epoce PRL należą Teatr Ziemi Rybnickiej (1958–1964), pierzejowo-blokowa zabudowa ulicy Kościuszki z lat 60. XX wieku czy Spółdzielczy Dom Handlowy Hermes (1984). Intensywnie we wszystkich dzielnicach rozwijała się zabudowa jednorodzinna. Wielką inwestycją była budowa Elektrowni Rybnik, która przypadła na lata 1969–1978, wraz z którą powstało sztuczne Jezioro Rybnickie. W latach 80. XX wieku pokrywała ona 9,6% ogólnopolskiej produkcji energii elektrycznej. Innym okazałym przedsięwzięciem była budowa Wojewódzkiego Szpitala Specjalistycznego w Orzepowicach ciągnąca się od 1975 do 2000.

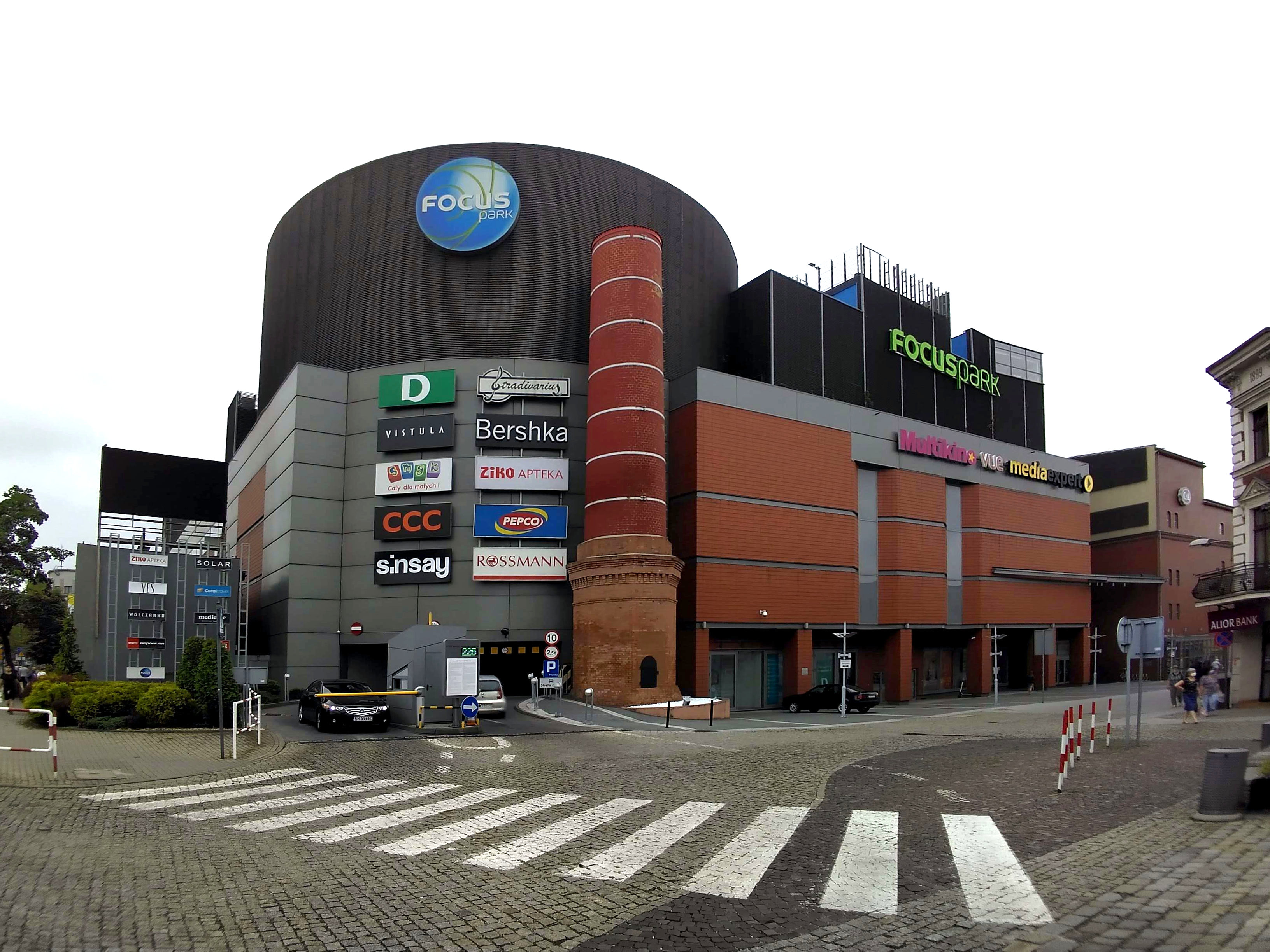
Centrum handlowe Focus Park

Transformacja ustrojowa po 1989 przyniosła upadek części rybnickich zakładów przemysłowych. Paruszowiecka Huta Silesia zakończyła działalność w 1998. Browar zaprzestał produkcji w 2004 – fragmenty jego zabudowań (słodownia i komin) wkomponowano w centrum handlowe Focus Park otwarte trzy lata później. Ryfama przeszła kilka restrukturyzacji i zmian właścicieli (Kopex Machinery, Grupa Famur), by zostać ostatecznie zlikwidowaną w 2020. Kopalnia Ignacy ukończyła wydobycie w 1995, a cztery lata później została udostępniona do zwiedzania jako zabytkowa. Kres działalności kopalni Rymer to rok 1999. Przetrwały natomiast kopalnie Chwałowice i Jankowice, a na terenie zlikwidowanych zakładów ulokowały się nowe, np. w Paruszowcu Tenneco z branży motoryzacyjnej. W Rybnickiej Kuźni utworzono w 2005 podstrefę Katowickiej Specjalnej Strefy Ekonomicznej. Najwyższą stopę bezrobocia odnotowano w 2004 – 14,4%.
W 2001 w skład miasta włączono Ochojec, który stał się 27. dzielnicą Rybnika (podział na 26 jednostek pomocniczych gminy uchwalono w 1990). Szczyt populacyjny Rybnik osiągnął w 1997 (144 943 mieszkańców), od tego czasu liczba ludności spada – do roku 2022 ubyło ponad trzynaście tysięcy. W 2011 27% mieszkańców Rybnika (39 323 osób) zadeklarowało narodowość śląską. Miasto stało się w drugiej dekadzie XXI wieku ważnym ośrodkiem działań związanych z promocją i rozwojem kultury i mowy śląskiej.

## Architektura i urbanistyka

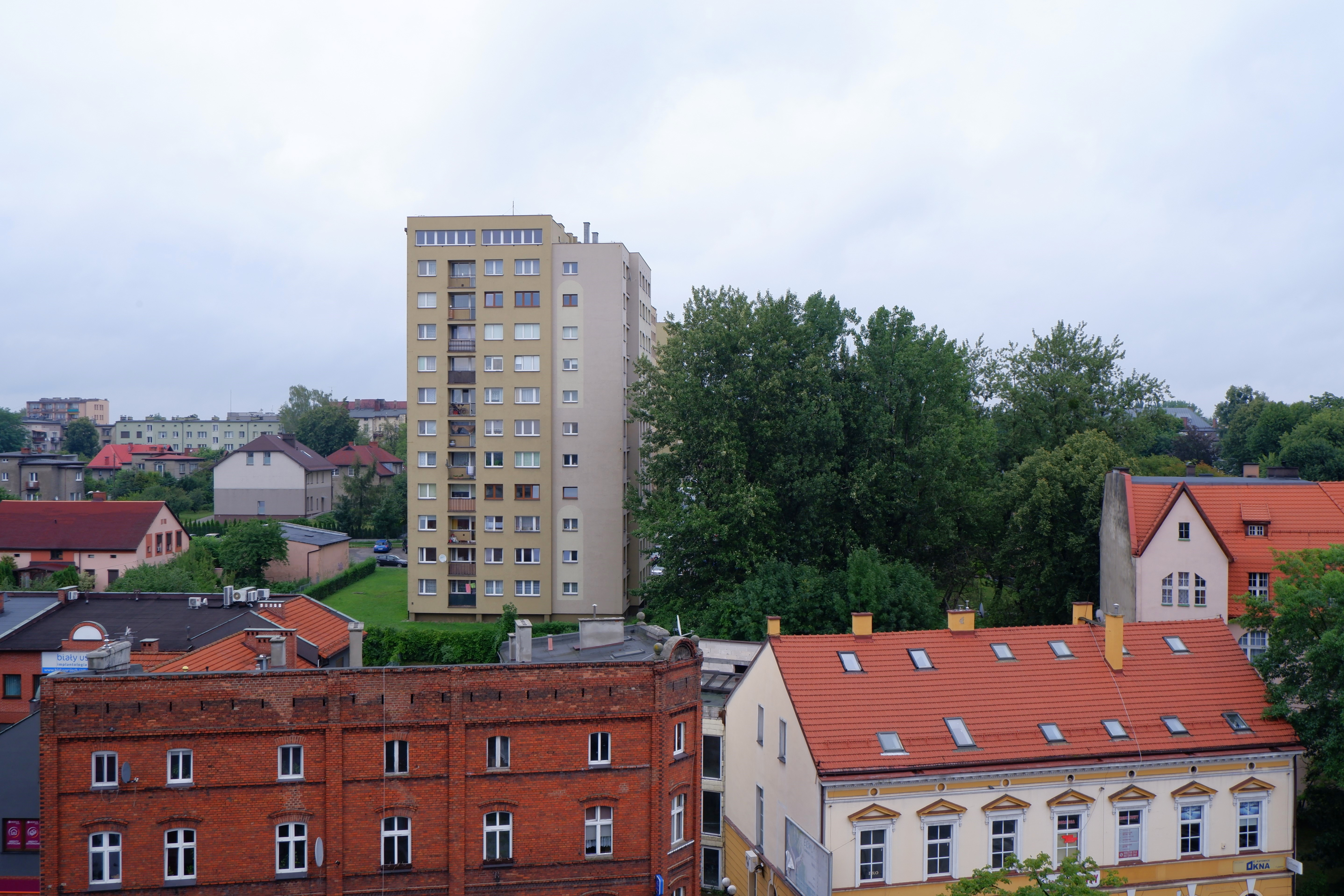
Śródmiejskie kontrasty: widok z dachu centrum handlowego Focus Park w kierunku wschodnim

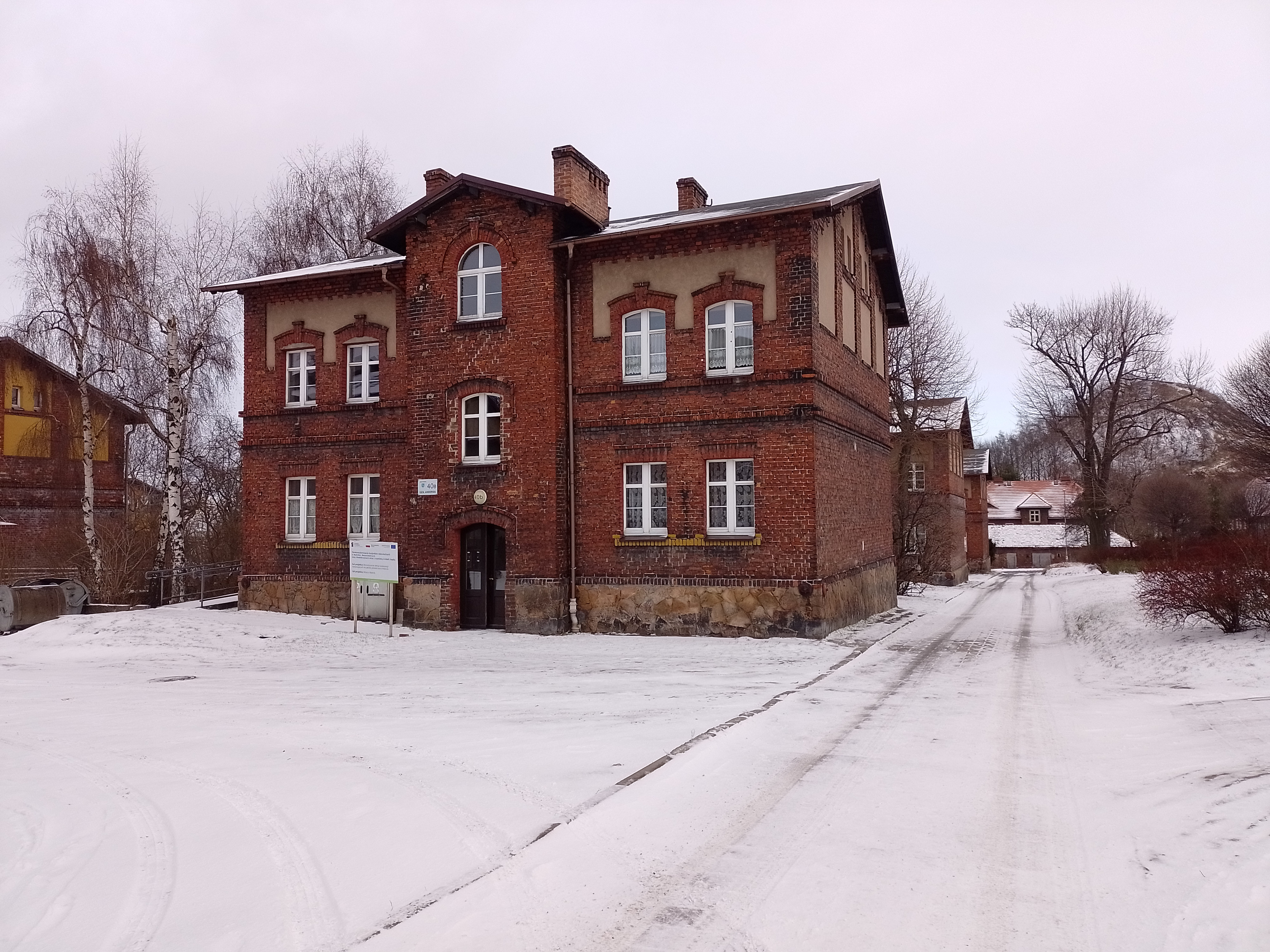
Familoki w Niedobczycach

Rybnik w dzisiejszych granicach nie rozwijał się w sposób klasyczny poprzez stopniowe rozszerzanie od historycznego centrum na zewnątrz. Poszczególne części miasta, w większości odrębne administracyjnie aż do połowy lat 70. XX wieku, rozwijały się autonomicznie. W sensie urbanistycznym stanowi on więc zespół jednostek osadniczych (z reguły tożsamych z dzielnicami samorządowymi lub stanowiących ich części) zróżnicowanych pod względem wielkości i funkcji, o różnej zwartości zabudowy i wzajemnym stopniu powiązania. Na rozległym obszarze Rybnika mieszczą się niemal wszystkie typy układów osadniczych, poczynając od małych osad śródleśnych (przysiółek Buglowiec w dzielnicy Stodoły) po wielkie zespoły mieszkaniowe (Nowiny, Boguszowice Osiedle). Jedynie Śródmieście jest obszarem o tradycyjnej genezie miejskiej, pozostałe dzielnice posiadające w przeszłości status miasta (Boguszowice, Chwałowice, Niedobczyce) rozwinęły się w ośrodki miejskie w XX wieku na skutek przekształcania dawnych wsi, przez co brak w nich niektórych atrybutów typowo miejskich jak posiadanie wyraźnie zarysowanego centrum z placem pełniącym funkcje publiczne.

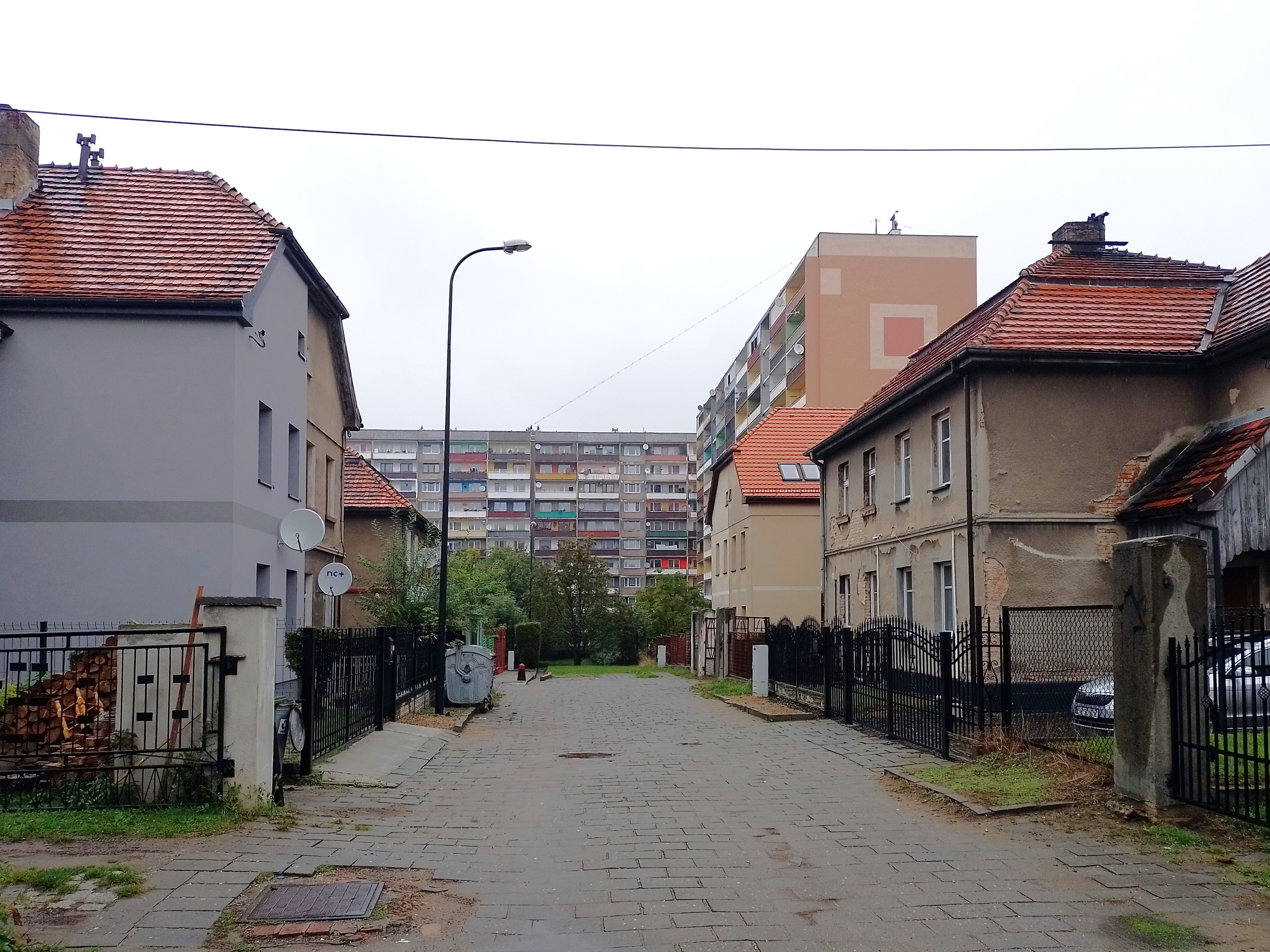
Zabudowa z okresu międzywojennego obok bloków z wielkiej płyty w dzielnicy Maroko-Nowiny

Zabudowa jest zróżnicowana i reprezentuje większość stylów obecnych w historii architektury od XIX wieku. Przeważają budynkie niskie, powyżej 30 metrów wysokości miało w 2016 tylko 170 obiektów, z tego 88 na wielkopłytowym osiedlu Nowiny, 48 w dzielnicy Smolna i 22 w Śródmieściu. Najwyższymi budowlami w mieście są kominy Elektrowni Rybnik o wysokości odpowiednio 300, 260 i 117 m, z budynków natomiast bazylika św. Antoniego z dwiema bliźniaczymi wieżami o wysokości 95 m.
Charakterystyczną cechą układu osadniczego Rybnika jest dominujący udział zabudowy mieszkaniowej jednorodzinnej, wolno stojącej. W 2022 na terenie miasta znajdowało się około 19 500 budynków jednorodzinnych. Zabudowa ta występuje we wszystkich dzielnicach, również w obrębie ścisłego centrum. Przeważają wśród niej układy uformowane w sposób spontaniczny, w tym na działkach wydzielanych z wąskich podziałów łanowych. Niewielki jest udział zespołów komponowanych z regularną siatką ulic i działek.
Według studium uwarunkowań i kierunków zagospodarowania przestrzennego Rybnika z 2016 znaczną część terenów zabudowanych, zwłaszcza w dzielnicach podmiejskich, cechuje brak odpowiedniego stopnia ładu przestrzennego. Charakterystyczne jest chaotyczne wymieszanie funkcji i przenikanie się zabudowy jednorodzinnej z wielorodzinną.

### Zabytki

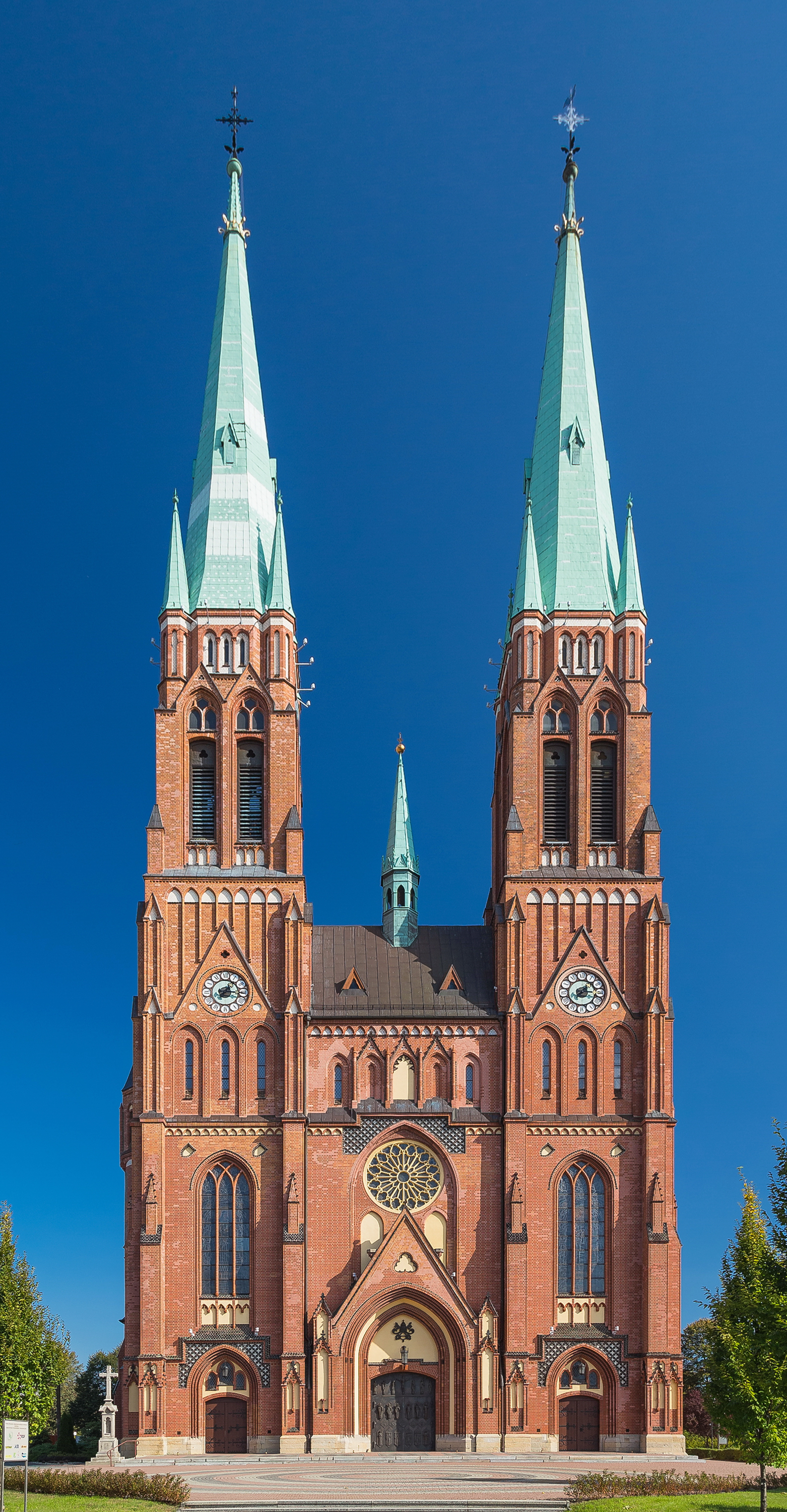
Bazylika św. Antoniego

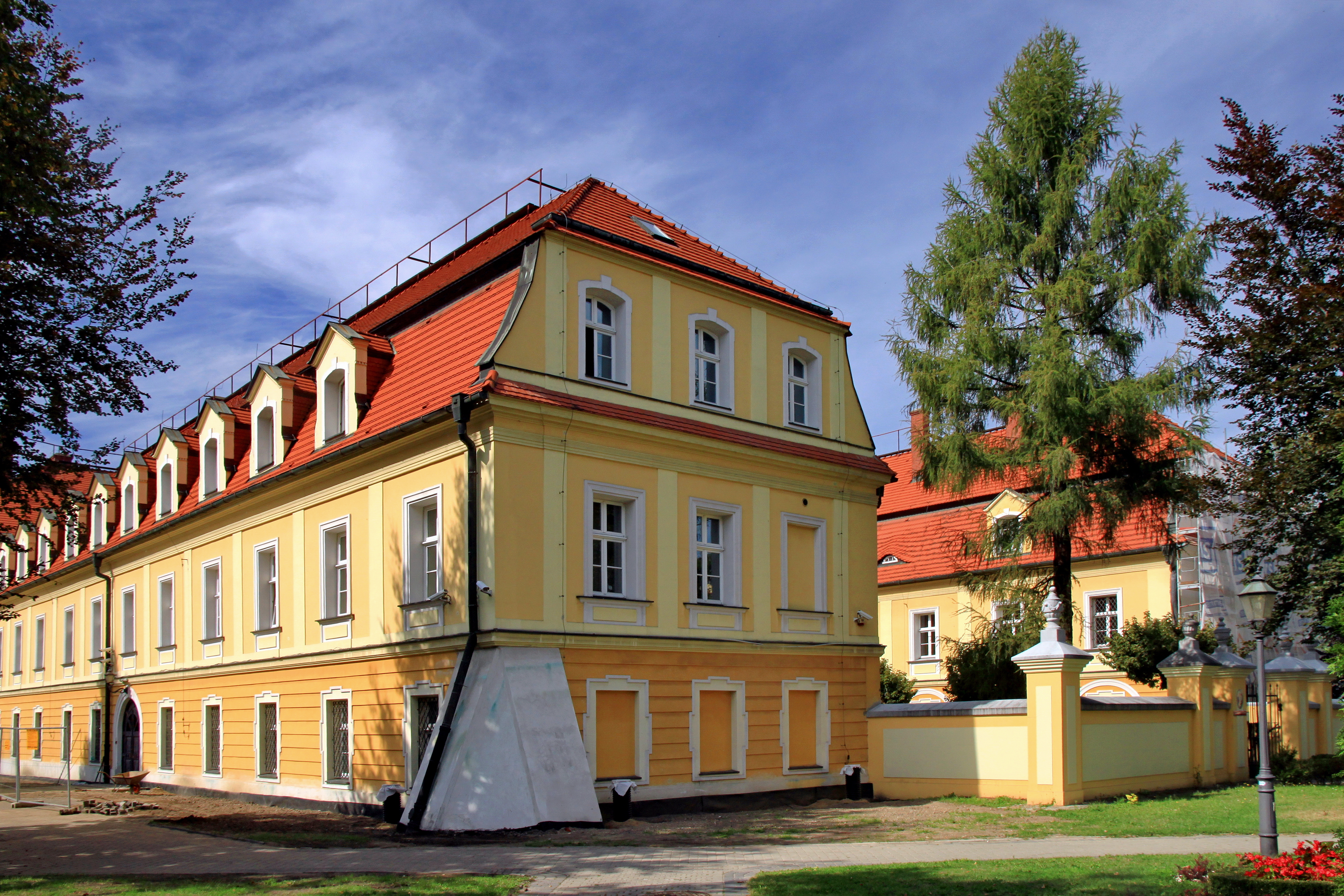
Sąd Rejonowy – „Zamek”

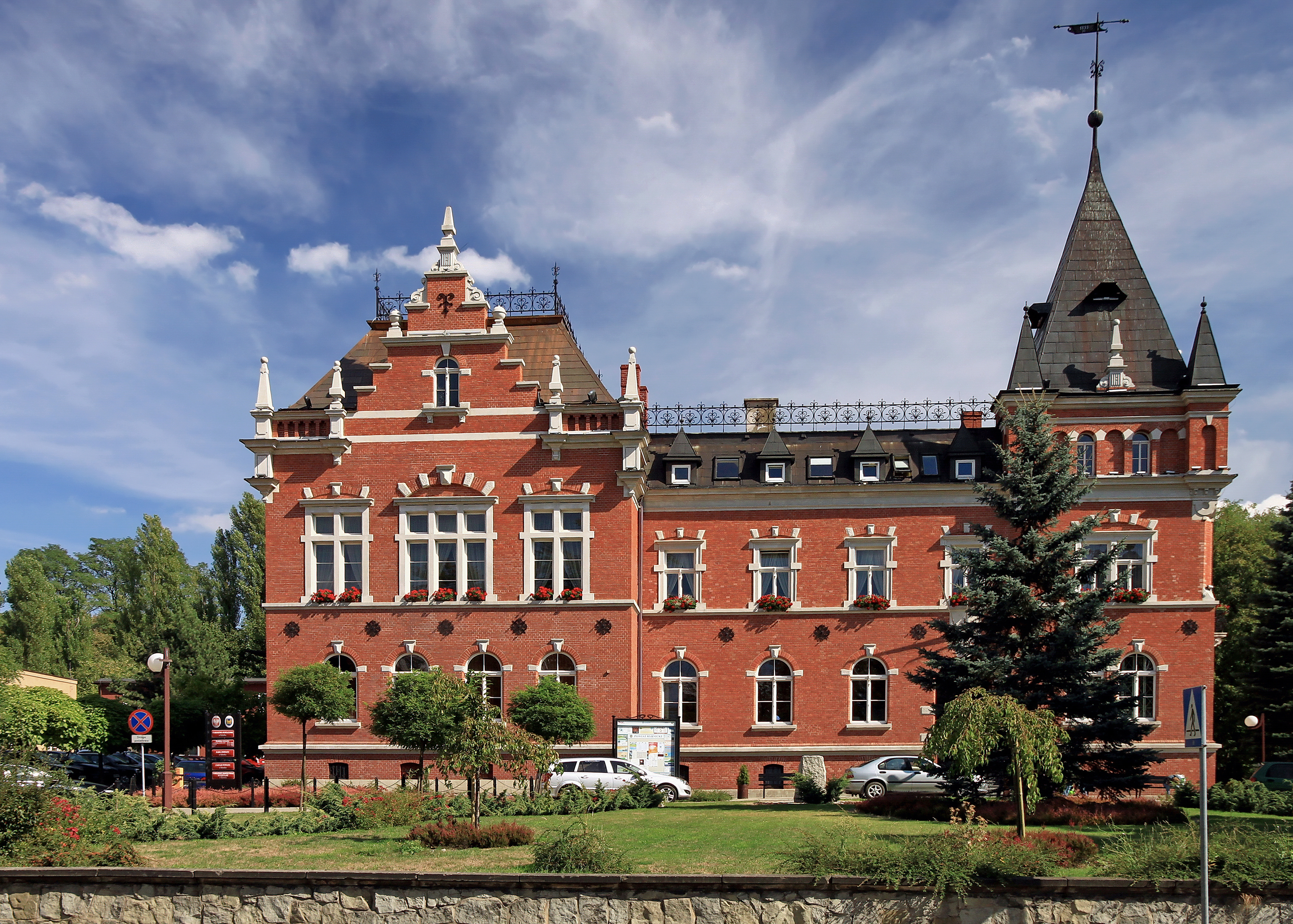
Starostwo powiatowe

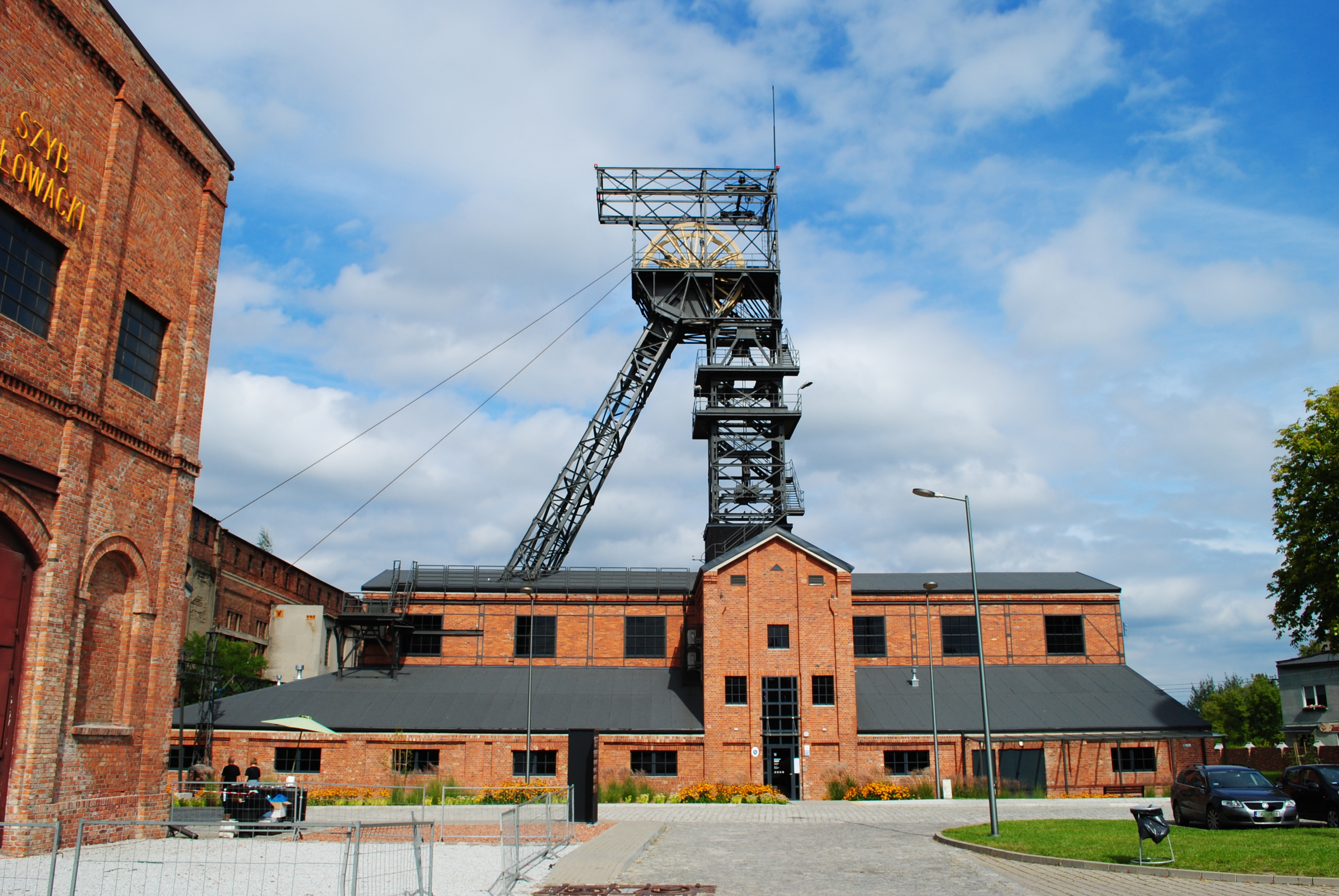
Zabytkowa Kopalnia Ignacy – fragment zabudowań

Choć historia Rybnika sięga XIII wieku, większość zachowanych zabytków pochodzi z XIX i XX stulecia. Do rejestru zabytków województwa śląskiego wpisane są następujące obiekty z terenu Rybnika (stan na wrzesień 2023):
- układ urbanistyczny historycznego centrum miasta
- kościół Matki Bożej Bolesnej, „Stary Kościół” – barokowy, wybudowany w latach 1796–1801
- Bazylika św. Antoniego – neogotycki, wybudowany w latach 1903–1907, z dwiema wieżami o wysokości 95 m znany jako najwyższy kościół Górnego Śląska
- kościół Wniebowzięcia NMP, „Na Górce” – jest reliktem najstarszego kościoła parafialnego: po zniszczeniu w 1797 zachowało się jedynie gotyckie prezbiterium; otacza go park–lapidarium, dawny cmentarz czynny do 1922
- kościół św. Katarzyny i Matki Bożej Różańcowej w Wielopolu – drewniany z 1534, przeniesiony z Gierałtowic w 1976
- kościół św. Wawrzyńca w Ligockiej Kuźni – drewniany z 1717, przeniesiony z Boguszowic w 1975
- kościół ewangelicko-augsburski – powstał w 1791 z przebudowy zamkowego magazynu sieci rybackich, a obecny wygląd uzyskał w toku dalszych przebudów i rozbudów w XIX wieku
- Ratusz – klasycystyczny z lat 1822–1823, obecnie siedziba Urzędu Stanu Cywilnego i muzeum miejskiego
- gmach Sądu Rejonowego – powstał w 1789 jako Królewski Dom Inwalidów Wojennych w stylu klasycystycznym wskutek gruntownej przebudowy rybnickiego zamku, potocznie do dziś nazywany „Zamek”
- Teatr Ziemi Rybnickiej – modernistyczny, wybudowany w latach 1958–1964
- gmach starostwa powiatowego – w stylu neorenesansu północnego, wybudowany w 1893 (3 Maja 31) wraz z przyległym budynkiem zajmowanym przez Narodowy Fundusz Zdrowia (3 Maja 29)
- Okrąglak – modernistyczna siedziba Cechu Rzemiosł Różnych z 1974 (Wysoka 15)
- zespół szpitalny Juliusz – dawny szpital miejski rozbudowywany od 1868 do pierwszej dekady XX wieku
- kompleks zabudowań Państwowego Szpitala dla Nerwowo i Psychicznie Chorych z lat 1883–1898
- kamienice śródmiejskie: Rynek 1, 2, 7, 15; Zamkowa 3; 3 Maja 11; Pocztowa 6
- willa w stylu alpejskim przy ul. Powstańców Śląskich 36, w której mieszkała Lidia Grychtołówna
- dawne probostwo przy ul. Brudnioka 3, od 2000 klasztor wizytek
- dawna maszynownia wodociągów miejskich, później hala mięsna – neogotycki obiekt z 1906 przy ul. 3 Maja 14
- Kopalnia Ignacy w Niewiadomiu – udostępniona do zwiedzania, działa jako centrum kulturalno-edukacyjne
- osiedle robotnicze przy kopalni Rymer w Niedobczycach – dwadzieścia pięć familoków z początku XX wieku w rejonie ulic Andersa, Barbary, Obrońców Pokoju i Paderewskiego wraz z układem przestrzennym i parkiem
- osiedla robotnicze przy Hucie Silesia w Paruszowcu: przy ulicy Przemysłowej oraz przy ulicy Słonecznej
- osiedle robotnicze przy kopalni Chwałowice w rejonie ulicy 1 Maja, wzniesione w latach 1903–1914
- dom przy ul. Mikołowskiej 105 – przykład XIX-wiecznej zabudowy przedmiejskiej
- dwór pocysterski w Stodołach – wzniesiony w 1736, przebudowany w 1774, obecnie ośrodek wypoczynkowy
- I Liceum Ogólnokształcące im. Powstańcow Śląskich, dawne Królewskie Gimnazjum – gmach z 1911 reprezentujący swą formą okres przejściowy między secesją a modernizmem[172]
- barokowe figury św. Jana Nepomucena na Rynku i przed kościołem Matki Bożej Bolesnej – pierwsza z 1736 (przeniesiona z Jastrzębia), druga z 1728 (przeniesiona spod rybnickiego zamku)[173]

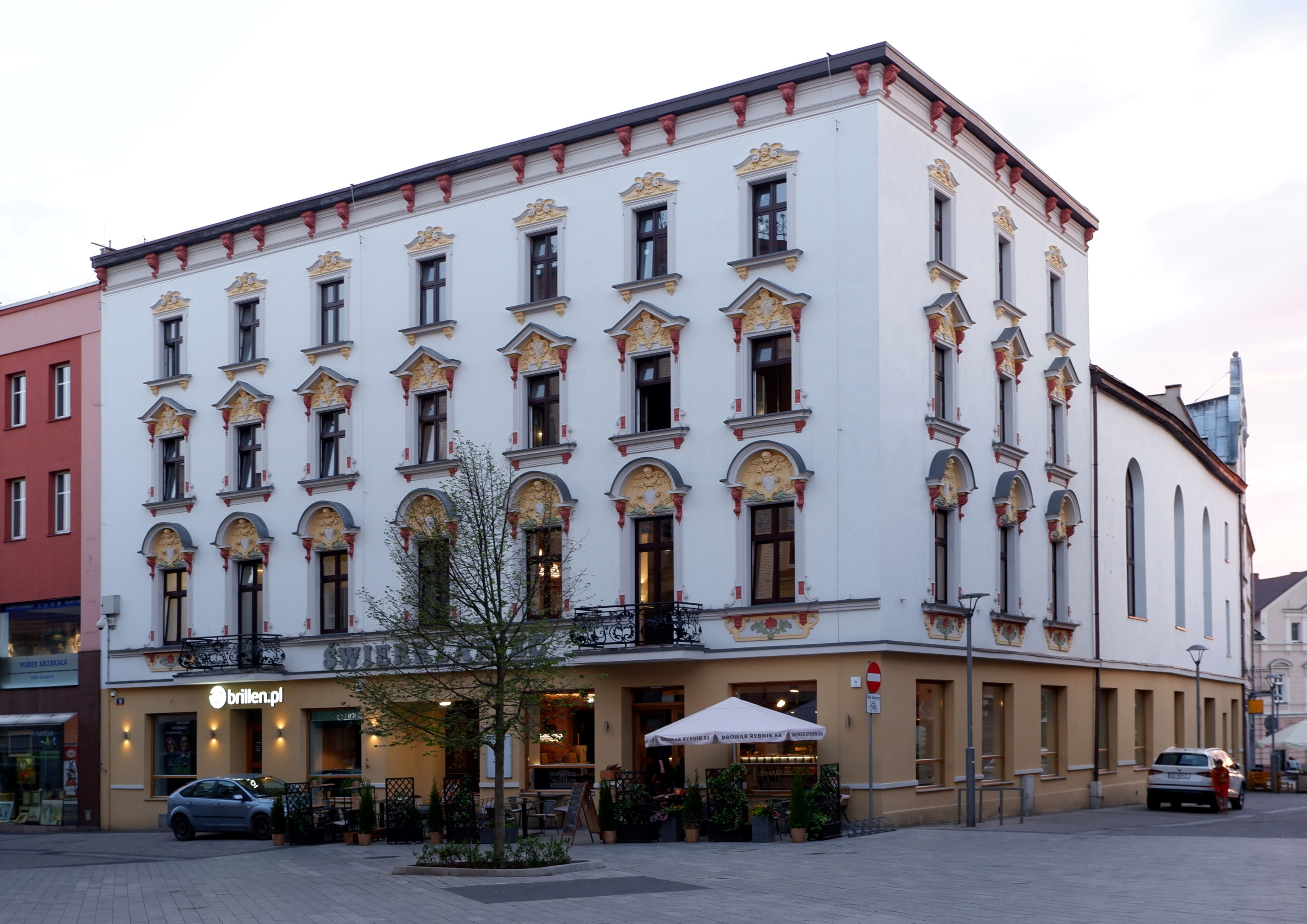
Dawny hotel Świerklaniec

Ponadto w publikacjach popularnych jako zabytki określa się m.in. takie obiekty jak:
- Urząd Miasta (Nowy Ratusz) – wybudowany w latach 1927–1928 w stylu łączącym elementy modernistyczne i neoklasyczne (Chrobrego 2)
- Świerklaniec – budynek w szacie neobarokowej z końca XIX wieku na rogu ulic Sobieskiego i św. Jana, pierwotnie hotel kontynuujący tradycje najstarszego rybnickiego zajazdu i karczmy
- kamienica przy ulicy Sobieskiego 18 – dawny dom towarowy Noaha Leschczinera z 1903
- dawny gmach Komunalnej Kasy Oszczędności – modernistyczny z 1937 na rogu ulic Chrobrego i 3 Maja
- gmach poczty w stylu neorenesansu północnego z 1905 (Pocztowa 2)[174]
- Szkoła Podstawowa nr 9, dawna katolicka szkoła ludowa – neogotycka z 1902 (Cmentarna 1)
- siedziba filii Uniwersytetu Ekonomicznego w Katowicach – dawny szpital Spółki Brackiej z 1912 (Rudzka 13)
- osiedle robotnicze z familokami z początku XX wieku na Piaskach (w rejonie ulicy Ogrodowskiego)[175]

Gminna ewidencja zabytków zawiera 681 pozycji.

## Demografia
31 grudnia 2021 liczba ludności Rybnika wyniosła 135 994 osób, w tym 66 214 (48,7%) mężczyzn i 69 780 (51,3%) kobiet. Oznacza to, że na 100 mężczyzn przypadało 105 kobiet. 59,0% mieszkańców Rybnika było w wieku produkcyjnym, 18,3% w wieku przedprodukcyjnym, a 22,7% mieszkańców w wieku poprodukcyjnym. Populacja miasta stanowiła 3,05% populacji województwa śląskiego. Gęstość zaludnienia wynosiła 888 osób na km².
Przyrost naturalny według danych za rok 2021 był ujemny, wynosił –765 (–5,73 w przeliczeniu na tysiąc mieszkańców). W mieście urodziło się 1082 dzieci i zarejestrowano 1847 zgonów. Współczynnik dzietności na poziomie 1,20 był o nieco niższy niż w skali województwa i całej Polski. Saldo migracji wewnętrznych wyniosło w 2020 –438, natomiast zagranicznych –23. Zawartych zostało 655 małżeństw. 25,4% mieszkańców była stanu wolnego, 58,3% żyła w małżeństwie, 7,5% było po rozwodzie, a 8,7% to wdowy i wdowcy.
| Przedział wiekowy | Liczba ludności |
| ----------------- | --------------- |
| 0–4               | 6367            |
| 5–9               | 7113            |
| 10–14             | 7494            |
| 15–19             | 6256            |
| 20–24             | 6285            |
| 25–29             | 7508            |
| 30–34             | 9622            |
| 35–39             | 11 436          |
| 40–44             | 11 477          |
| 45–49             | 9820            |
| 50–54             | 8377            |
| 55–59             | 8728            |
| 60–64             | 9828            |
| 65–69             | 9050            |
| 70–74             | 7007            |
| 75–79             | 3948            |
| 80–84             | 3347            |
| 85 i więcej       | 2329            |

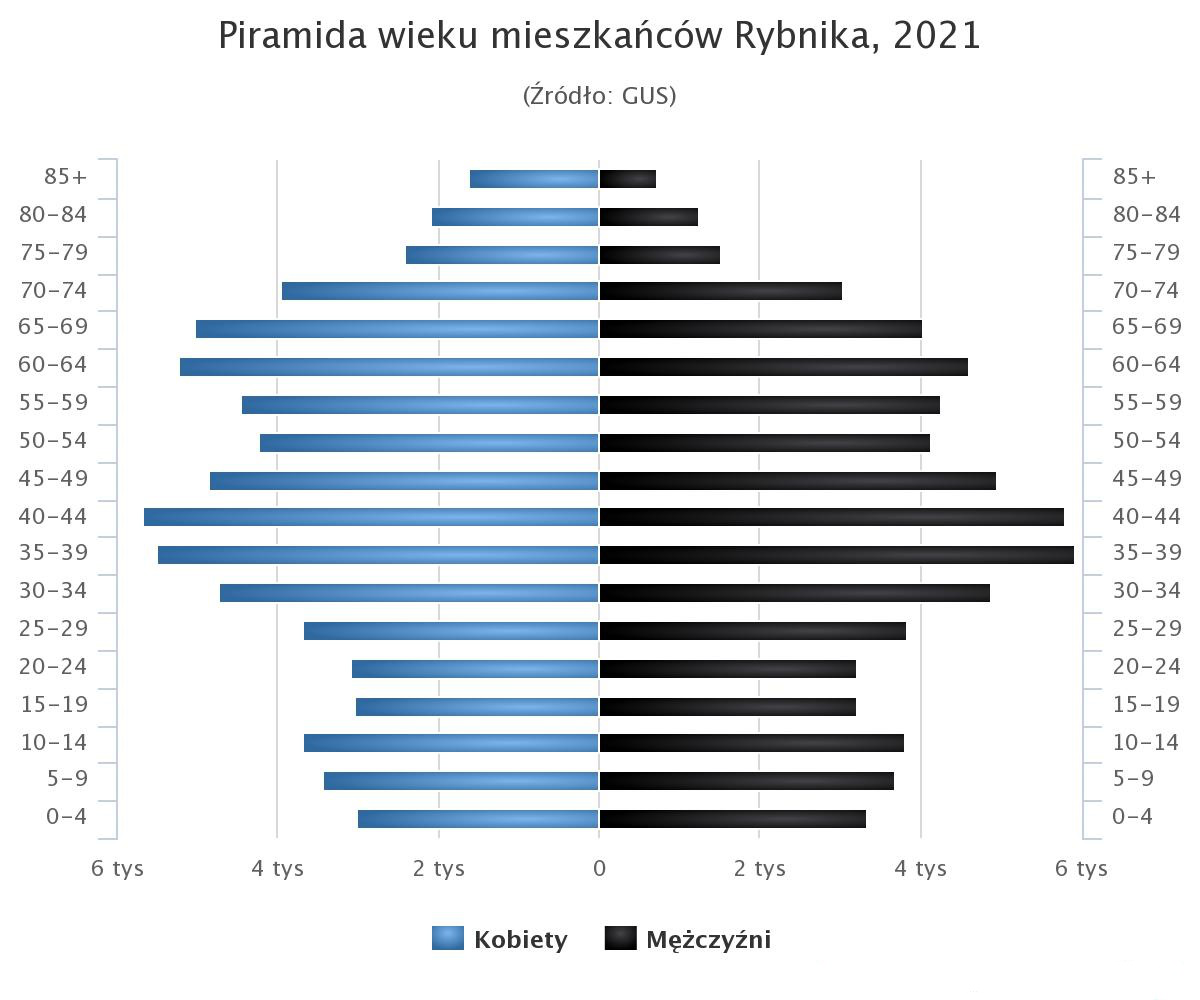

Na początku XX wieku Rybnik był małym miastem liczącym poniżej 10 tysięcy mieszkańców. Na przestrzeni lat liczba ludności wzrastała wraz z rozwojem przemysłu i przyłączaniem pobliskich miejscowości, w szczególnie skokowy sposób w latach 70. XX wieku. Najwyższą liczbę ludności (145 009) Rybnik osiągnął 30 czerwca 1997. Odtąd, podobnie jak w większości miast w Polsce, obserwuje się stopniowy spadek populacji. W latach 2002–2021 liczba mieszkańców zmalała o 4,7%. Według prognoz GUS w 2025 Rybnik ma liczyć 129,8 tysiąca, w 2035 – 124,8 tysiąca, a w 2050 – 111,1 tysiąca mieszkańców.
Zmiany liczby ludności Rybnika na przestrzeni lat:
Liczba ludności w podziale na poszczególne dzielnice kształtowała się 30 czerwca 2021 następująco:
| Dzielnica             | Liczba ludności |
| --------------------- | --------------- |
| Boguszowice Osiedle   | 9967            |
| Boguszowice Stare     | 7454            |
| Chwałęcice            | 1851            |
| Chwałowice            | 6860            |
| Golejów               | 2344            |
| Gotartowice           | 3654            |
| Grabownia             | 799             |
| Kamień                | 4456            |
| Kłokocin              | 2541            |
| Ligota-Ligocka Kuźnia | 4028            |
| Maroko-Nowiny         | 17 272          |
| Meksyk                | 2569            |
| Niedobczyce           | 12 023          |
| Niewiadom             | 4483            |
| Ochojec               | 2132            |
| Orzepowice            | 3705            |
| Paruszowiec-Piaski    | 4428            |
| Popielów              | 3279            |
| Radziejów             | 1828            |
| Rybnicka Kuźnia       | 3387            |
| Rybnik-Północ         | 7005            |
| Smolna                | 6316            |
| Stodoły               | 593             |
| Śródmieście           | 6831            |
| Wielopole             | 1942            |
| Zamysłów              | 3582            |
| Zebrzydowice          | 3310            |

### Struktura etniczna i językowa
W Narodowym Spisie Powszechnym Ludności i Mieszkań 2021 89,65% mieszkańców Rybnika (119 920 osób) zadeklarowało narodowość polską. 25,24% zadeklarowało inną narodowość (jako jedyną lub wspólnie z polską), w tym: 24,13% (32 278 osób) śląską, 0,55% (742 osób) niemiecką, 0,11% (153 osób) angielską i 0,11% (143 osób) ukraińską.
W świetle tego samego spisu 97,91% rybniczan (130 977 osób) posługuje się w kontaktach domowych językiem polskim. Inne najczęściej używane języki (wyłącznie lub wspólnie z polskim) to: śląski (19,24%, 25 744 osób), angielski (1,53%, 2049 osób) i niemiecki (0,71%, 947 osób).

## Transport

### Transport kolejowy

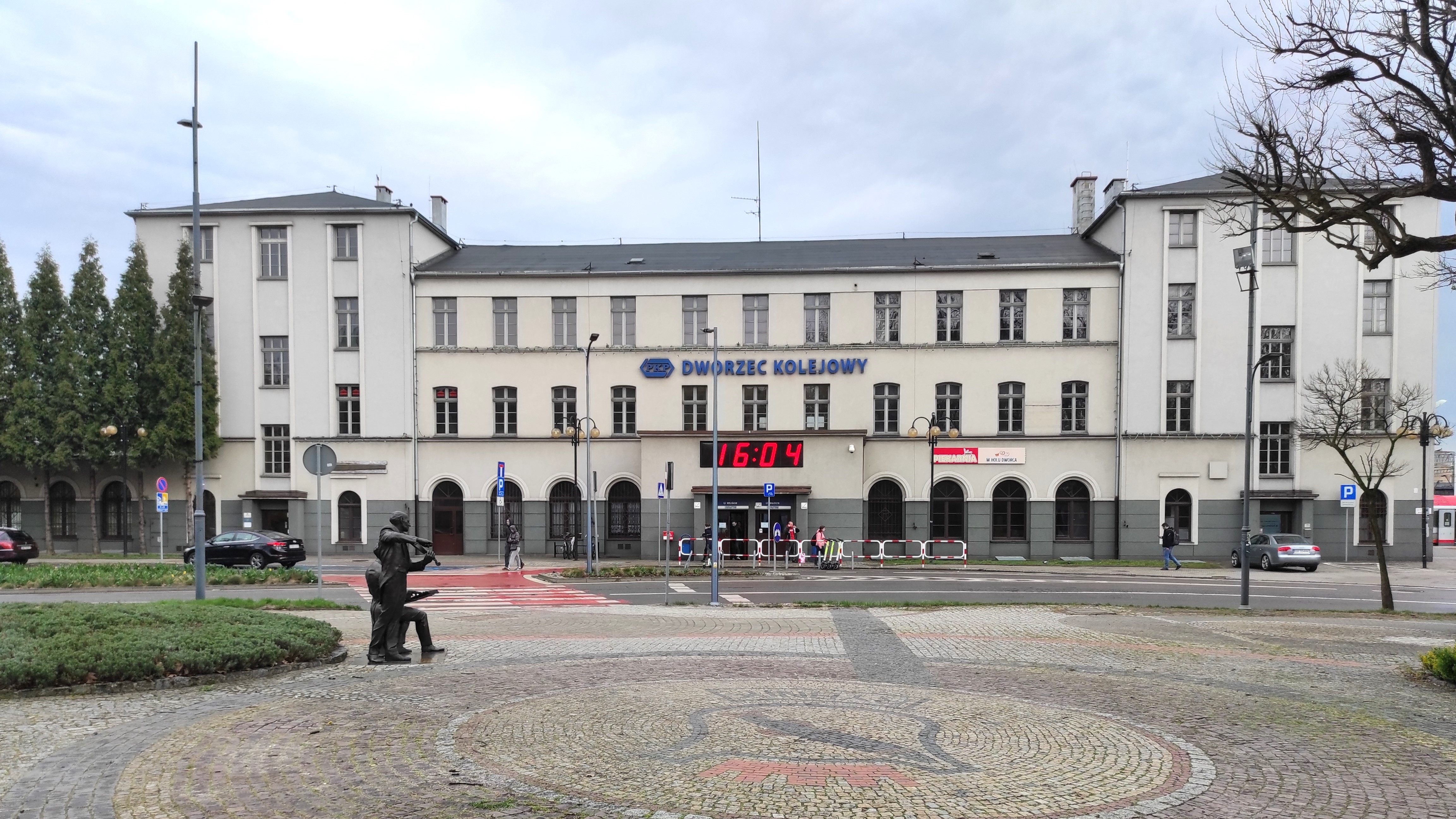
Główny dworzec kolejowy – stacja Rybnik

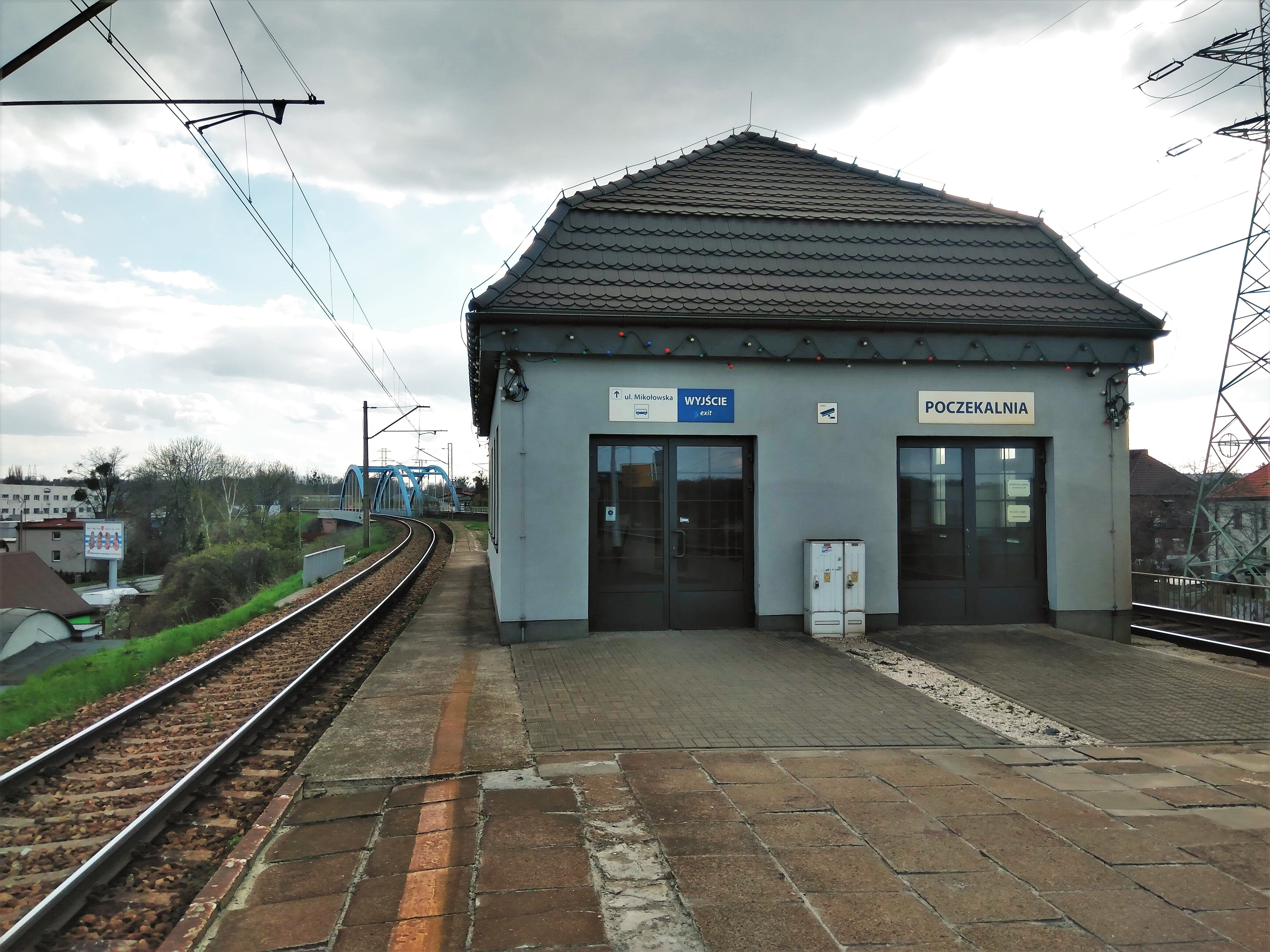
Przystanek Rybnik Paruszowiec

Rybnik stanowi współcześnie węzeł kolejowy regionalnego znaczenia. Początki kolei w mieście sięgają roku 1856, a obecny układ torów ukształtował się w XX wieku.
Obecnie (2023) w ruchu pasażerskim wykorzystywane są linie:
- nr 140 Katowice Ligota – Nędza
- nr 148 Rybnik – Pszczyna
- nr 158 Rybnik Towarowy – Chałupki
- nr 173 Rybnik – Sumina

Główny dworzec kolejowy – stacja Rybnik – znajduje się w południowo-wschodniej części Śródmieścia (adres: Dworcowa 2). Zgodnie z klasyfikacją wprowadzoną w należy do kategorii dworców aglomeracyjnych, wcześniej był klasyfikowany jako dworzec kategorii C z roczną odprawa podróżnych w przedziale 0,3 – 1 mln. Poza nim na terenie miasta znajduje się sześć czynnych stacji i przystanków kolejowych: Rybnik Niedobczyce, Rybnik Niewiadom, Rybnik Paruszowiec, Rybnik Piaski, Rybnik Rymer, Rybnik Towarowy. Stacja Leszczyny położona jest w bezpośredniej bliskości granicy miasta i obsługuje również rybnicką dzielnicę Kamień. Przewozy regionalne obsługuje spółka Koleje Śląskie (linia S7 Katowice – Racibórz, S71 Katowice – Chałupki/Bogumin, S72 Rybnik – Pszczyna i S76 Gliwice – Wisła). Ze stacji Rybnik odjeżdżają również dalekobieżne pociągi spółki PKP Intercity m.in. całoroczne w kierunku Bielska-Białej, Pragi, Przemyśla, Warszawy, Wiednia, Wrocławia, Ustki, Gdyni oraz w okresie wakacyjnym w kierunku Zakopanego, Kołobrzegu, Świnoujścia, Łeby i Helu.
Ruch wyłącznie towarowy obsługują linie kolei piaskowej: P302 do Elektrowni Rybnik, P320 do KWK Chwałowice i KWK Jankowice. Pomiędzy stacjami Rybnik i Rybnik Towarowy przebiegają ponadto krótkie linie łącznikowe oznaczone numerami 688 i 957.

### Transport drogowy
Przez Rybnik przechodzą drogi:

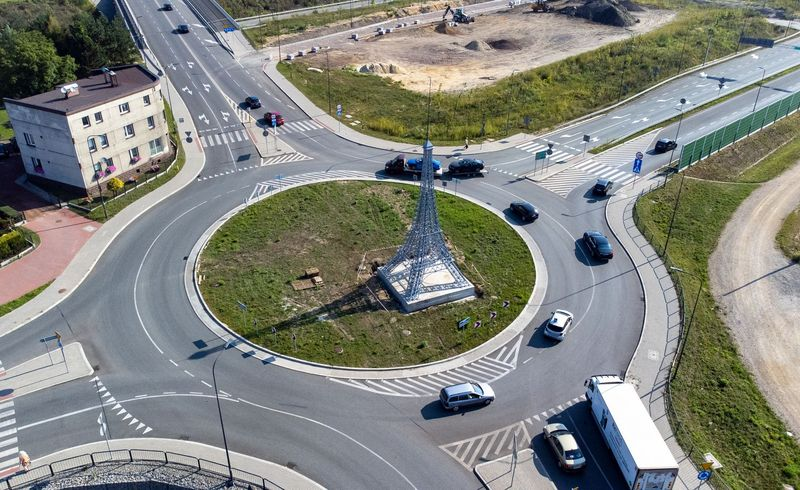
Rondo Niedobczyce-Paryż – skrzyżowanie DK 78 i DW 935 – z umieszczoną pośrodku instalacją artystyczną: miniaturą wieży Eiffla

- droga krajowa nr 78 – droga wylotowa w kierunku Gliwic i Wodzisławia Śląskiego, na odcinku śródmiejskim przebiega ulicami Reymonta i Kotucza
- droga wojewódzka nr 920 – droga wylotowa w kierunku Rud (ulica Rudzka)
- droga wojewódzka nr 929 – połączenie z Żorami i Świerklanami; biegnie ulicą Żorską, Prostą, Chwałowicką i 1 Maja
- droga wojewódzka nr 935 – łączy Racibórz z Pszczyną; od wschodniej granicy miasta do Niedobczyc biegnie otwartym w 2020 odcinkiem dwupasmowej Drogi Regionalnej, dalej wspólnie z DK 78 i ulicą Raciborską

O wschodnie peryferia Rybnika zahacza autostrada A1. Najbliższe miastu węzły autostradowe to Żory oraz Świerklany.
Rybnik znany jest jako miasto o ponadprzeciętnie dużej liczbie rond. W latach 1992–2020 wybudowano w mieście aż 44 skrzyżowania o ruchu okrężnym.
Według rankingu z czerwca 2021 w Rybniku na 1000 mieszkańców przypadało 704,7 zarejestrowanych pojazdów, w tym 599,3 samochodów osobowych.

### Komunikacja miejska

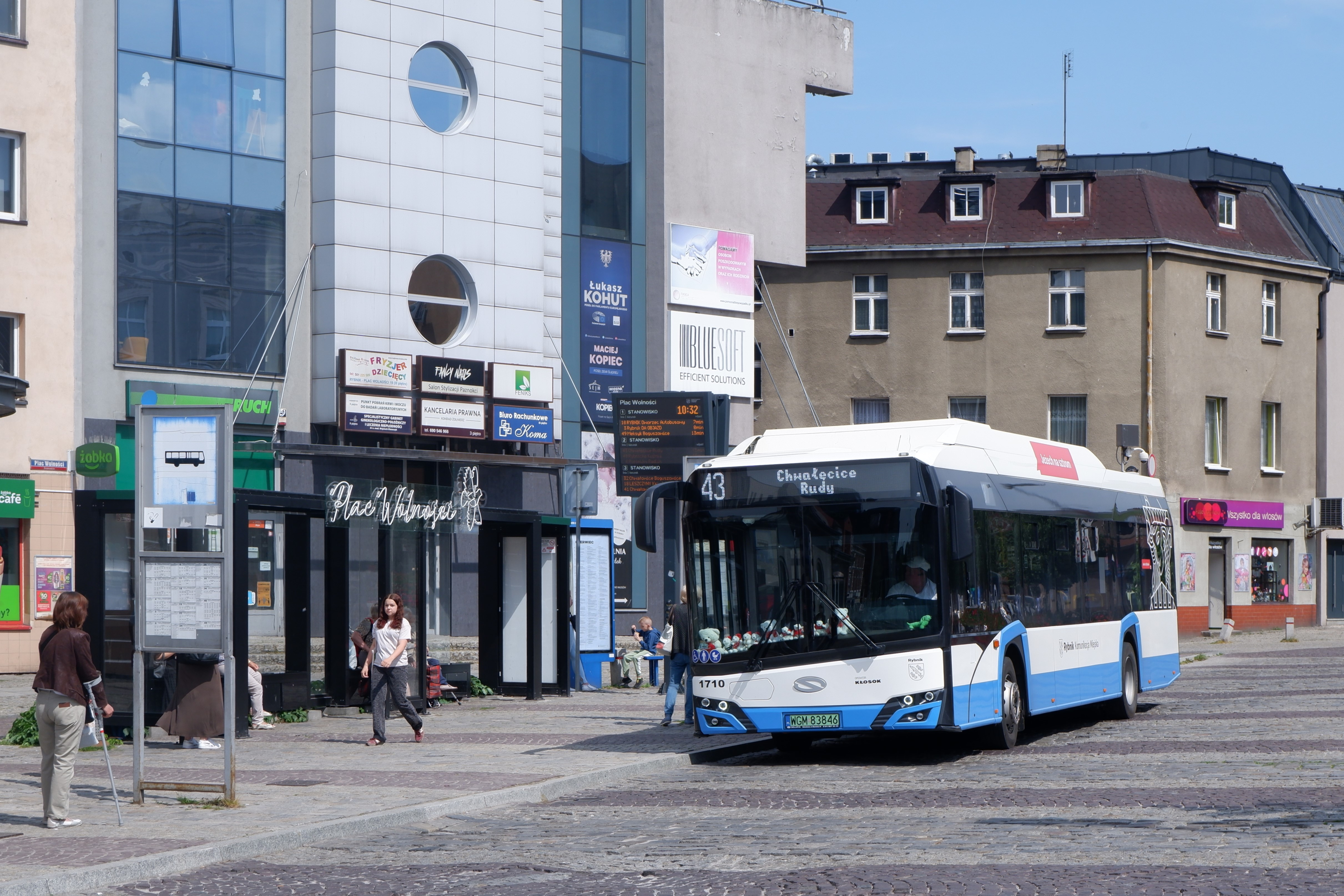
Autobus elektryczny Komunikacji Miejskiej Rybnik na przystanku Plac Wolności

W Rybniku funkcjonuje wyłącznie autobusowa komunikacja miejska. Organizatorem transportu publicznego jest spółka miejska Komunikacja Miejska Rybnik, która ma podpisane umowy z trzema przewoźnikami: P.S.T. Transgór, Kłosok i Mikrus S.C. Przewozy są realizowane na 39 liniach dziennych, z których aż 23 wyjeżdżają poza granice miasta: do wszystkich gmin powiatu rybnickiego, Marklowic, Pszowa, Radlina, Rud, Rydułtów, Wilczej i Żor (stan na 2023). W przeszłości, do 1995, Rybnik należał do Międzygminnego Związku Komunikacyjnego z siedzibą w Jastrzębiu-Zdroju. Obecnie (2023) do Rybnika z ościennych miejscowości dociera osiem linii MZK, z tego sześć do ścisłego centrum. Linie KM Rybnik i MZK Jastrzębie-Zdrój nie są zintegrowane taryfowo, niekiedy posiadają nawet inne nazwy przystanków.
Na północny zachód od Śródmieścia, przy ulicy Budowlanych, znajduje się dworzec autobusowy, przez który przejeżdżają 23 linie KM i dwie linie MZK. Przystanek Śródmieście Dworzec Kolejowy obsługuje 30 linii KM i sześć linii MZK. Ważnymi punktami przesiadkowymi są też Śródmieście Plac Wolności i Śródmieście Sąd obsługiwane odpowiednio przez 23 i 21 linii KM (stan na 2023).

### Transport lotniczy

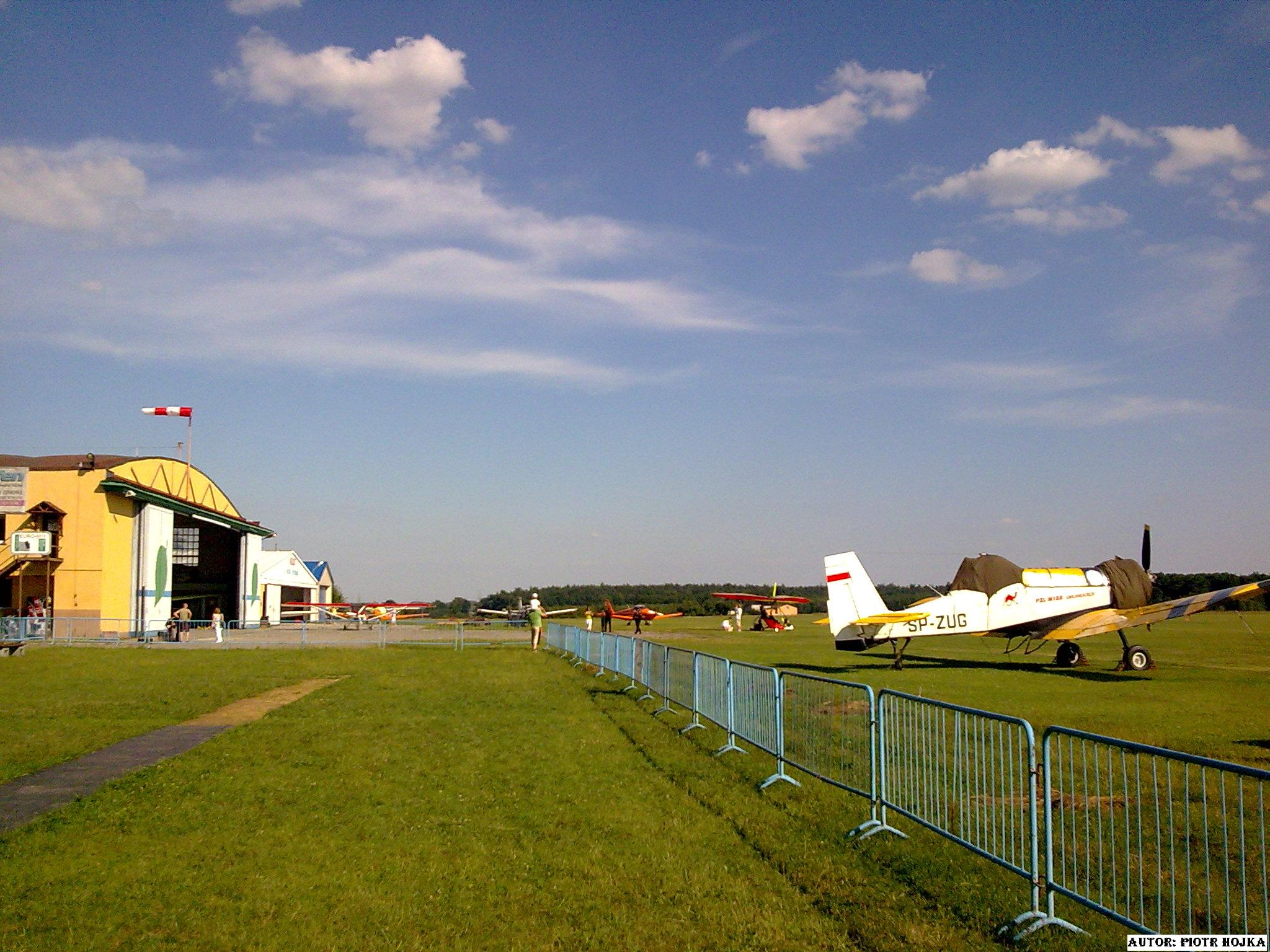
Lotnisko Rybnik-Gotartowice

W dzielnicy Gotartowice znajduje się cywilne lotnisko sportowe z dwoma trawiastymi pasami startowymi. Zostało oddane do użytku w 1963, obecnie należy do Aeroklubu Rybnickiego Okręgu Węglowego.
W odległości do 100 km od Rybnika znajdują się trzy lotniska międzynarodowe:
- port lotniczy Katowice-Pyrzowice
- port lotniczy Kraków-Balice
- port lotniczy Ostrawa

## Kultura

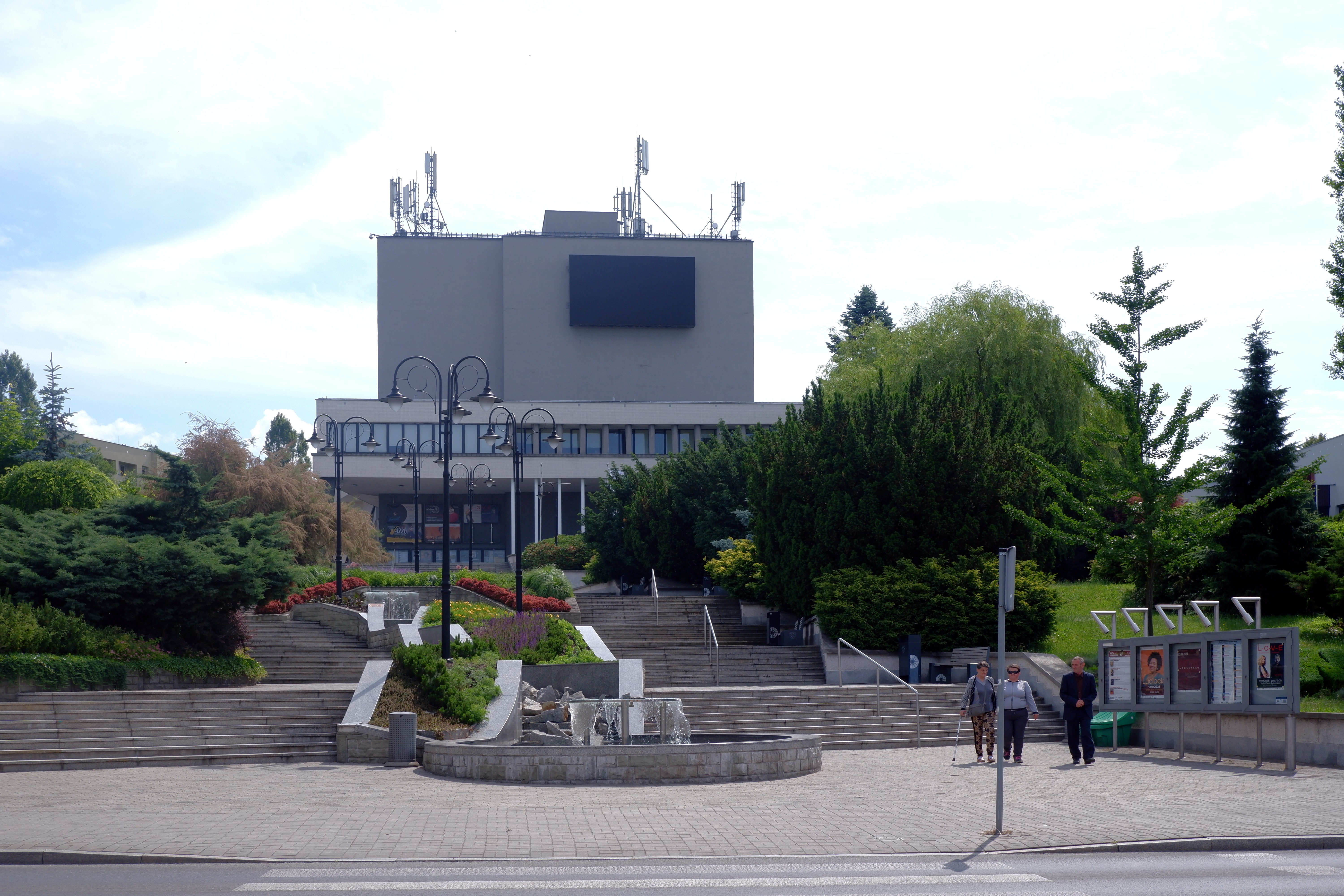
Teatr Ziemi Rybnickiej

Największą samorządową instytucją kultury w mieście jest Teatr Ziemi Rybnickiej założony w 1964. Wbrew nazwie nie jest to instytucja o charakterze stricte teatralnym, nie posiada własnego zespołu aktorskiego. Na scenie wystawiane są gościnnie sztuki innych teatrów, ponadto budynek z salą widowiskową na 650 miejsc i kilkoma mniejszymi pełni szereg innych funkcji kulturalnych – odbywają się w nim pokazy filmowe, wystawy, koncerty itp. Teatr jest organizatorem szeregu wydarzeń cyklicznych, organizuje zajęcia artystyczne dla dzieci i dorosłych, a także prowadzi Klub Kulturalny „Harcówka” w Ligocie oraz punkt informacji turystycznej „halo! Rybnik”. Z pomieszczeń Teatru korzysta również Filharmonia Rybnicka – orkiestra symfoniczna prowadzona przez Towarzystwo Muzyczne im. Braci Szafranków.
W Rybniku działa pięć domów kultury: Dom Kultury w Boguszowicach, Dom Kultury w Chwałowicach, Dom Kultury w Niedobczycach, Dom Kultury w Niewiadomiu oraz Młodzieżowy Dom Kultury z siedzibą na osiedlu Nowiny.

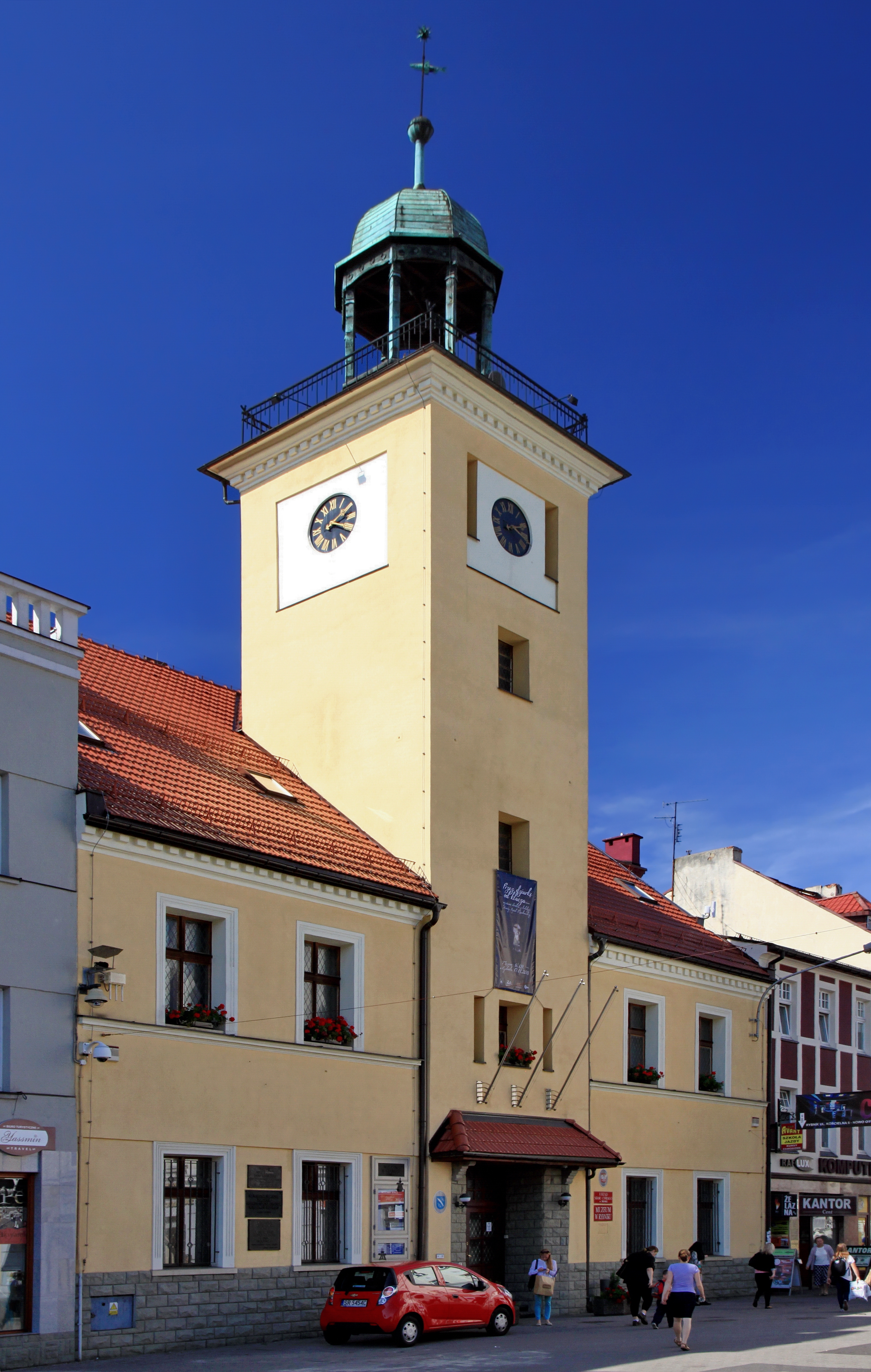
Siedziba Muzeum im. o. Emila Drobnego

Funkcję muzeum miejskiego pełni Muzeum im. o. Emila Drobnego, którego siedzibą jest historyczny ratusz na Rynku. Działalność muzealną prowadzi ponadto Zabytkowa Kopalnia Ignacy oraz Edukatorium Juliusz z ekspozycją stałą „Medycyna i farmacja” w odnowionym budynku dawnego szpitala miejskiego.
Miasto posiada dwie biblioteki: Powiatową i Miejską Bibliotekę Publiczną im. Konstantego Prusa z 22 filiami dzielnicowymi oraz Pedagogiczną Bibliotekę Wojewódzką.
W Rybniku istnieją dwa multipleksy kinowe: Multikino w centrum handlowym Focus Park i Cinema City w centrum handlowym Plaza. Studyjne pokazy filmowe odbywają się w Teatrze Ziemi Rybnickiej oraz w domach kultury.

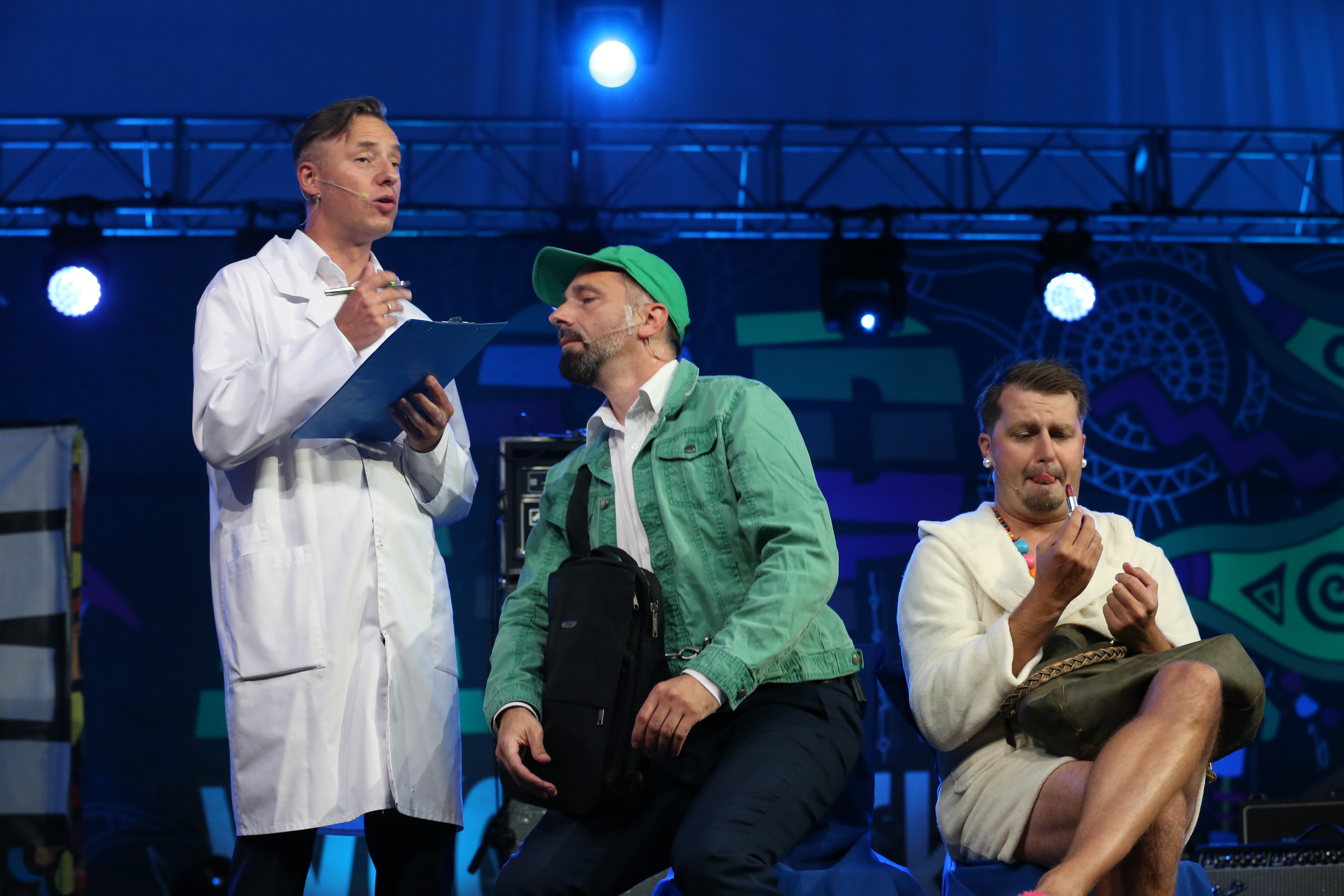
Kabaret Młodych Panów

Od 1996 roku w Rybniku jest organizowana Rybnicka Jesień Kabaretowa „Ryjek”. Powstały tu takie formacje kabaretowe jak: Kabaret Młodych Panów, Kabaret Noł Nejm, Kabaret Chwilowo Kaloryfer.
Inne wydarzenia cykliczne odbywające się w Rybniku to m.in.: Rybnickie Dni Literatury (od 1969), Dni Muzyki Organowej i Kameralnej (od 1985), Rybnik Foto Festival (od 2004), Międzynarodowy Festiwal „Rybnicka Jesień Chóralna” im. Henryka Mikołaja Góreckiego (od 2005), Silesia Gospel Festival (od 2007), Międzynarodowy Festiwal Jazzu Tradycyjnego (od 2008).
Z Rybnika pochodzi zespół muzyczny Underground i Kapela ze Śląska im. Józefa Poloka. Z istniejącą od 1933 Szkołą Muzyczną (obecnie Państwowa Szkoła Muzyczna I i II stopnia), założoną przez Karola i Antoniego Szafranków, związanych jest szereg znanych postaci muzyki poważnej i jazzowej, m.in. Henryk Mikołaj Górecki, Lidia Grychtołówna, Jan Hawel, Piotr Paleczny czy Adam Makowicz.

## Media
Lokalnym tytułem prasowym o najdłuższej tradycji jest Tygodnik Regionalny „Nowiny” wydawany od 1956. Swoim zasięgiem obejmuje cały subregion zachodni województwa śląskiego (Rybnik, Żory, Wodzisław Śląski, Racibórz). Z redakcją tygodnika powiązany jest portal informacyjny enowiny.pl.
Podobny zasięg geograficzny ma portal z pokrewną nazwą nowiny.pl wydawany przez istniejące od 1991 wydawnictwo Nowiny sp. z o.o., właściciela m.in. tytułów Nowiny Raciborskie i Nowiny Wodzisławskie, a także dystrybuowanego bezpłatnie Magazynu Rybnickiego.
Również bezpłatnie dystrybuowany jest miesięcznik samorządowy Gazeta Rybnicka. Powiązany z nim portal informacyjny (wraz z archiwum wydań elektronicznych miesięcznika) znajduje się pod adresem rybnicka.eu. O wydarzeniach kulturalnych informuje „Kreatywnik Kulturalno-Imprezowy FISHka” wydawany przez Dom Kultury w Chwałowicach, od 2021 wyłącznie w formie elektronicznej.
Inne internetowe portale informacyjne poświęcone aktualnościom w mieście to rybnik.com.pl, naszrybnik.com i rybnicki.com. Swoje lokalne redakcje mają w Rybniku Gazeta Wyborcza i Dziennik Zachodni.
Rolę lokalnej rozgłośni radiowej pełni Radio 90 FM nadające na częstotliwości 90,0 MHz. W Rybniku ma też siedzibę regionalna stacja telewizyjna TVT.

## Oświata i nauka

### Uczelnie

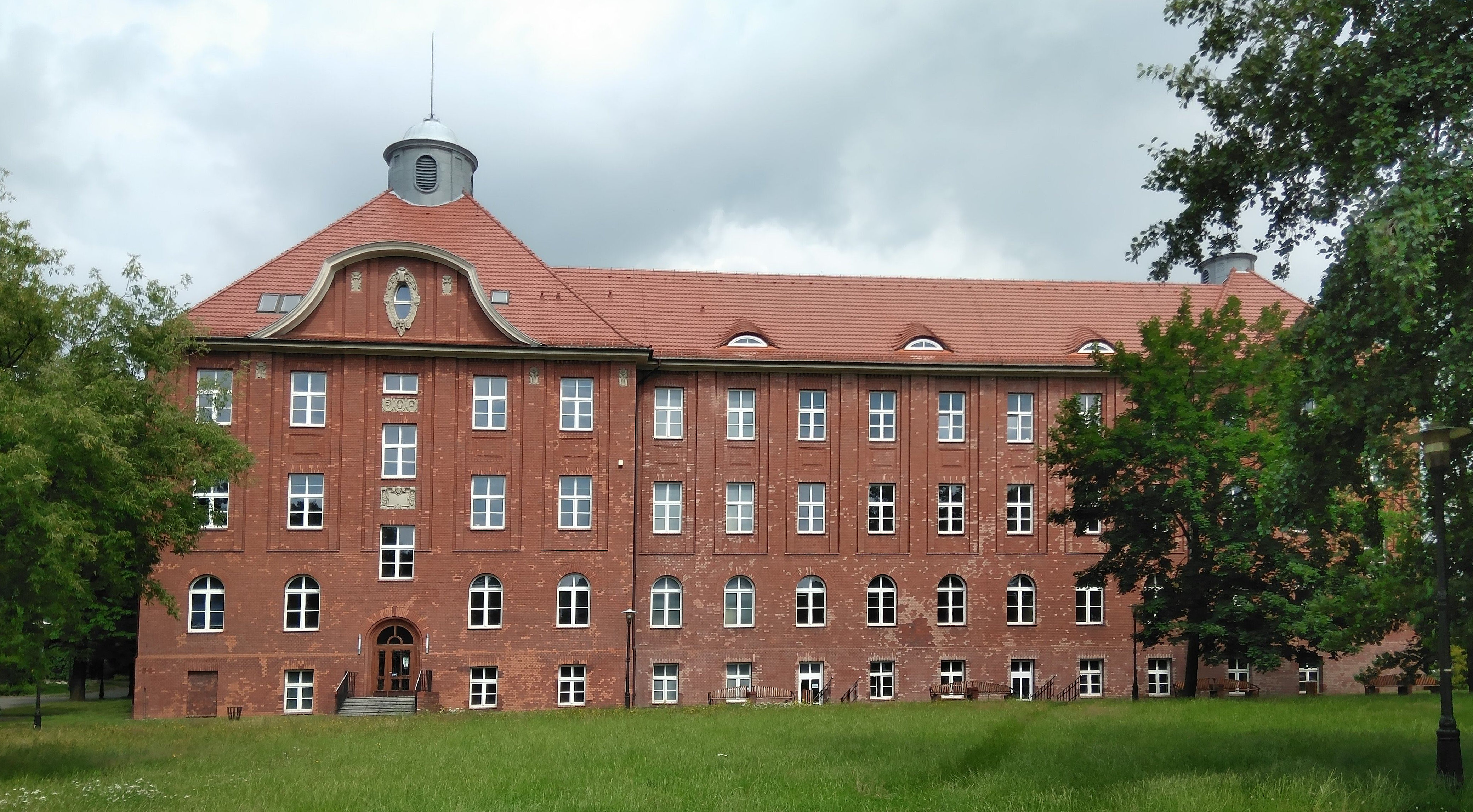
Główny budynek rybnickiego kampusu, siedziba fili UEK

W Rybniku znajdują się wydziałowe zamiejscowe trzech uczelni wyższych:
- Politechnika Śląska – wydział założony w 1962 jako Ośrodek Stacjonarno-Zaoczny, później Centrum Kształcenia Inżynierów, od 2019 Centrum Kształcenia Ustawicznego – filia Politechniki Śląskiej; oferuje studia inżynierskie na kierunku logistyka, a ponadto studia podyplomowe i MBA[223]
- Uniwersytet Ekonomiczny w Katowicach – wydział powstał jako Rybnicki Ośrodek Naukowo-Dydaktyczny w 2002, od 2021 jako Filia w Rybniku kształci na kierunkach finanse i rachunkowość (studia pierwszego stopnia) oraz finanse i ekonomia biznesu (studia drugiego stopnia)[224]
- Wyższa Szkoła Biznesu i Nauk o Zdrowiu w Łodzi – uczelnia prywatna, rybnicka filia utworzona w 2017[225]

Jako „kampus” określa się w Rybniku zespół budynków poszpitalnych przy ul. Rudzkiej 13, który w 2002 został zaadaptowany na wspólną siedzibę wszystkich ówcześnie istniejących uczelni wyższych w mieście. Obecnie (2023) mieści się tam filia Uniwersytetu Ekonomicznego. Główną siedzibą filii Politechniki jest gmach przy ul. Kościuszki 54, dawny klasztor i seminarium werbistów. Z tego budynku korzysta również Wyższa Szkoła Biznesu i Nauk o Zdrowiu.

### Szkolnictwo niższego stopnia

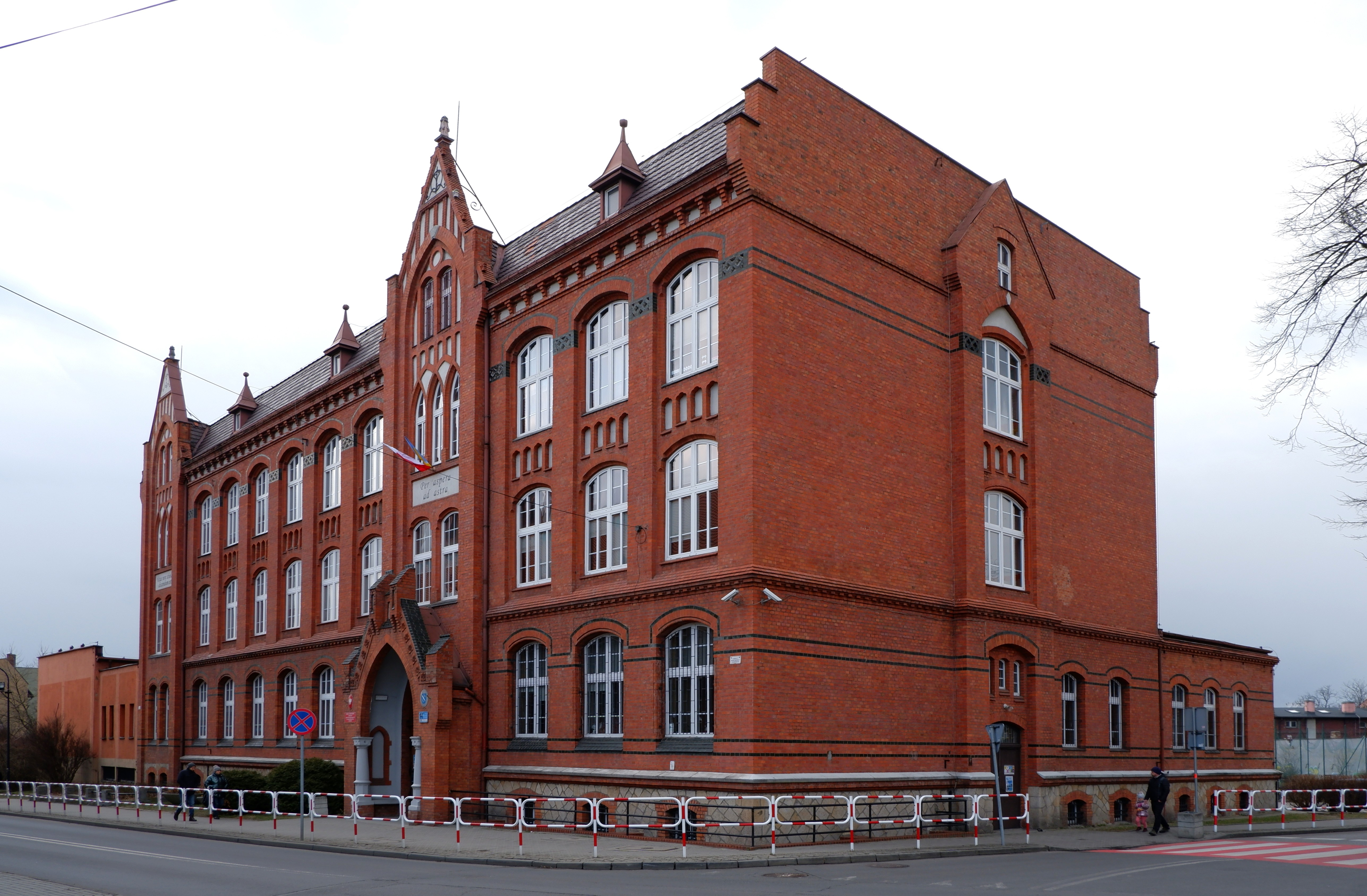
Szkoła Podstawowa nr 9

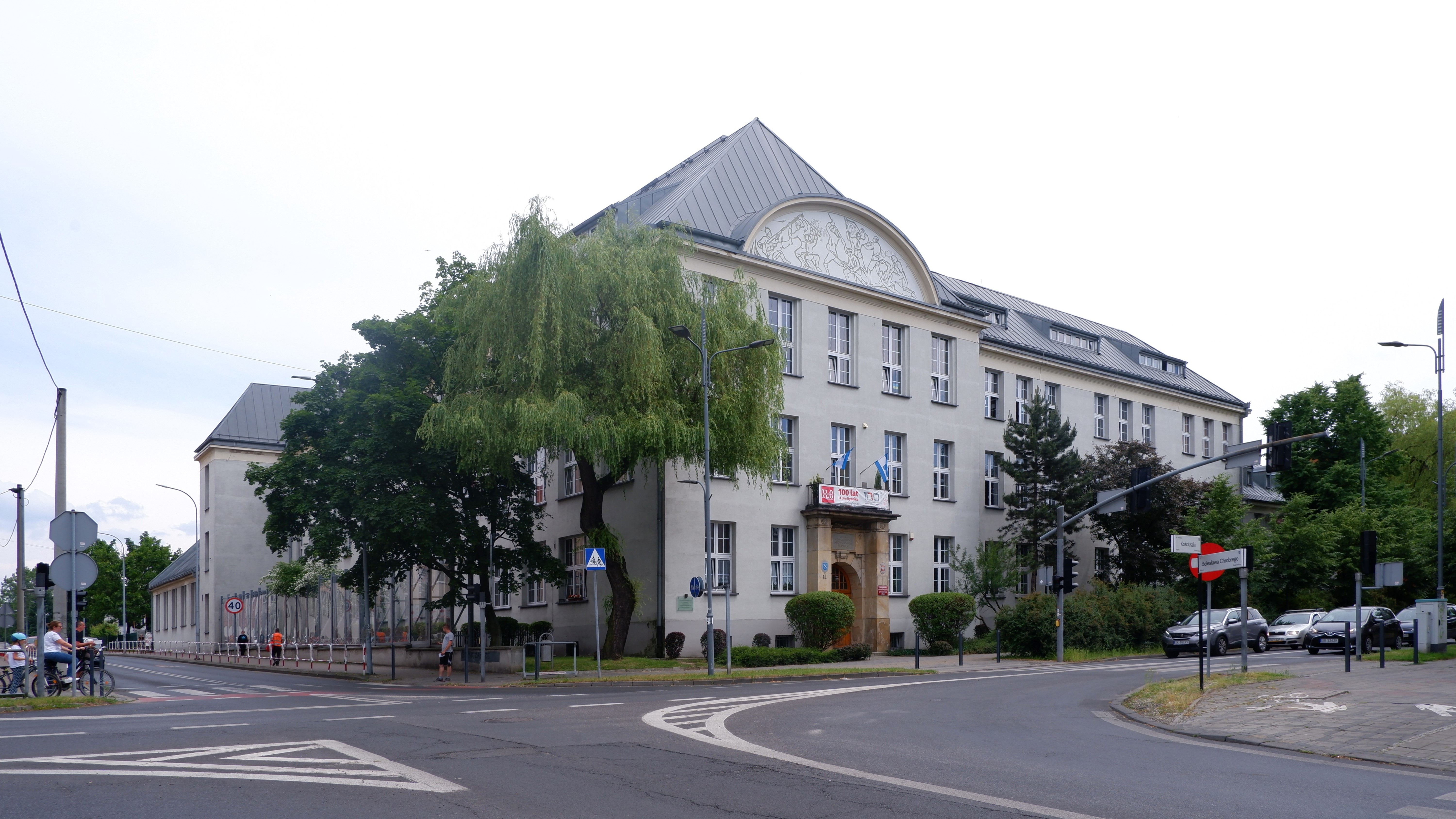
I Liceum Ogólnokształcące im. Powstańców Śląskich

Miasto Rybnik w roku szkolnym 2022/2023 prowadziło:
- 42 przedszkola, w tym dwa specjalne, do których uczęszczało łącznie 5028 uczniów
- 35 szkoły podstawowe, w tym dwie specjalne i jedną dla dorosłych, do których uczęszczało łącznie 10 519 uczniów
- 5 liceów ogólnokształcących, w tym jedno specjalne, do których uczęszczało łącznie 2525 uczniów
- 5 techników, do których uczęszczało łącznie 3942 uczniów
- 7 zasadniczych szkół zawodowych (szkół branżowych I i II stopnia), w tym dwie specjalne, do których uczęszczało łącznie 476 uczniów
- 1 szkołę przysposabiającą do pracy z 44 uczniami
- 1 ośrodek rewalidacyjno-wychowawczy z 45 uczniami
- 1 poradnię psychologiczno-pedagogiczną
- Zespół Edukacyjno-Artystyczny Przygoda

Ponadto w mieście znajdowały się 53 placówki edukacyjne niepubliczne, w tym 11 przedszkoli i punktów przedszkolnych, 2 szkoły podstawowe, 2 licea, 2 technika, 3 zasadnicze szkoły zawodowe (branżowe), 1 szkoła artystyczna, 8 szkół policealnych, 18 centrów kształcenia ustawicznego, 3 centra kształcenia zawodowego, 3 poradnie psychologiczno-pedagogiczne.
Jako placówki publiczne prowadzone przez inny podmiot niż miasto klasyfikowane były: Zespół Szkół Urszulańskich (szkoła podstawowa i liceum) oraz Akademickie Liceum Ogólnokształcące Politechniki Śląskiej. W Rybniku ma ponadto siedzibę Państwowa Szkoła Muzyczna I i II stopnia im. Karola i Antoniego Szafranków działająca jako szkoła popołudniowa.

## Sport

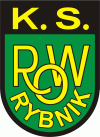
Logo klubu ROW Rybnik

W 2022 w Rybniku zarejestrowanych było 107 stowarzyszeń sportowych, w ewidencji znajdowało się ponadto 17 uczniowskich klubów sportowych. W czterdziestu klubach otrzymujących dofinansowanie z samorządu zrzeszonych było 3843 zawodników.
Dużą popularnością w mieście cieszy się żużel. Klub ROW Rybnik w obecnej formule powstał w 2012, nawiązując do tradycji istniejącego w latach 1932–1993 poprzednika, który dwunastokrotnie otrzymał tytuł mistrza Polski. W sezonie 2023 jeździł w I lidze (drugiej klasie rozgrywkowej). Klub piłkarski ROW 1964 Rybnik, odnoszący sukcesy w latach 60. i 70. XX wieku, obecnie występuje w IV lidze (grupa śląska). Srebrny medal mistrzostw Polski seniorów oraz mistrzostwo w kategorii juniorów uzyskali w 2022 baseballiści z klubu Silesia Rybnik. W I lidze koszykówki kobiet grają zawodniczki RMKS Xbest Rybnik. Drugoligowym jest klub siatkówki mężczyzn TS Volley Rybnik, a także klub koszykówki mężczyzn MKKS Rybnik. Sukcesy indywidualne odnosili judocy z klubów Polonia Rybnik i Kejza Team Rybnik oraz sekcja szermierska RMKS.

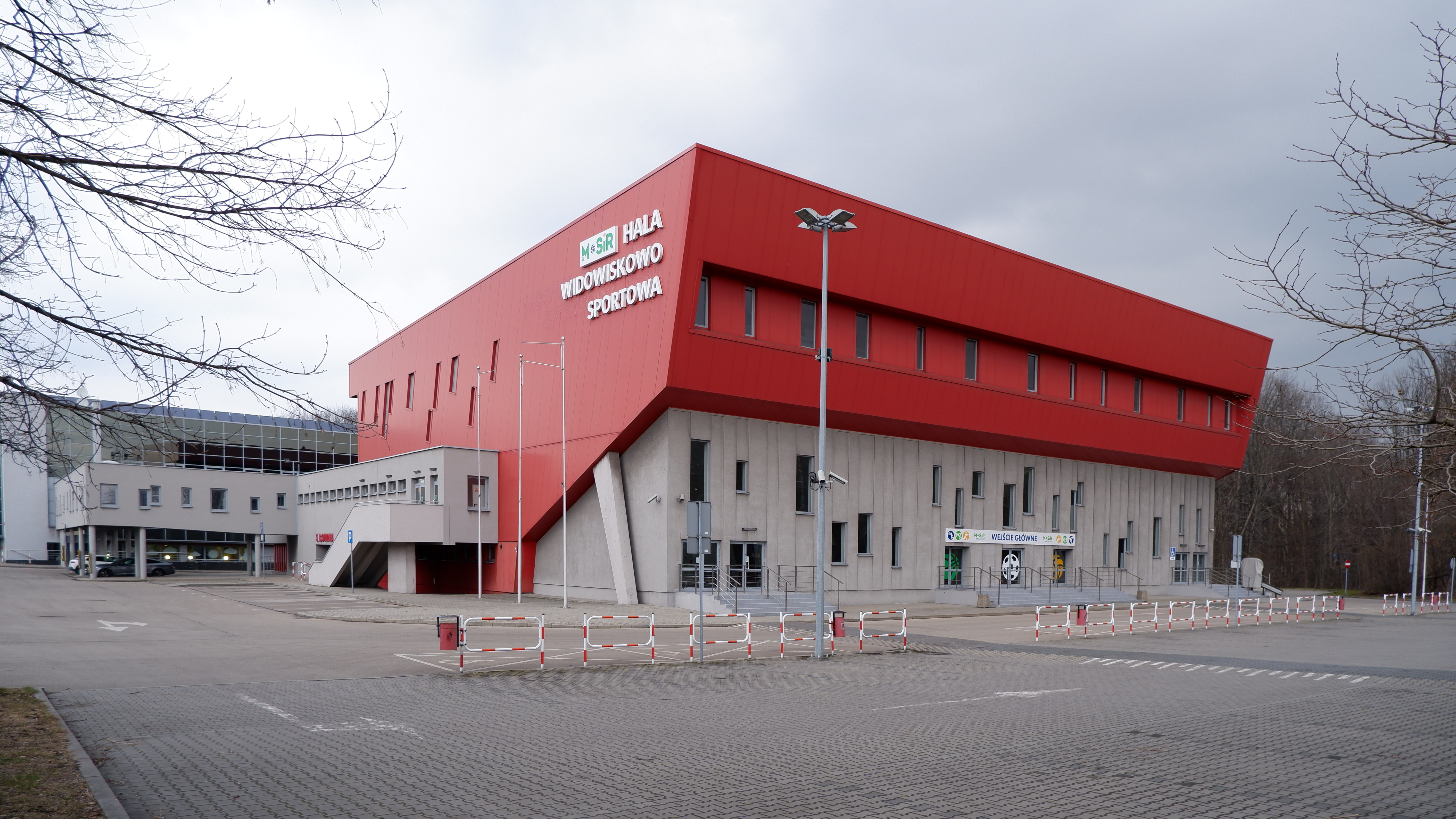
Hala widowiskowo-sportowa MOSiR w Boguszowicach

Samorządową instytucją zajmującą się krzewieniem kultury fizycznej, sportu i rekreacji jest Miejski Ośrodek Sportu i Rekreacji (MOSiR). Jego zadaniem jest również utrzymanie szeregu obiektów sportowych i rekreacyjnych na terenie miasta. Największym ich skupiskiem jest kompleks w rejonie ulicy Gliwickiej 72 w dzielnicy Rybnik-Północ, gdzie znajduje się Stadion Miejski (arena domowa piłkarskiej i żużlowej sekcji klubu ROW Rybnik), Ośrodek Sportowo-Rekreacyjny Ruda z zespołem basenów, Miejski Stadion Lekkoatletyczny, boisko treningowe oraz lodowisko. Inne obiekty w gestii MOSiR to: hala widowiskowo-sportowa w Boguszowicach i sąsiadująca z nią pływalnia kryta Akwarium, pływalnia kryta Yntka i hala sportowa przy ul. Powstańców Śląskich 42, Ośrodek Sportowo-Rekreacyjny Kamień z boiskami i kąpieliskiem, kąpielisko Pniowiec nad zalewem Jeziora Rybnickiego, basen przy Parku Górnika w Chwałowicach, hala sportowa przy Szkole Podstawowej nr 33 w Niedobczycach, Centrum Rekreacji i Rehabilitacji Bushido na osiedlu Nowiny, stadion miniżużlowy w Chwałowicach, boisko baseballowe w Ligockiej Kuźni, a także kilkanaście piłkarskich lub wielofunkcyjnych boisk dzielnicowych.

## Wspólnoty wyznaniowe
Rybnik leży w regionie, w którym tradycyjnie dominują wyznawcy Kościoła rzymskokatolickiego. Na terenie miasta funkcjonuje 25 parafii rzymskokatolickich przynależnych do dekanatu Rybnik (9 parafii), dekanatu Golejów (6 parafii), dekanatu Niedobczyce (6 parafii), dekanatu Boguszowice (3 parafie) lub dekanatu Dębieńsko (jedna parafia) w archidiecezji katowickiej.

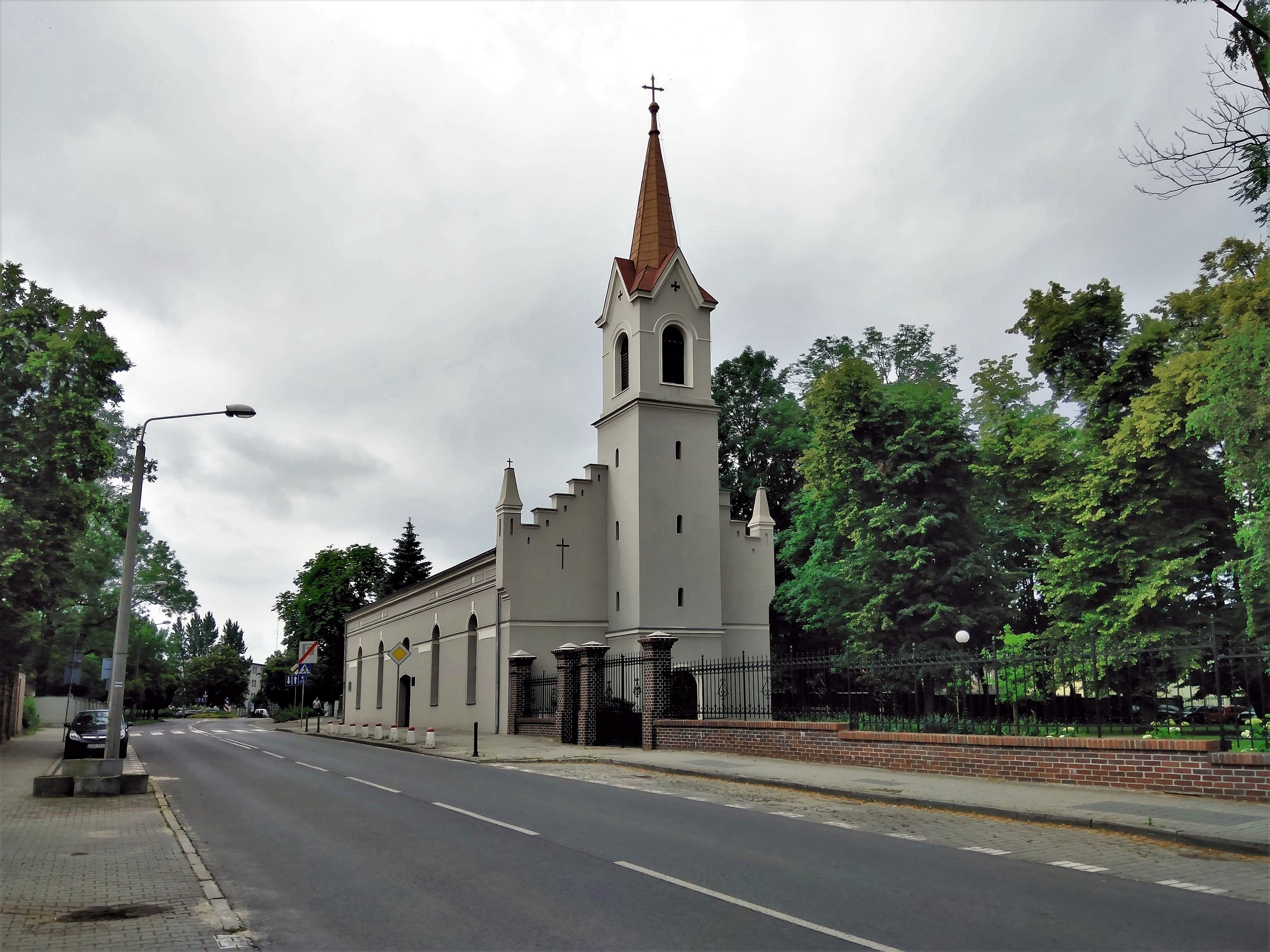
Kościół ewangelicko-augsburski w Rybniku

Inne wyznania chrześcijańskie reprezentowane są w mieście przez Kościół Ewangelicko-Augsburski (parafia w Rybniku), Kościół Adwentystów Dnia Siódmego (zbór w Rybniku), Katolicki Kościół Narodowy w Polsce (parafia w Rybniku), Kościół Chrystusowy (zbór w Rybniku), Kościół Zielonoświątkowy, Kościół Boży, Kościół Boży w Chrystusie, Kościół Wolnych Chrześcijan (zbór i placówka misyjna), Ewangeliczny Kościół Chrześcijański i Mesjańskie Zbory Boże (Dnia Siódmego). Swoją centralę w Rybniku ma Kościół Chrześcijański w Duchu Prawdy i Pokoju oraz Kościół Chrześcijan w Rybniku. W mieście istnieje pięć zborów Świadków Jehowy (Boguszowice, Centrum, Chabrowa z grupą polskiego języka migowego, Niedobczyce i Nowiny) korzystających z dwóch sal królestwa przy ulicy Kosów i Rajskiej.
Buddyjski Związek Diamentowej Drogi Linii Karma Kagyu posiada w Rybniku swój ośrodek medytacyjny.

## Polityka

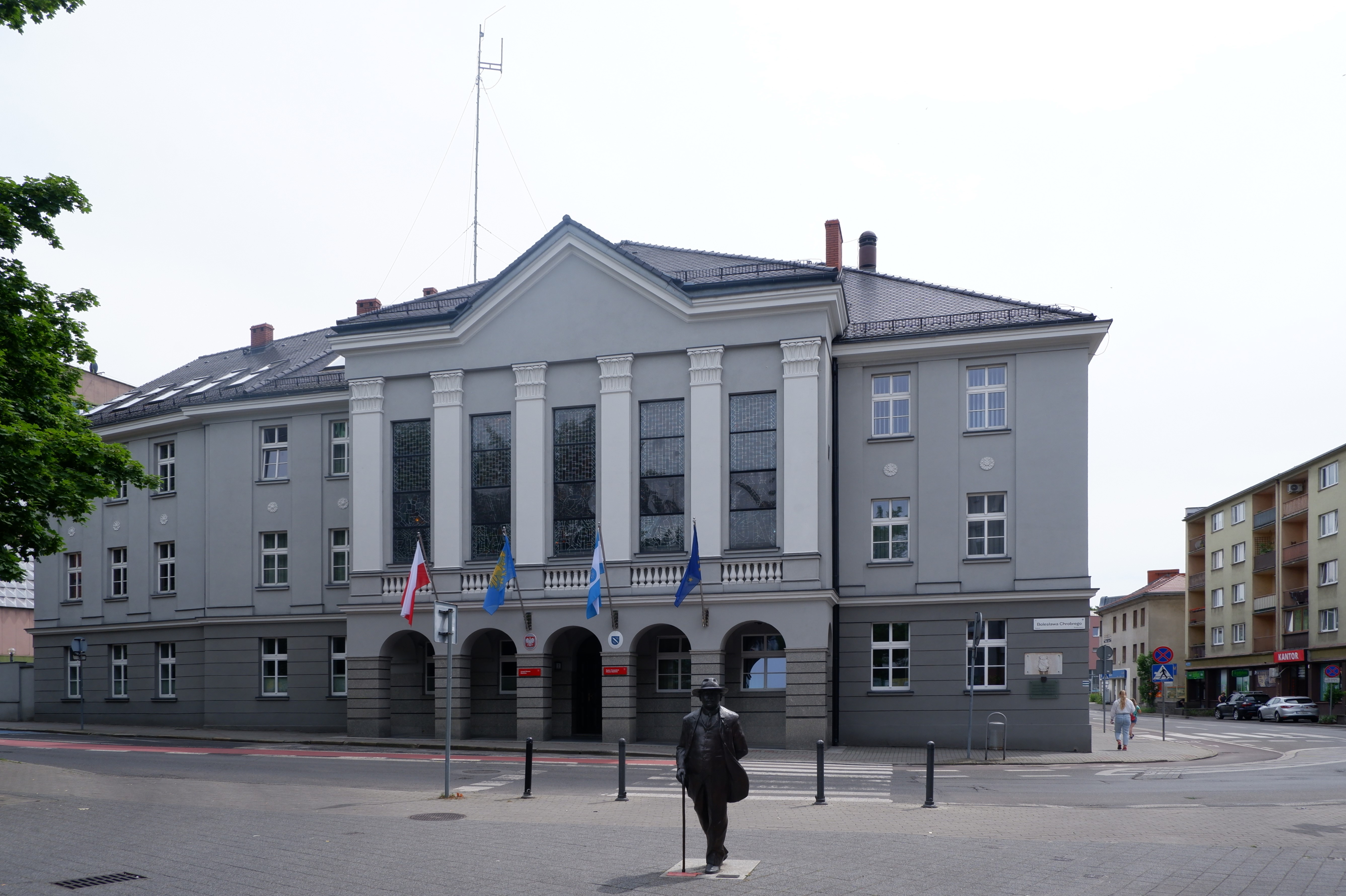
Główna siedziba Urzędu Miasta

Organem wykonawczym gminy jest Prezydent Miasta Rybnika. Od 2014 funkcję tę pełni Piotr Kuczera. Jego zastępcami są obecnie (2024) Wojciech Kiljańczyk, Janusz Koper i Arkadiusz Marcol. Urząd Miasta, którego główną siedzibą jest budynek przy ul. Chrobrego 2, składa się z 29 komórek organizacyjnych.
Przewodniczącym Rady Miasta Rybnika jest Krzysztof Szafraniec, a wiceprzewodniczącymi Franciszek Kurpanik, Małgorzata Piaskowy i Karol Szymura. W skład Rady wchodzi 25 radnych (od 2002, wcześniej było ich 45) wybieranych na 4-letnią kadencję. Rada Miasta posiada dziesięć komisji stałych. W czasie wyborów samorządowych wyznaczone są w granicach miasta cztery okręgi wyborcze. Poniższa tabela przedstawia skład partyjny Rady Miasta od roku 2002:
| Ugrupowanie                            | Kadencja 2002−2006 | Kadencja 2006−2010 | Kadencja 2010–2014 | Kadencja 2014–2018 | Kadencja 2018–2023 | Kadencja 2024–2029 |
| -------------------------------------- | ------------------ | ------------------ | ------------------ | ------------------ | ------------------ | ------------------ |
| Blok Samorządowy Rybnik (Adam Fudali)  | 14                 | 11                 | 9                  | 10                 | 3                  | 2                  |
| Rybnicka Inicjatywa Obywatelska        | 6                  | –                  | –                  | –                  | –                  | –                  |
| Sojusz Lewicy Demokratycznej           | 4                  | –                  | –                  | –                  | –                  | –                  |
| Platforma Obywatelska                  | 1                  | 7                  | 10                 | 6                  | 7                  | 8                  |
| Prawo i Sprawiedliwość                 | –                  | 6                  | 5                  | 8                  | 9                  | 8                  |
| Inicjatywa Obywatelska „Nasz Rybnik”   | –                  | 1                  | –                  | –                  | –                  | –                  |
| Samorządny Rybnik 2010                 | –                  | –                  | 1                  | –                  | –                  | –                  |
| Forum Obywateli Rybnika                | –                  | –                  | –                  | 1                  | –                  | –                  |
| Wspólnie dla Rybnika z Piotrem Kuczerą | –                  | –                  | –                  | –                  | 6                  | 5                  |
| Lepszy Rybnik                          | –                  | –                  | –                  | –                  | –                  | 2                  |

Rybnik jest siedzibą władz powiatu rybnickiego obejmującego pięć ościennych gmin. Miasto należy do Związku Gmin i Powiatów Subregionu Zachodniego Województwa Śląskiego, który ma tu swoją siedzibę, a także do Śląskiego Związku Gmin i Powiatów, Związku Miast Polskich, Stowarzyszenia Gmin Górniczych w Polsc i Stowarzyszenia Biznes – Nauka – Samorząd „Pro Silesia”.
Rybnik obejmują dwa okręgi parlamentarne: nr 30 do Sejmu RP (składający się również z Jastrzębia-Zdroju, Żor oraz powiatów: mikołowskiego, raciborskiego, rybnickiego i wodzisławskiego) – wybiera się w nim 9 posłów – oraz nr 73 do Senatu RP (składający się również z powiatów mikołowskiego i rybnickiego) – obsadzany jest w nim 1 mandat senatorski. Ponadto miasto wchodzi w skład okręgu wyborczego nr 11 do Parlamentu Europejskiego w Polsce (razem z całym województwem śląskim) oraz okręgu wyborczego nr 3 do Sejmiku Województwa Śląskiego (także Jastrzębie-Zdrój, Żory oraz powiaty: mikołowski, raciborski, rybnicki i wodzisławski).
Poniższa tabela przedstawia wyniki procentowe ugrupowań politycznych w Rybniku w wyborach parlamentarnych od 2001:
| Ugrupowanie                                                     | Wybory 2001 | Wybory 2005 | Wybory 2007 | Wybory 2011 | Wybory 2015 | Wybory 2019 | Wybory 2023 |
| --------------------------------------------------------------- | ----------- | ----------- | ----------- | ----------- | ----------- | ----------- | ----------- |
| Sojusz Lewicy Demokratycznej (SLD-UP, LiD, Zjednoczona Lewica)  | 39,86%      | 9,53%       | 11,39%      | 7,21%       | 7,01%       | 9,91%       | 7,82%       |
| Platforma Obywatelska (Koalicja Obywatelska)                    | 17,16%      | 28,47%      | 46,21%      | 47,35%      | 25,72%      | 30,43%      | 30,78%      |
| Prawo i Sprawiedliwość                                          | 14,34%      | 38,03%      | 35,21%      | 29,02%      | 37,54%      | 45,53%      | 36,24%      |
| Polskie Stronnictwo Ludowe (Trzecia Droga)                      | 3,25%       | 1,66%       | 3,78%       | 1,96%       | 1,29%       | 5,28%       | 12,44%      |
| Samoobrona RP                                                   | 6,42%       | 7,73%       | 0,88%       | –           | –           | –           | –           |
| Liga Polskich Rodzin                                            | 5,98%       | 5,71%       | 0,94%       | –           | –           | –           | –           |
| Unia Wolności / Partia Demokratyczna – demokraci.pl             | 4,63%       | 2,11%       | –           | –           | –           | –           | –           |
| Akcja Wyborcza Solidarność Prawicy                              | 6,50%       | –           | –           | –           | –           | –           |             |
| Alternatywa Ruch Społeczny                                      | 0,89%       | –           | –           | –           | –           | –           | –           |
| Mniejszość Niemiecka                                            | 0,77%       | –           | –           | –           | –           | –           | –           |
| Polska Unia Gospodarcza                                         | 0,21%       | –           | –           | –           | –           | –           | –           |
| Platforma Janusza Korwin-Mikke / Kongres Nowej Prawicy / KORWiN | –           | 1,27%       | –           | 2,17%       | 5,09%       | –           | –           |
| Polska Partia Pracy – Sierpień 80                               | –           | 1,21%       | 1,60%       | 0,81%       | –           | –           | –           |
| Socjaldemokracja Polska                                         | –           | 3,00%       | –           | –           | –           | –           | –           |
| Ruch Patriotyczny                                               | –           | 0,59%       | –           | –           | –           | –           | –           |
| Polska Konfederacja – Godność i Praca                           | –           | 0,29%       | –           | –           | –           | –           | –           |
| Polska Partia Narodowa                                          | –           | 0,21%       | –           | –           | –           | –           | –           |
| Centrum                                                         | –           | 0,18%       | –           | –           | –           | –           | –           |
| Ruch Palikota                                                   | –           | –           | –           | 8,88%       | –           | –           | –           |
| Polska Jest Najważniejsza                                       | –           | –           | –           | 2,36%       | –           | –           | –           |
| Prawica Rzeczypospolitej                                        | –           | –           | –           | 0,24%       | –           | –           | –           |
| Nowoczesna                                                      | –           | –           | –           | –           | 6,46%       | –           | –           |
| Kukiz’15                                                        | –           | –           | –           | –           | 11,22%      | –           | –           |
| Partia Razem                                                    | –           | –           | –           | –           | 3,38%       | –           | –           |
| Zjednoczeni dla Śląska                                          | –           | –           | –           | –           | 1,29%       | –           | –           |
| KWW Grzegorza Brauna „Szczęść Boże!”                            | –           | –           | –           | –           | 0,24%       | –           | –           |
| Konfederacja Wolność i Niepodległość                            | –           | –           | –           | –           | –           | 7,29%       | 7,88%       |
| Bezpartyjni Samorządowcy                                        | –           | –           | –           | –           | –           | 1,58%       | 2,51%       |
| Polska Jest Jedna                                               | –           | –           | –           | –           | –           | –           | 2,33%       |
| Frekwencja                                                      | 44,41%      | 41,76%      | 55,16%      | 50,22%      | 53,66%      | 62,49%      | 74,18%      |

### Miasta partnerskie

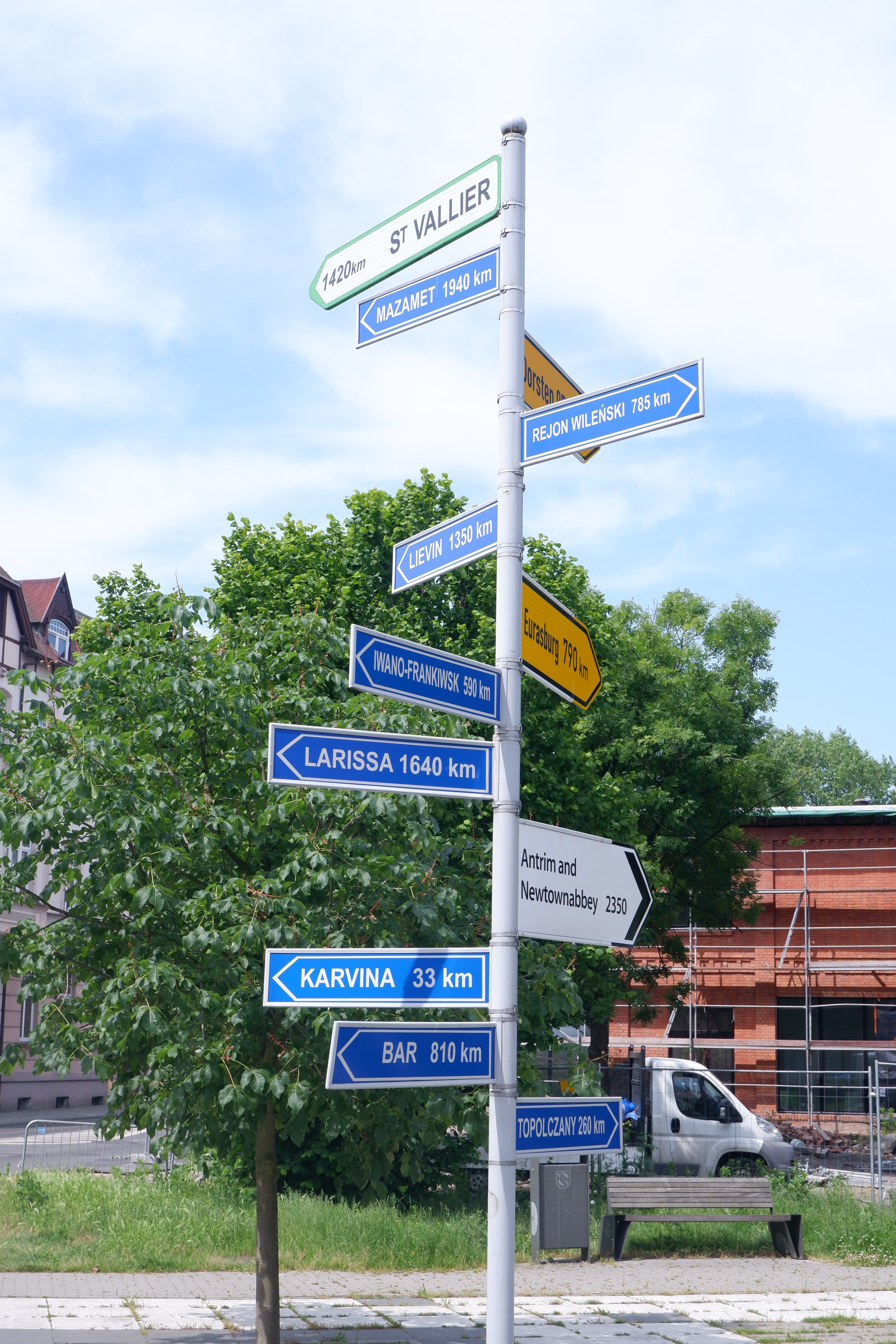
Symboliczne drogowskazy do miast partnerskich na skwerze przy ulicy Hallera

| Miasto          | Kraj            | Odległość | Data podpisania umowy |
| --------------- | --------------- | --------- | --------------------- |
| Saint-Vallier   | Francja         | 1420 km   | 5 lipca 1961          |
| Mazamet         | Francja         | 1940 km   | 4 czerwca 1993        |
| Dorsten         | Niemcy          | 977 km    | 15 kwietnia 1994      |
| Rejon wileński  | Litwa           | 785 km    | 2 października 2000   |
| Liévin          | Francja         | 1350 km   | 4 grudnia 2000        |
| Eurasburg       | Niemcy          | 790 km    | 5 lipca 2001          |
| Iwano-Frankiwsk | Ukraina         | 590 km    | 12 października 2001  |
| Larisa          | Grecja          | 1640 km   | 13 czerwca 2003       |
| Newtownabbey    | Wielka Brytania | 2350 km   | 18 października 2003  |
| Karwina         | Czechy          | 33 km     | 30 kwietnia 2004      |
| Bar             | Ukraina         | 810 km    | 19 lipca 2007         |
| Topolczany      | Słowacja        | 260 km    | 20 czerwca 2008       |
| Labin           | Chorwacja       | 875 km    | 8 listopada 2019      |